# Histoire de la Charente-Maritime
Vous lisez un « bon article » labellisé en 2010.
Ne doit pas être confondu avec Histoire de la Charente.
Pour un article plus général, voir Charente-Maritime.
| \| Vendée Deux-Sèvres Charente Dordogne Gironde GOLFE DE GASCOGNE Île de Ré Île d'Oléron La Rochelle Jonzac Rochefort Saintes Saint-Jean- · d'Angély Marans Surgères Châtelaillon Matha Saujon Royan Marennes Saint-Georges-de-Didonne Pons Mirambeau Montguyon Saint-Pierre La Tremblade \| Carte du département de la Charente-Maritime. |
| Vendée Deux-Sèvres Charente Dordogne Gironde GOLFE DE GASCOGNE Île de Ré Île d'Oléron La Rochelle Jonzac Rochefort Saintes Saint-Jean- · d'Angély Marans Surgères Châtelaillon Matha Saujon Royan Marennes Saint-Georges-de-Didonne Pons Mirambeau Montguyon Saint-Pierre La Tremblade                                                     |

L'histoire du département de la Charente-Maritime, en tant qu'entité administrative, commence le 22 décembre 1789 par un décret de l'Assemblée constituante. Ce dernier n'entre cependant en vigueur que quelques mois plus tard, le 4 mars 1790. Fondé sur des considérations géographiques — le cours inférieur de la Charente — le département est alors nommé « Charente-Inférieure », appellation conservée jusqu'en 1941, date à laquelle il prendra le nom de « Charente-Maritime », dénomination soulignant sa situation sur le littoral atlantique.
Le département comprend d'une part la majeure partie de l'ancienne province de la Saintonge (amputée du Cognaçais et du Barbezilien, lesquels sont rattachés au département de la Charente, et du duché-pairie de Frontenay-Rohan-Rohan, rattaché au département des Deux-Sèvres), et d'autre part la quasi-totalité de l'ancienne province de l'Aunis, et le Pays d'Aulnay, détaché de l'ancienne province du Poitou.
De nombreux sites attestent un peuplement très ancien du territoire charentais-maritime, où des hommes ont vécu dès le paléolithique. Le peuple celte des Santons s'installe dans la région, peut-être au cours de la période du second âge du Fer (dit période de La Tène), développant artisanat et commerce. La romanisation consécutive à la Guerre des Gaules est rapide et permet notamment le développement de Mediolanum Santonum (Saintes), promue capitale de l'Aquitaine augustéenne. La Saintonge mérovingienne puis carolingienne est un comté appartenant à une Aquitaine organisée tantôt en royaume, tantôt en duché, aux frontières variables. L'effondrement du pouvoir carolingien marque le début d'une période d'instabilité, au cours de laquelle le pays d'Aunis se dote d'une identité propre.
Au XIIe siècle, Aliénor d'Aquitaine, par son remariage, fait entrer la région dans l'ensemble territorial Plantagenêt. En dépit de révoltes seigneuriales ponctuelles, la région s'enrichit, notamment par son commerce avec les ports anglais. La guerre de Cent Ans cause de nombreux ravages, et se solde par la prise de Montguyon par les Français en 1451. Le XVIe siècle est quant à lui marqué par les progrès de la Réforme en Aunis et Saintonge, et les combats fratricides des Guerres de Religion.
La Révolution est l'occasion de grands espoirs, mais prend une tournure dramatique avec l'épisode des pontons de Rochefort, tandis que le département nouvellement créé apparaît comme pris en étau entre l'insurrection vendéenne et l'insurrection girondine. Le XIXe siècle est marqué par un retour à l'ordre et, à partir du Second Empire, par une période de prospérité économique reposant essentiellement sur la production de cognac, qui s'effondre avec la crise du phylloxéra.
La Seconde Guerre mondiale apparaît comme le tournant majeur du XXe siècle. À la fin du conflit, les Allemands s'enferment dans des « poches » de résistance centrées autour de La Rochelle et Royan. Cette dernière ville est rasée en 1945, quelques mois avant la signature de l'armistice du 8 mai 1945.
La seconde moitié du XXe siècle est caractérisée par un développement du tourisme, du tertiaire supérieur et des nouvelles technologies, mais aussi par la persistance d'une crise agricole et rurale dans certaines parties du département. Cependant, la Charente-Maritime aborde le XXIe siècle dans la modernité disposant d'atouts importants, malgré des troubles climatiques de grande ampleur.

## Préhistoire

### Paléolithique
Les premières traces d'occupation humaine de l'actuelle Charente-Maritime remontent au paléolithique inférieur (Acheuléen). En témoignent les nombreux bifaces collectés dans les environs de Gémozac. Également ceux retrouvés dans la région de Pons, en bord de Seugne et de Soute). Une industrie lithique de type acheuléen a aussi été découverte dans les environs de Saint-Genis-de-Saintonge, au lieu-dit Les Thibauderies.
Le Paléolithique moyen est caractérisé par le développement des civilisations moustériennes. Leurs productions ont été mises au jour en plusieurs endroits du département, notamment dans la vallée de la Charente (grotte du Gros-Roc au Douhet, stations de Port-d'Envaux, du lycée de Pons et de Saint-Sever-de-Saintonge). À Saint-Porchaire, les grottes bordant le vallon du Bruant ont sans doute été occupées dès cette époque, comme semble l'attester une collection de silex taillés découverts dans la grotte de La Baraude au XIXe siècle.
En 1979, la découverte du squelette d'une néandertalienne au site de la Roche à Pierrot à Saint-Césaire, a permis de démontrer que les derniers hommes de Néandertal ont été, vers 36 300 ans AP), les contemporains des hommes de Cro-Magnon. Un centre d'interprétation de la préhistoire (Paléosite) a été inauguré en 2005 à côté du site.
À Saint-Porchaire, des fouilles dans les grottes du Bouil-Bleu et du Triangle mirent au jour trois pierres gravées datées des périodes aurignaciennes et magdaléniennes. La plus ancienne des trois, découverte en 1924, représente un troupeau de mammouths ; elle serait la plus ancienne gravure préhistorique retrouvée à ce jour dans la région.
À Saint-Germain-du-Seudre et à Bois, des sites de surface ont permis de récolter des pointes de silex en feuille de laurier ou en feuille de saule de la période solutréenne.

### Révolution néolithique
La « révolution » néolithique atteint les régions charentaises aux alentours du VIe millénaire av. J.-C. Les populations se sédentarisent et développent agriculture et élevage, mais aussi des activités artisanales comme la céramique et le tissage.

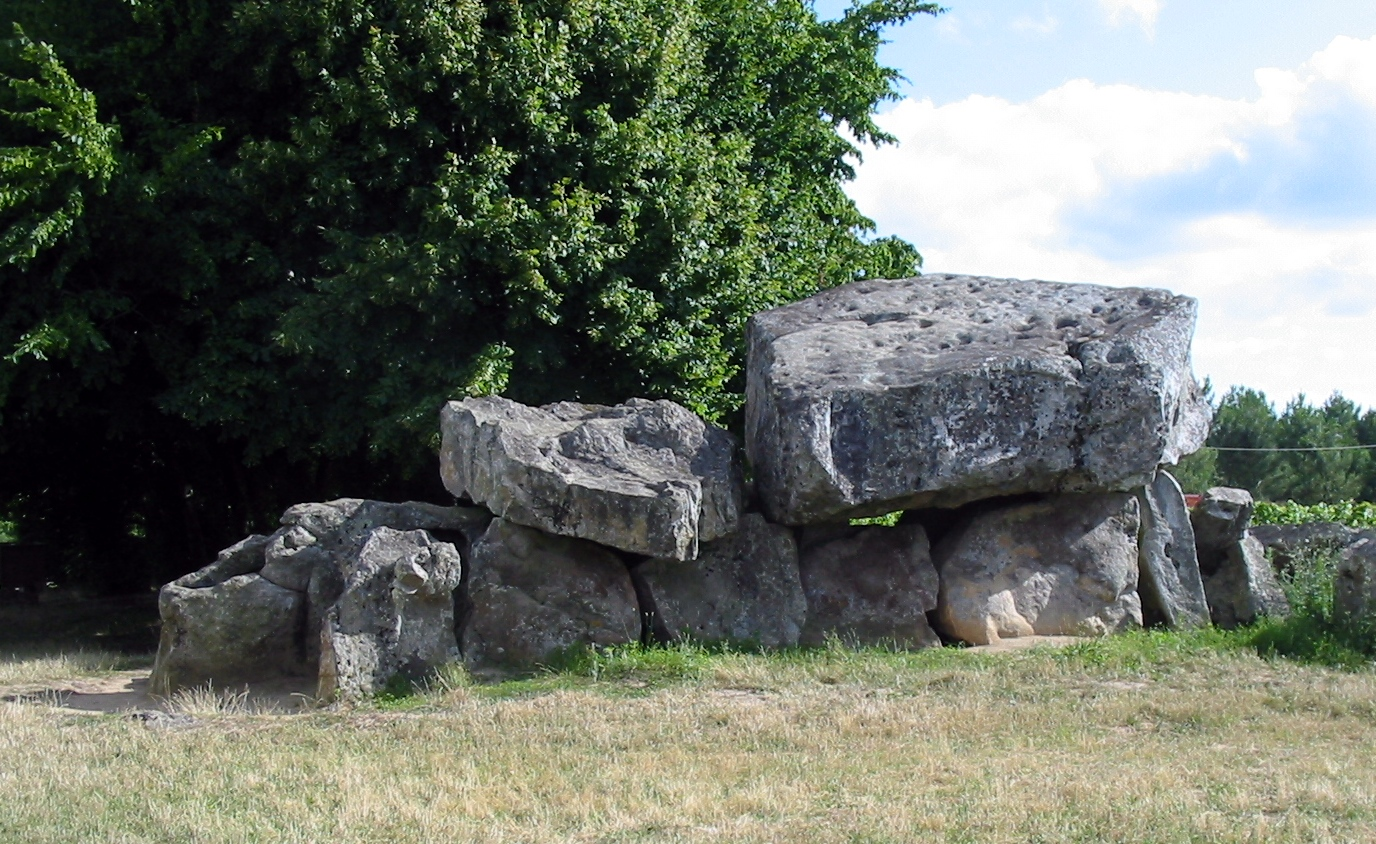
L'allée couverte de Pierre-Folle, à Montguyon.

Le Néolithique moyen marque le début de la culture chasséenne. Cette période voit l'apparition des premiers monuments mégalithiques (dolmens, allées couvertes, menhirs). Les dolmens étaient à l'origine recouverts d'un tumulus, le plus souvent disparu de nos jours. Beaucoup de ces monuments ont souffert des outrages du temps (ou des hommes) ; il en subsiste quelques exemplaires remarquables à La Vallée (dolmen de la Pierre-Levée de La Roche), à Montguyon (allée couverte de Pierre-Folle), à La Jarne (dolmen de la Pierre-Levée), à Antezant-la-Chapelle (dolmen de la Grosse-Pierre), à Benon (tumulus de champ Châlons), à Chaillevette (pierre de Beauregard, reste du dolmen de la Grosse Borne), à Saint-Pierre-d'Oléron (« Cuillère de Gargantua »). Dans l'est du département, sur le territoire de la commune de Chives, se trouve le plus important menhir de Charente-Maritime (menhir de Viviers-Jusseau).
Aux IVe et IIIe millénaires av. J.-C. se développent les civilisations des Matignons (Île d'Oléron, Soubise, Barzan, Semussac) et de Peu-Richard (Thénac, Saint-Hippolyte, Barzan, Berneuil). Les populations se regroupent alors, dans des camps fortifiés circulaires, dotés de fossés et d'entrées en chicane, ceints à l'origine, de palissades et de murs de pierre sèche. Au début du IIIe millénaire av. J.-C., la civilisation de Peu-Richard laisse la place à la civilisation d'Artenac, laquelle introduit la métallurgie du cuivre dans la région.

## Antiquité

### Le temps des Santons de l'indépendance
Dès l'âge du bronze, les habitants de la Saintonge entretiennent des relations à longue distance avec les populations de l'arc atlantique, des îles Britanniques à la péninsule Ibérique, dont témoignent par exemple les objets de bronze du dépôt découvert à Meschers. Au cours du premier âge du Fer, une tombe de Courcoury témoigne de rapports avec le monde méditerranéen, avec un bassin en bronze étrusque et une coupe grecque.
Pendant la période de la Tène (second âge du Fer), les Santons, dont la date d'installation est discutée, s’organisent politiquement autour de l'oppidum de Pons. Lieu qui devient l'oppidum capitale des Santons de l'indépendance Place commerciale et artisanale, Pons est aussi un centre stratégique, aux dimensions d'un gros village fortifié. En effet, les Santons contribuent à développer la civilisation des oppida, dont Pons est un illustre exemple.

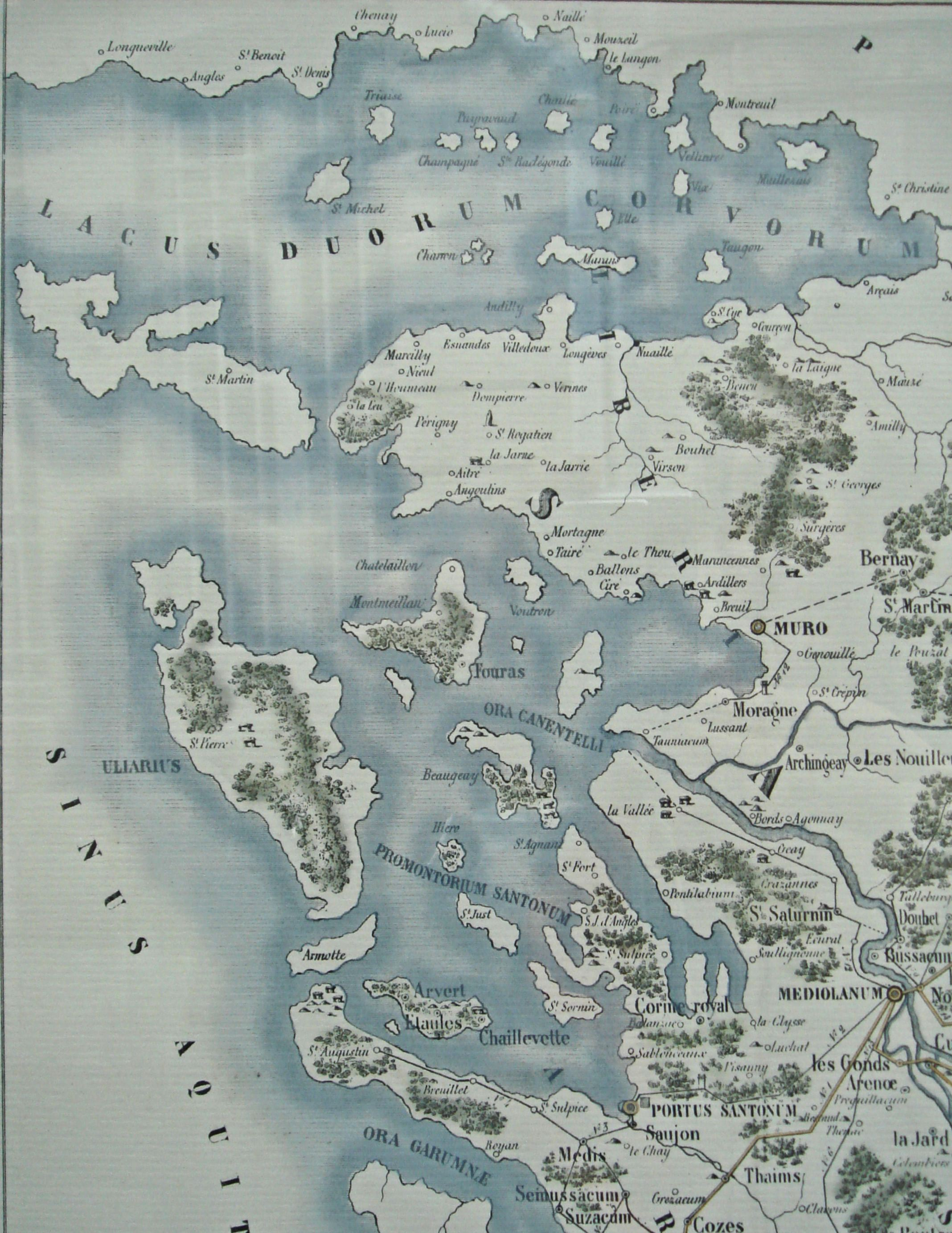
Géographie probable du pays santon pendant la domination romaine.

Pendant les siècles d’indépendance celte, les Santons connaissent une civilisation essentiellement rurale, hiérarchisée et dominée par une aristocratie foncière. Cette société rurale est formée par de petites communautés villageoises vivant en autarcie et rassemblant des paysans, artisans, commerçants, et pêcheurs. Près des villages et de l'oppidum de Pons, des nécropoles à enclos funéraires sont établies.
Le long du littoral charentais, alors parsemé d'innombrables petites îles et troué de larges golfes peu profonds, les Santons développent la production du sel marin dans de très nombreux sites d'extraction. Celle-ci demeure toutefois, à un stade semi-artisanal et fort archaïque. Sur l'estuaire de la Gironde qui prolonge la Garonne — axe privilégié pour le trafic commercial par voie fluviale avec les Romains — les Santons, habiles commerçants, établissent un emporium actif à Novioregum, dont les vestiges sont en cours d'exhumation dans la commune de Barzan. Par ce port estuarien, ils établissent des échanges fructueux avec la civilisation romaine qui, dans le dernier quart de siècle av. J.-C., ne tarde pas à s'intéresser de près à cette région encore marginale et présentant certaines richesses.

### Haut Empire romain et période gallo-romaine

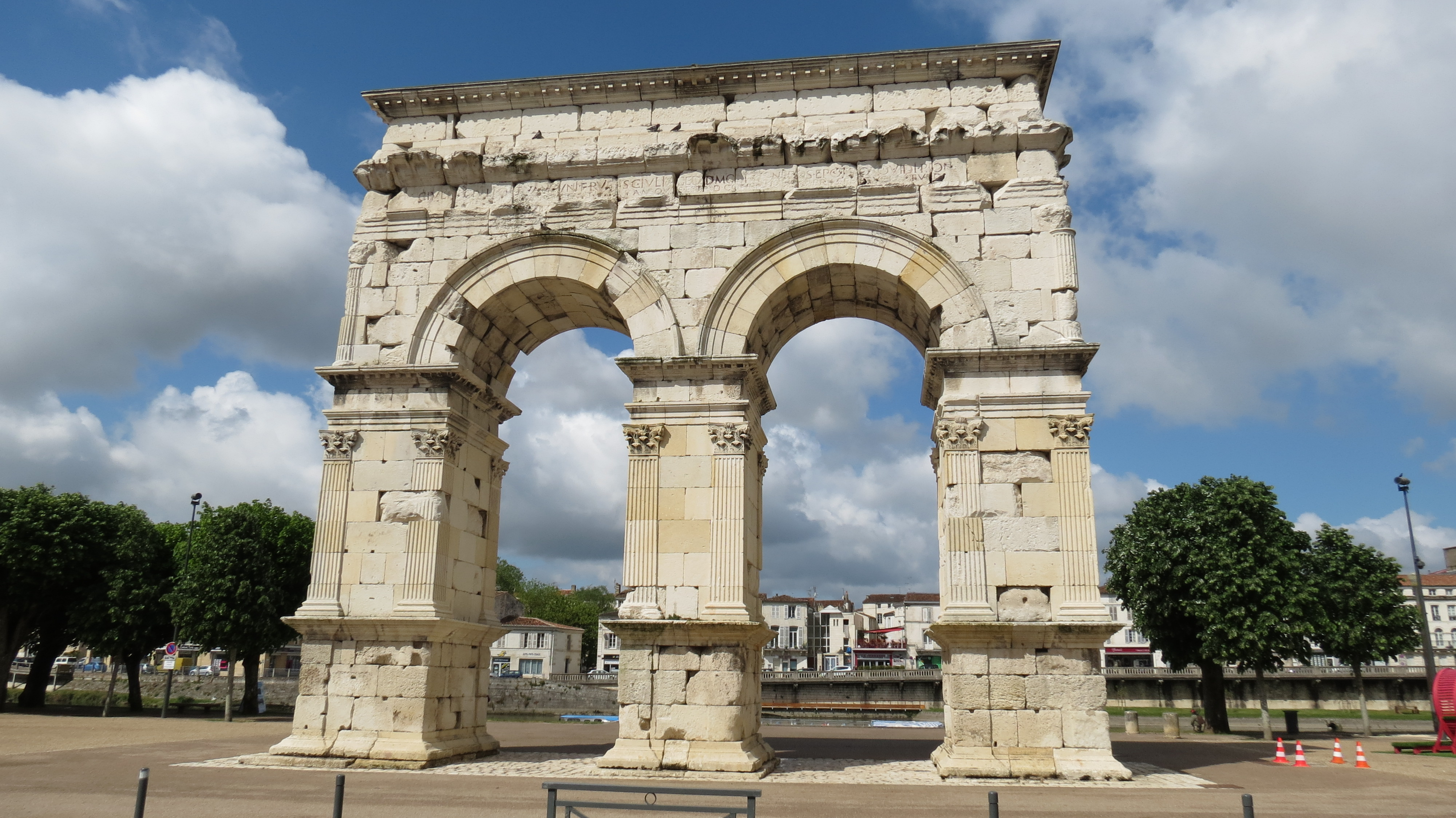
L'arc de Germanicus à Saintes.

Au Ier siècle av. J.-C., le projet des Helvètes de s'installer dans la région inquiète certains peuples gaulois, en premier lieu les Séquanes et les Éduens. Ces derniers lancent un appel à leur allié romain. En sa qualité de proconsul des Gaules cisalpine et transalpine, Jules César intervient pour stopper cette migration. Les Helvètes sont défaits par les légions romaines à Bibracte en 58 av. J.-C.. Prenant conscience des dissensions entre peuples gaulois à la suite de cet épisode, Jules César y voit une occasion pour sa carrière politique. Ainsi débute la guerre des Gaules, qui dure de 58 à 51 av. J.-C.. L'attitude des Santons durant cette série de campagnes est ambiguë ou partagée : si l’on retrouve la flotte santonne aux côtés des Romains lors de la campagne contre les Vénètes en 56 av. J.-C., un contingent de guerriers santons et pictons combat à Gergovie en 52 av. J.-C. Vercingetorix demande un renfort de 12 000 Santons pour l'armée de secours lors du siège d'Alésia.

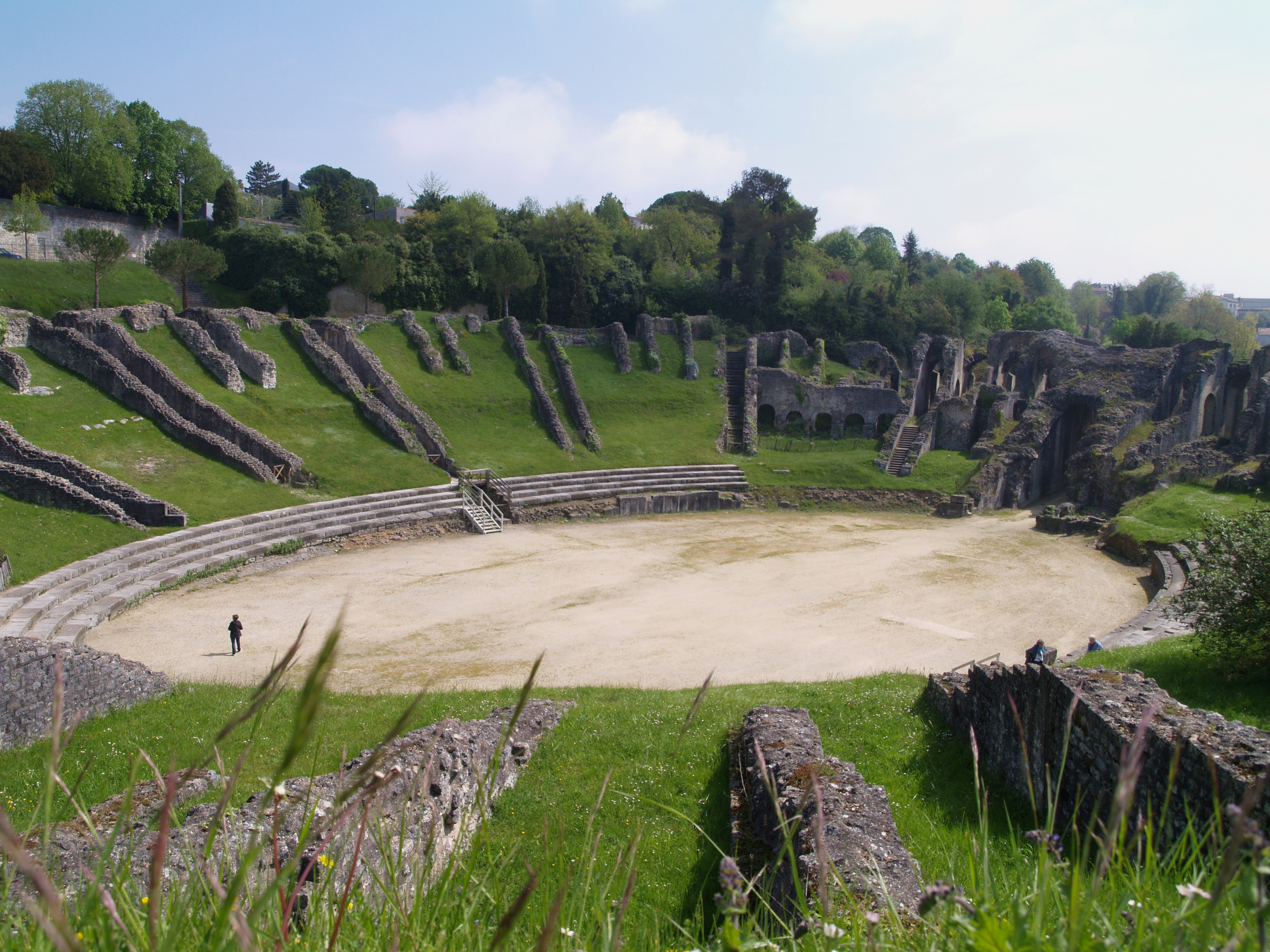
L'amphithéâtre de Saintes.

Après la conquête, le territoire gaulois est réorganisé en profondeur. Les Santons perdent le contrôle d'une partie de leur territoire au profit des Bituriges Vivisques. Sous le principat d'Auguste, cette perte est compensée par la création de la province d'Aquitaine, qui va de la Loire aux Pyrénées et de l'Atlantique aux contreforts auvergnats. Mediolanum Santonum, l'actuelle ville de Saintes, devient la première capitale de ce vaste ensemble, ainsi que le chef-lieu de la civitas et du pagus santonum. L'agglomération, reliée par la Via Agrippa à la capitale des Gaules, Lugdunum (Lyon), se pare de nombreux monuments sous le règne des Julio-Claudiens, des Flaviens et des Antonins. Datent de cette époque : l'amphithéâtre, l'arc votif, les basiliques, forums, thermes et aqueducs.

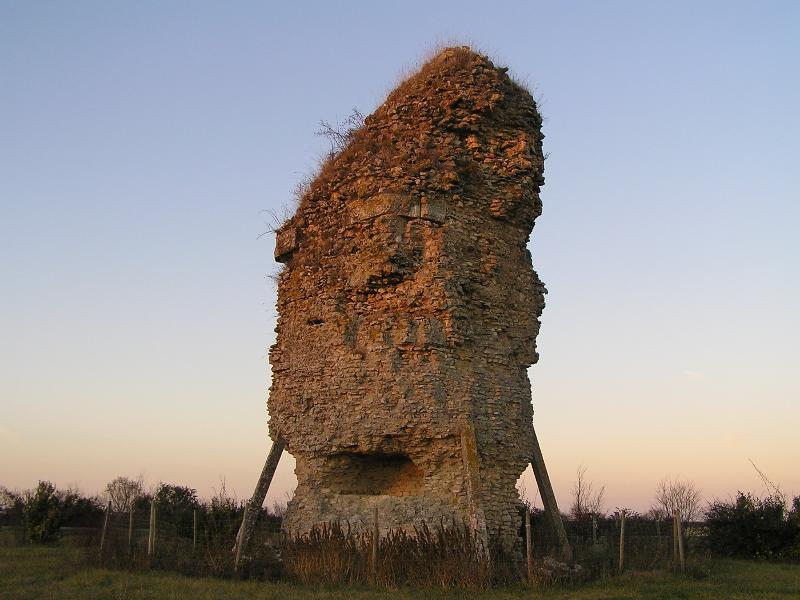
Fanal d'Ébéon.

Le territoire santon se couvre de constructions des plus diverses. À Thénac, au site des Arènes, un théâtre romain et des thermes sont édifiés ; le long des voies romaines des monuments funéraires sont érigés (appelés localement "fanaux", en réalité des piles gale-romaines) à Authon-Ébéon et à Aumagne, ainsi qu'à Saint-Romain-de-Benet où se trouve la tour de Pirelonge. Un important aqueduc est construit entre Le Douhet et Saintes via Fontcouverte dont les vestiges sont encore partiellement visibles aujourd'hui ; de nombreuses villæ sont établies au milieu d'une campagne fertile et riche.
Aux marges septentrionales du vaste territoire santon, et dans ce qui devint ensuite la province de l’Aunis, un petit amphithéâtre romain rural est édifié à Saint-Georges-du-Bois. Sur la « frontière » avec la province des Pictons, au nord-est, un castrum abrite une garnison à Aunedonnacum (Aulnay), mais ce dernier, devenu obsolète pendant la Pax Romana, est démantelé sous le principat de Claude Ier en 43 apr. J.-C.. Novioregum (Barzan) devient la seconde agglomération de la région et un port d'une grande importance.
Novioregum est parfois surnommée Portus Santonum, c'est-à-dire « port des Santons ». Ce port antique a longtemps été l'objet de nombreuses spéculations quant à sa situation géographique et a nourri beaucoup de conjectures (notamment de la part de F. de Vaux-de-Foletier ou de L. Delayant). Tout porte à croire cependant que, le site actuel du Moulin-du-Fâ, commune de Barzan, au sud-est de Royan, correspond bien à ce très grand port gallo-romain dont les traces sont particulièrement nombreuses. Cette cité portuaire est mentionnée par de grands géographes de l'Antiquité, tels Strabon ou Ptolémée. De ce grand port maritime sont expédiés des produits locaux tels que la « cuculle », une sorte de pèlerine, divers produits de la mer (poissons, sel et huîtres), le garum, ou encore la célèbre « santonine », une absinthe très prisée des notables romains. À partir de 276, l'édit de Probus permet de nouveau la production de vin local, interdite par l’édit de Domitien en 92 qui ordonnait aux Gaulois d'arracher la plus grande partie de leurs plants et de créer de nouveaux vignobles : le vin transite sans doute par le port de Novioregum. Ces différentes productions régionales sont exportées vers l'ensemble de la Gaule et parviennent même jusqu'à Rome.

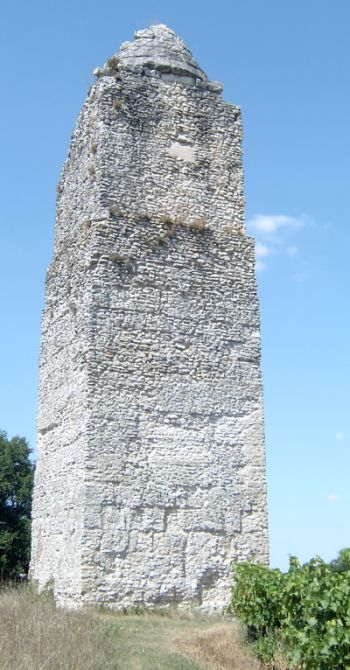
La tour de Pirelonge.

Un réseau de voies romaines rayonne à partir de Mediolanum Santonum en direction des principales cités gallo-romaines : Novioregum, Iculisma (Angoulême), mais aussi Burdigala (Bordeaux), Limonum (Poitiers) ou Vesunna (Périgueux), respectivement capitales des Bituriges Vivisques, des Pictons et des Petrocores. Ce réseau routier est alors jalonné de bornes impériales et est représenté sur la Table de Peutinger et l'Itinéraire d'Antonin.
Pendant les trois premiers siècles de l'époque gallo-romaine, le Pagus Santonum (qui a donné son nom à l'ancienne province de la Saintonge) est une région relativement prospère. La population et les activités économiques se concentrent principalement le long des vallées fluviales de la Charente, de la Boutonne et de la Seugne, mais aussi sur le littoral. Des salines sont exploitées grâce à l'ingéniosité et au savoir-faire romain. Elles se situent à proximité de la Terra maritimensis (Marennes), ancienne presqu'île située entre l'estuaire de la Seudre et le golfe des Santons.
Les vallées servent à fixer l'habitat et favorisent les communications, mais de grands massifs boisés les séparent et ne font pas l'objet de défrichements. Ainsi, l'Aunis est-elle recouverte dans sa partie centrale par l'antique « Forêt d'Argenson » tandis que quelques implantations humaines se sont établies principalement le long de son littoral, mais cette région reste largement à l'écart de la civilisation gallo-romaine. Cette forêt se prolonge vers les actuelles forêts de Chizé et d'Aulnay et sert de frontière naturelle avec la province des Pictons. De même, entre les vallées de la Charente et de la Boutonne, l'antique forêt d'Annepont-Authon reste pratiquement intacte et constitue jusqu'au milieu du Moyen Âge, une grande réserve giboyeuse.
Chaque vallée s'organise autour d'un centre urbain (en latin : vicus) dépendant de la métropole de Mediolanum Santonum. À cette époque se développent les petits centres d'Angeriacum, actuelle ville de Saint-Jean-d'Angély, sur la Boutonne, et de Pontus, actuelle ville de Pons, sur la Seugne. Cette dernière, « devenue un nœud routier très important » en Santonie, est desservie par les voies impériales Mediolanum Santonum-Burdigala et Mediolanum Santonum-Divona. La voie romaine passe par Chadenac, signalée par une borne milliaire, et Guimps. Sous le règne de l'empereur Claude Ier, la cité pontoise abrite un important castrum sur son rocher, sorte d’acropole édifiée sur l'ancien oppidum. La nouvelle cité gallo-romaine est parée de constructions somptueuses, au milieu desquelles se dresse un temple romain « qui s'élevait majestueusement face à la vallée ».

### Bas Empire romain et premières invasions barbares
Le temps de prospérité et de paix s'assombrit à partir de la seconde moitié du IIIe siècle, où la « Santonie » n'est pas épargnée par les premières invasions barbares et subit des destructions terribles. Ainsi Portus Santonum est anéanti en 256, puis Mediolanum Santonum est incendiée en 276. Pons subit probablement la même année une destruction totale semblable à celle qui a frappé Novioregum. Les grandes voies impériales qui ont été largement pacifiées — elles avaient originellement une fonction militaire — se sont transformées en de larges boulevards facilitant les incursions dévastatrices des Barbares, en l'occurrence, des Alamans.
À la suite de ces pillages, Mediolanum Santonum vit repliée derrière ses remparts. La cité a utilisé ses monuments romains incendiés ou démantelés par les Barbares et les a remployés pour construire ses nouvelles fortifications. L'espace urbain de Mediolanum Santonum est considérablement réduit : « 16 hectares intra-muros contre 168 hectares sous le Haut Empire ».

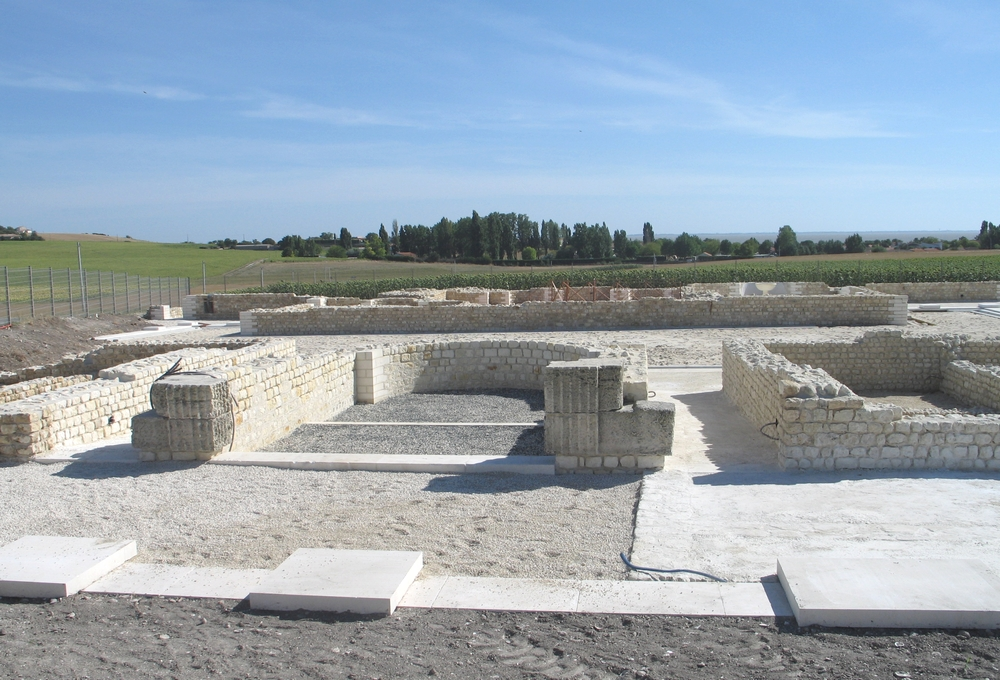
Chantier archéologique des thermes de Novioregum, site gallo-romain de Barzan.

En 285, la Saintonge est intégrée à la province de l'Aquitaine Seconde par Dioclétien, et Saintes perd totalement ses fonctions administratives. L'antique Mediolanum Santonum entre alors dans une longue phase de léthargie urbaine.
À partir de la seconde moitié du IIIe siècle ou au début du IVe siècle vraisemblablement, le christianisme s’implante en « Santonie ». Une communauté de chrétiens est attestée à Mediolanum Santonum. La tradition lui donne pour guide Eutrope, lequel est considéré par l'église catholique comme le premier évêque du diocèse, alors clandestin. Un ermitage rupestre, datant probablement de cette époque, est creusé à même la falaise à Mortagne-sur-Gironde, avec des cellules, un dortoir, un réfectoire et une chapelle entièrement creusés dans la falaise. Selon une tradition persistante, il aurait été occupé par l'évangéliste Martial,
L’évangélisation de la région se trouve confrontée à quelques résistances, et, à Saintes, l’hostilité des habitants va conduire au martyre d'Eustelle, fille du magistrat de la ville. L’implantation du christianisme dans la région demeure toutefois obscure — la date même du ministère et des martyrs d'Eutrope et d'Eustelle est incertaine — et il ne connaît d’essor qu’au Ve siècle.
À la suite de l'effondrement de l'Empire romain d'Occident en 476, la Saintonge est livrée aux mains des envahisseurs germaniques. La grande prospérité de cette province, si souvent narrée par le poète Ausone, prend fin avec les grandes invasions barbares dès le début du Ve siècle. À partir de l'automne 408, les Vandales, puis les Alains, se contentent de piller la région dont Saintes, et probablement Pons et Mazerolles (village situé aux portes de cette dernière ville).

## Moyen Âge

### Haut Moyen Âge

Carte du premier royaume d'Aquitaine (584-585).

Le Haut Moyen Âge commence avec la présence des Wisigoths en Aquitaine — contenant alors la Saintonge. En 418, un fœdus conclu entre le roi wisigoth Wallia et l'empereur romain Flavius Honorius marque le début d'une période de paix entre les deux belligérants. Devenus peuple fédéré, les Wisigoths obtiennent des terres en Aquitaine seconde, ce qui leur permet de s'installer en Saintonge avec l'assentiment de Rome. Moins d'un an plus tard est constitué le royaume wisigothique, dont la capitale est Toulouse.
Les Wisigoths occupent la région pendant près d'un siècle de 418 à l'an 507. Pendant cette période, ils créent des domaines (villa en latin) dont ceux de Gourvillette, près de Matha, et de Gourville alors en Saintonge (aujourd'hui en Charente). Ils s'approprient d'anciens domaines agricoles délaissés auxquels ils laissent dans la toponymie les traces de leur occupation dont, entre autres, ceux de Goutrolles aux portes de Pons, alors dévasté, de Goux, près de Pérignac et d'un autre site homonyme près de Nachamps : tous ces noms de villages tirent leur origine toponymique de Gothorum villatta, c'est-à-dire « domaine des Goths »,. Le village d'Aumagne (dont le nom du village signifie le village des Alamans) est également une création de cette lointaine époque dont la seule toponymie constitue le témoignage de leur éphémère implantation<. Les Wisigoths sont délogés par les Francs de Clovis lequel, à Vouillé, en 507, vainc Alaric et son armée.
La domination franque s'étend au début du VIe siècle à l'ensemble du sud-ouest de la Gaule. À la fin de l'année 584, un certain Gondovald, prétendu fils du roi Clotaire Ier, se fait reconnaître roi en Aquitaine grâce au soutien d'une partie de la noblesse et du clergé, dont l'évêque Palladius de Saintes. Ce premier royaume d'Aquitaine ne dure que quelques mois.
Au siècle suivant, la Saintonge est intégrée à un éphémère second royaume d'Aquitaine mérovingien constitué au profit du frère de Dagobert Ier, Caribert II. À la mort de ce dernier, le royaume d'Aquitaine rétrograde au rang de simple duché. Eudes d'Aquitaine, nommé duc à la fin du VIIe siècle, s'emploie à faire reconnaître l'indépendance de son territoire. Cette tâche est compliquée par l'irruption des troupes sarrasines dirigées par le général Abd-er-Rahman. Après avoir pris Bordeaux, il fond sur la Saintonge, incendie Saintes en 732, avant d'être arrêté par les troupes de Charles Martel près de Poitiers.
En 781, la Saintonge devient partie intégrante d'un nouveau royaume d'Aquitaine fondé par Charlemagne au profit de son fils Louis. La région connaît alors une brève période de paix qui est troublée dès 843 avec l'apparition des premiers bateaux viking sur le littoral de l'Aunis.

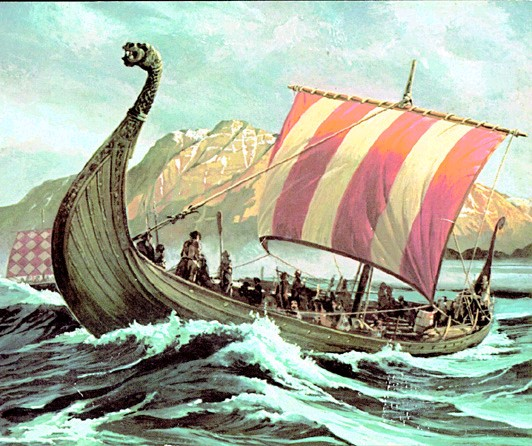
L'apparition des premiers bateaux viking eut lieu dès 843 d'abord sur les côtes de l'Aunis.

Bordées par l'océan Atlantique, les provinces d'Aunis et de Saintonge se révèlent être des territoires particulièrement vulnérables et mal protégés lors des incursions des Vikings qui ont lieu dans la région à partir de 844. Leurs embarcations effilées, non pontées, aux proues à tête de dragon — d'où le sens du néologisme du XIXe siècle drakkar — ou de serpent — d’où le mot snekkar —, et leur vélocité sur les mers comme sur les fleuves et rivières ne tardent pas à semer la terreur parmi les populations autochtones. Les Vikings, qui étaient appelés Normands à l'époque, installent des bases sporadiques sur le littoral de l’Aunis, comme à Aytré[réf. nécessaire], ou dans les îles (Île-d'Aix, Sainte-Marie-de-Ré dans l’île de Ré)[réf. nécessaire] pour se livrer au pillage de la côte charentaise, alors dotée de riches salines. À partir de l’année 845, ils contrôlent l'embouchure de la Charente. Une rare chronique médiévale[Laquelle ?] atteste qu'"ils descendaient d'ordinaire dans la baie d'Angoulins, qu'ils s'étaient même établis à Aytré, qu'ils livrèrent bataille à Fouras et pillèrent Angériacum".
Poussés par le goût de l'aventure mais davantage encore par la convoitise des richesses de la région que procurent alors le sel et la vigne, ces guerriers sont même allés jusque dans l'estuaire de la Gironde où ils saccagent Royan en 844 et dans celui de la Seudre où ils ravagent Saujon. L’année suivante, à la suite de ces raids dévastateurs, ils remontent le cours de la Charente et pillent et détruisent partiellement Saintes, fin octobre 845, sous la conduite de leur chef Hasting. Saintes est détruit détruite une seconde fois en 863 et Saint-Jean-d’Angély est dévastée à son tour en 865, où sa première abbaye, fondée par Pépin le Bref en 830 est complètement mise à sac. À partir de 864, le siège épiscopal est vacant. Le pouvoir temporel disparaît à son tour deux ans plus tard avec la mort du dernier comte de Saintonge, Landri, tué au cours d'un combat contre son homologue angoumoisin.
La faiblesse de l’autorité royale que caractérisent les dissensions internes au sein du pouvoir carolingien contraint les seigneurs locaux à prendre en mains la défense des provinces ; par leur puissance, ils installent dès lors le système féodal. Ces derniers vont tenter de mettre fin à l'insécurité qui résulte des raids scandinaves.

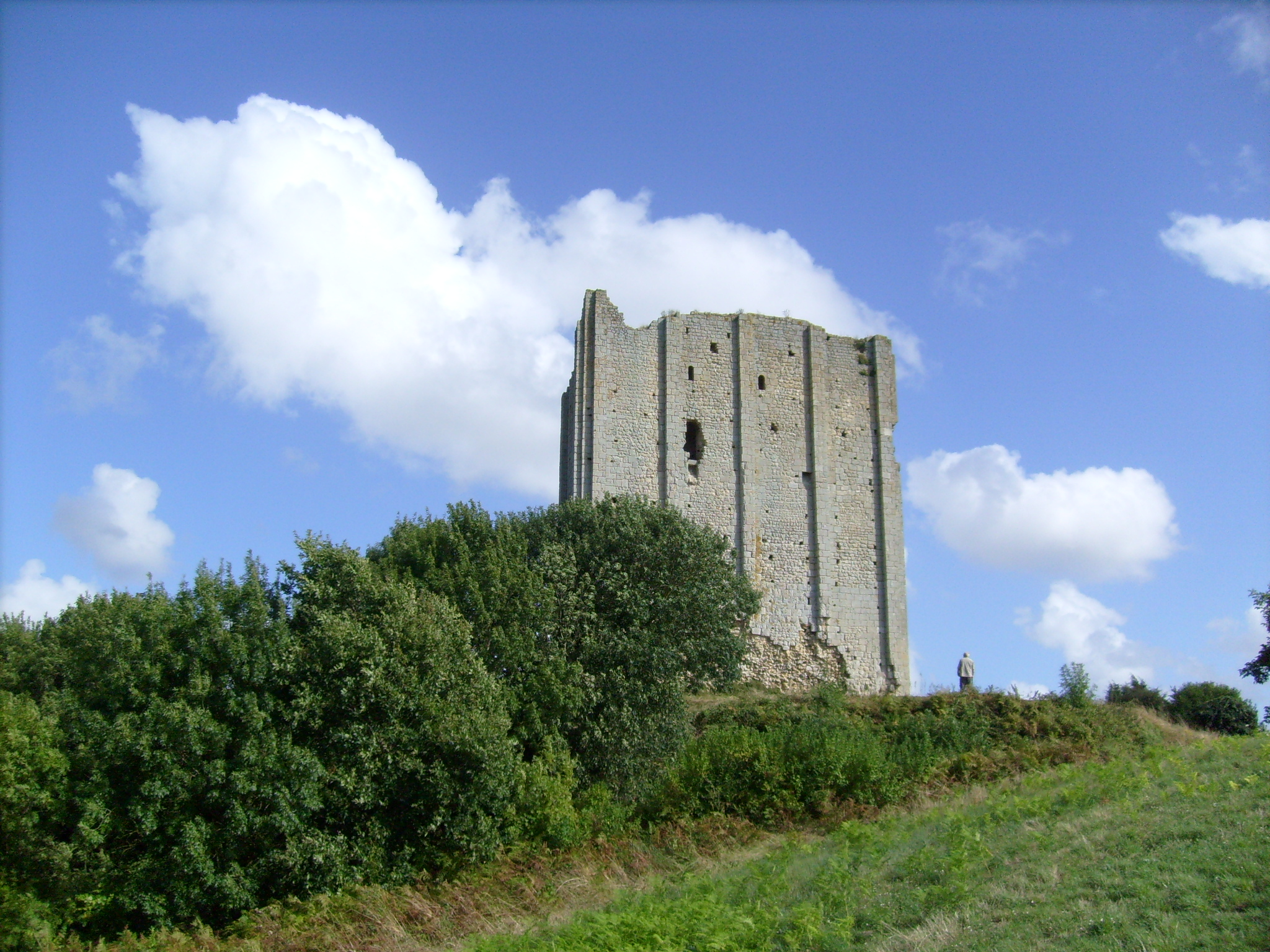
Le donjon médiéval de Broue est édifié dans le courant du XIe siècle après la période des raids vikings.

C’est alors que des châteaux sont érigés, à l’origine des fortins en bois, sur les marges de la Saintonge intérieure, d’abord à Matha par le comte d’Angoulême, puis à Surgères et à Aulnay par le comte du Poitou, enfin, après le départ des Vikings, un système de défense se met progressivement en place sur les bords du golfe santonique comme la tour de Broue ou celle de l’Isleau (commune de Saint-Sulpice-d'Arnoult) ou encore à Saint-Jean-d'Angle où l’actuel château est édifié sur une motte féodale du Xe siècle. Toutes ces défenses seront empierrées dans le courant du Xe siècle et deviendront des forteresses défensives et dissuasives avec leurs puissants donjons carrés.
Sur le plan politique, le Xe siècle voit la création de la province d'Aunis par scission de la partie nord-ouest de la Saintonge. Cependant, si le territoire acquiert son autonomie, il demeure partie intégrante du diocèse de Saintes. Sa capitale, Châtelaillon, est supplantée en 1130 par La Rochelle.
Le XIe siècle marque l'émergence d'une production littéraire en langue occitane. Plusieurs troubadours célèbres composent jusqu'au XIIIe siècle chansons de geste et odes à l'amour courtois, tels Rainaut de Pons, Savary de Mauléon, Jauffré de Pons ou Rigaut de Barbezieux. La langue usuelle parlée à cette époque demeure mal connue. Si des traits occitans apparaissent clairement dans certains textes latins de l'époque, ainsi que dans la toponymie d'une large moitié sud du département, des chroniques présentant des traits d'oïl apparaissent dans le courant du XIIIe siècle. La chronique connue sous le nom de Pseudo-Turpin, également appelée « Tote l'istoire de France » est généralement considérée comme l'ancêtre de la langue saintongeaise.

### Bas Moyen Âge

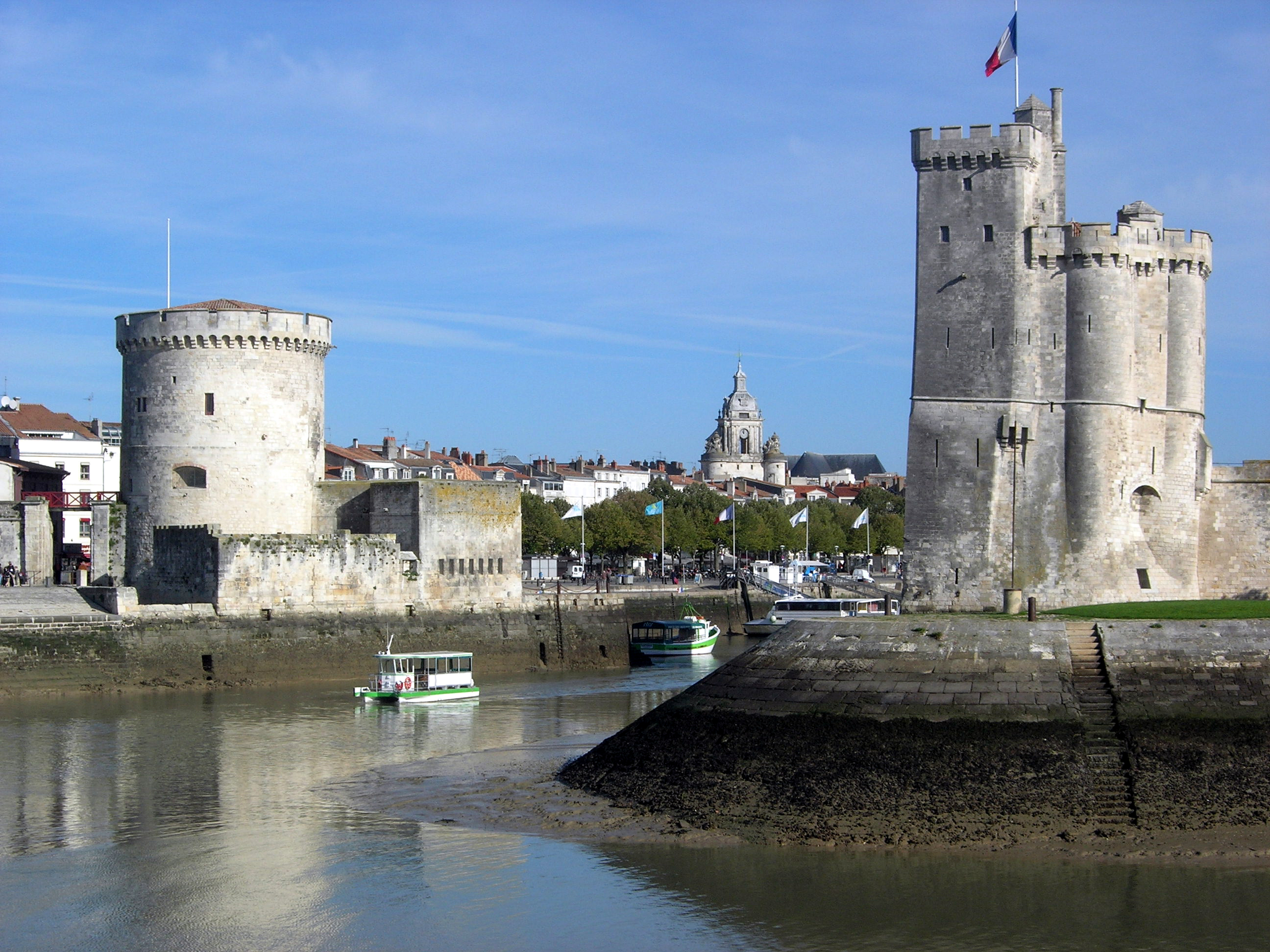
Le Vieux-Port de La Rochelle.

La Rochelle est fondée au XIIe siècle autour de la paroisse Notre-Dame-de-Cougnes. La ville, qui bénéficie de la protection des ducs d'Aquitaine, également comtes de Poitou, bénéfice d'une croissance soutenue. Ce qui n'était qu'un modeste village quelques décennies plus tôt, s'est mué en une cité prospère, à propos de laquelle une chronique parle de « la multitude d'hommes tant indigènes qu'étrangers de diverses parties du monde qui affluent par terre et par mer ».
En 1175, Henri II Plantagenêt octroie à la cité sa première charte communale, lui permettant ainsi d'acquérir une certaine autonomie sur les féodaux et de se doter d'un collège d'échevins. La position privilégiée de la ville favorise le développement d'un commerce actif avec les pays de la ligue hanséatique. Le moine et chroniqueur Richard le Poitevin décrit la cité comme « un bourg admirablement construit de nouveau, avec un port où une multitude de navires arrivent chaque jour de divers pays pour y faire le commerce ».
La région est alors un pays prospère et l'un des principaux producteurs de sel, une denrée indispensable à la bonne conservation des aliments. Ainsi, des salines sont exploitées dans le pays de Marennes, en Arvert, sur les îles d'Oléron ou sur l'île de Ré. Vers l'Europe du Nord sont exportés les vins de la région, qui acquièrent une certaine notoriété, ou encore, par la Charente, les pierres issues des carrières de Crazannes, Taillebourg et de Saint-Savinien. Sur le littoral se développent des ports de moindre importance, presque tous fortifiés : Royan, Broue, Le Château-d'Oléron ou encore Fouras.

La Saintonge sur la Via Turonensis.

Au XIIe siècle, la Saintonge et l'Aunis bénéficient d'un essor démographique et économique sans précédent. Les grandes forêts qui couvrent une grande partie de la région — forêts de Baconnais, de la Braconne, d'Argenson notamment — sont peu à peu défrichées sous l'impulsion de seigneurs locaux ou d'établissements ecclésiastiques. Cette pratique intensive de l'essartage permet la création de nouvelles paroisses, le développement des espaces cultivables, l'établissement de nouveaux moulins et, en parallèle, la fondation de plusieurs abbayes et prieurés. À l'instar de nombre de régions d'Europe occidentales, Saintonge et Aunis se couvrent « d'un blanc manteau d'églises », suivant l'expression de Raoul Glaber.
Le XIIe siècle marque également l'âge d'or du pèlerinage de Saint-Jacques-de-Compostelle. Quatre chemins principaux sont utilisés par les jacquets pour rejoindre le tombeau de l'apôtre Jacques. L'itinéraire le plus occidental — baptisé « Via Turonensis » ou « voie de Tours » — traverse la Saintonge.
Prieurés et commanderies sont autant de lieux d'accueil pour les pèlerins en route vers la Galice. À Pons est créé un important hospice chargé de soigner les plus faibles d'entre eux, tandis que Saintes se dote d'une nouvelle basilique afin que puissent être vénérées les reliques de l'apôtre de la Saintonge, Eutrope. Dans son « Guide des Pèlerins de Saint-Jacques » intégré au Codex Calixtinus, le moine poitevin Aimery Picaud préconise de se rendre à la basilique Saint-Eutrope afin de « dévotement rendre visite au corps du bienheureux Eutrope, évêque et martyr ».

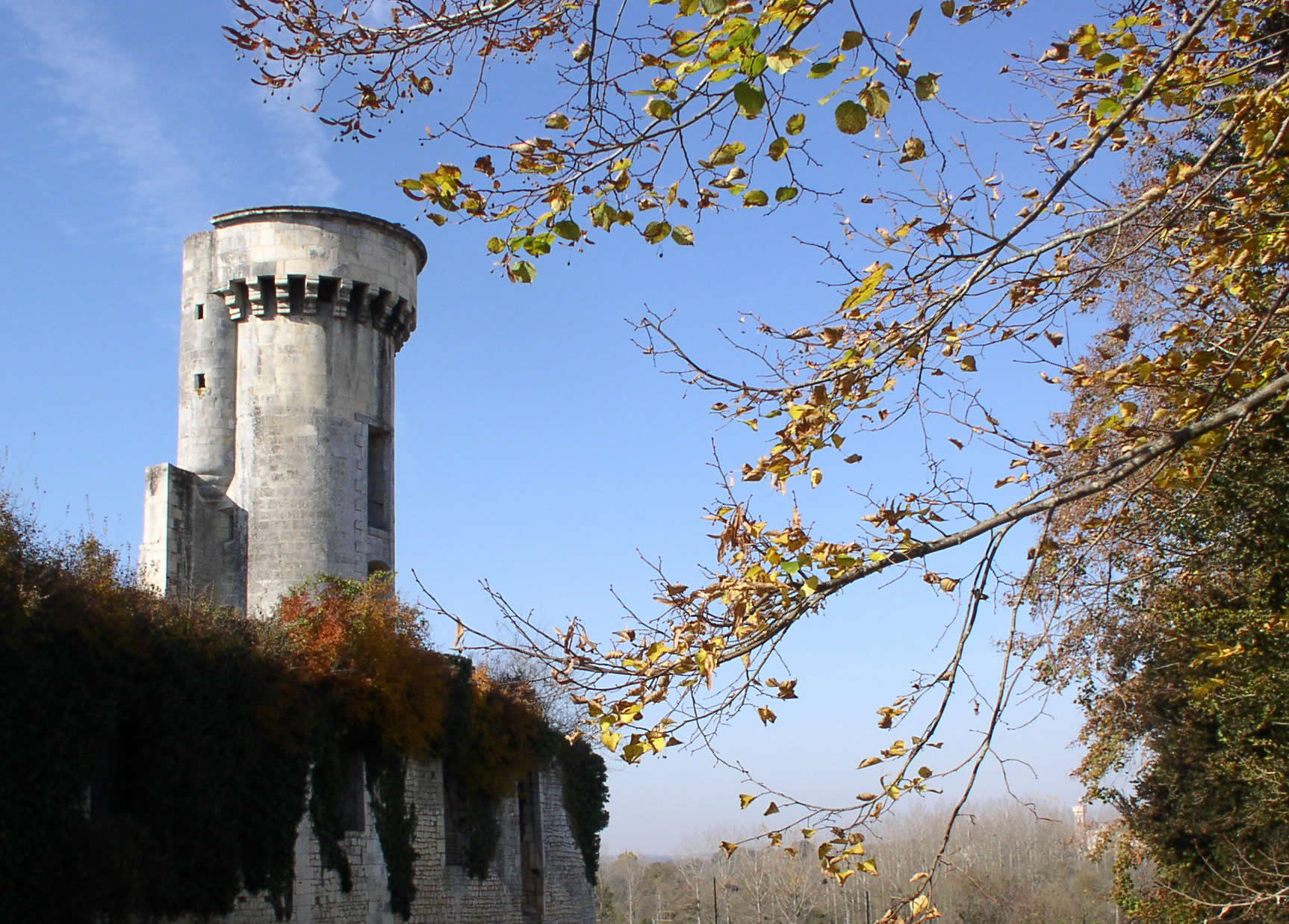
Château de Taillebourg.

En 1137, Aliénor d'Aquitaine, âgée de quinze ans, hérite des provinces de Saintonge, d'Aunis et de Poitou de son père le duc Guillaume X, mort en pèlerinage. Cette adolescente attirée par les arts et les belles-lettres, épouse immédiatement le roi de France Louis VII au cours d'une cérémonie solennelle à la cathédrale Saint-André, à Bordeaux. La nouvelle reine de France apporte ainsi en dot ses vastes provinces, consolidant ainsi le domaine royal. Cependant, les relations entre les deux époux, faites d'incompréhension mutuelle et d'incompatibilité de caractère évidente, conduisent à la rupture du mariage en mars 1152.
Huit semaines plus tard, l'ancienne souveraine de France se fiance avec le comte d'Anjou Henri Plantagenêt, qu'elle épouse quelques jours plus tard. Elle apporte en dot le duché d'Aquitaine dont elle a repris possession après son divorce. Ces noces conduisent à un changement politique majeur, lorsque Henri devient roi d'Angleterre deux ans plus tard, en 1154. L'Aquitaine devient partie intégrante d'un vaste domaine allant des marches d'Écosse aux contreforts des Pyrénées. Ce remariage et la constitution du domaine Plantagenêt constituent une menace pour le souverain capétien.
La mise en œuvre d'une politique volontariste par le nouveau duc ne va pas sans causer de profonds mécontentements parmi la noblesse locale, dont les prérogatives se voient peu à peu réduites. Afin de calmer une situation devenue instable, Henri II confie les rênes du duché à son fils Richard en 1169. C'est à cette époque que la duchesse Aliénor se rend sur l'île d'Oléron et promulgue le premier code maritime d'Europe : les rôles d'Oléron.

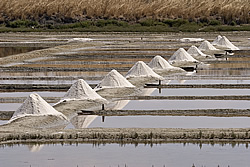
Les marais salants de l'île de Ré. Répandues sur l'ensemble du littoral, les salines font la fortune de la région au Moyen Âge.

Le second mariage d'Aliénor n'est guère plus heureux que le premier. Accusant son époux de sacrifier les intérêts de l'Aquitaine à ceux des Plantagenêts, Aliénor semble ne pas être étrangère à la révolte engagée par les jeunes princes Richard et Geoffroy contre leur père en 1174.
Bien que les troupes de mercenaires — les « Cottereaux » — viennent rapidement à bout des foyers d'insurrection allumés en Normandie et en Bretagne, il n'en est pas de même pour l'Aquitaine. Le rapport de force n'est pas en faveur de Richard, qui, acculé, finit par trouver refuge à Saintes. Le siège de la ville qui s'ensuit est bref, autant que dévastateur. À l'issue du siège, Richard se soumet et se voit pardonné par son père, cependant que sa mère, moins bien lotie, est emmenée en captivité en Angleterre. Elle n’est libérée qu'à la mort d'Henri II en 1186.
L'accession au trône de son fils Richard, et son absence prolongée en Orient suivie d’une captivité en Autriche, permet à Aliénor de jouer un rôle politique de premier plan, qu'elle conserve lorsque la mort de celui-ci hissera sur le trône son autre fils Jean. Elle accorde des libertés communales aux villes de Saintes, de Saint-Jean-d'Angély et du Château-d'Oléron (1199), la charte est par la suite étendue à l'ensemble de l'île.
L'accession au trône de Jean sans Terre est contestée par une partie de la noblesse locale, qui lui préfère son neveu, le jeune duc de Bretagne Arthur. Ce dernier est naturellement soutenu par le roi Philippe Auguste, qui voit dans cette nouvelle querelle familiale, une occasion d'affaiblir son adversaire. La mort d'Arthur — peut-être assassiné sur l'ordre de son oncle — pousse les barons à déférer Jean devant la cour de justice de son suzerain, Philippe Auguste. Le duc ne se présente pas devant le tribunal, jugé partial. Il est condamné par contumace comme félon et ses terres sont déclarées réunies à la Couronne de France.

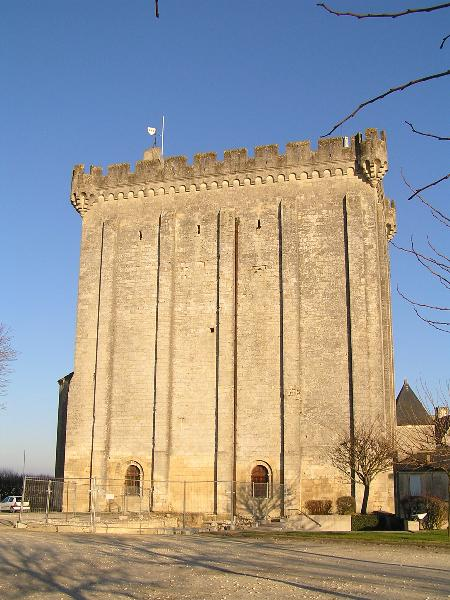
Le donjon de Pons.

En conséquence, l'an 1204 — année de la mort de la duchesse Aliénor — les armées de Philippe Auguste pénètrent en Saintonge et en Aunis. Les régions littorales demeurent fidèles au roi-duc Jean : les bourgeois de La Rochelle ferment leurs portes aux Français, et soutiennent un siège de près d'un an.
 Sous l'impulsion du seigneur de Châtelaillon et de Ré, Savary de Mauléon, la majeure partie de l'Aunis reste également fidèle, de même que l'île d'Oléron et les pays de Marennes et d'Arvert.
Il n'en est pas toujours de même dans l'intérieur des terres : soit par crainte — les traces du siège subit par la ville quelques décennies plus tôt ne sont pas effacées des mémoires — soit par conviction, les bourgeois de Saintes ouvrent les portes de la ville à Philippe Auguste et à ses gens d'armes. Ceux de Saint-Jean-d'Angély agissent de même et se voient confirmés en guise de récompense l'établissement et les coutumes de la commune.
La politique centralisatrice menée par le Capétien finit par lui aliéner seigneurs, notables et bourgeois de la région. Encouragé par les échos favorables qui lui parviennent, le roi-duc choisit ce moment pour entamer une contre-offensive. Parti de Portsmouth à la tête d'un contingent militaire, il débarque à La Rochelle sous les acclamations de la population au cours de l'été 1206, et poursuit sa route à travers Aunis, Saintonge et Poitou. Le souverain français tente de stopper cette progression, mais constatant à Chinon l'importance de l'armée de son rival, il choisit de se replier à Paris pour y méditer sa contre-offensive. Une trêve est finalement conclue en 1207 mais elle est émaillée de nombreuses escarmouches entre partisans de l'un ou l'autre camp. Cette situation floue perdure jusqu'en 1224, année qui voit une nouvelle offensive française sous la conduite du roi Louis VIII. Ce dernier, profitant de la minorité du nouveau roi-duc Henri III, lance toutes ses forces pour annexer les territoires anglo-aquitains. Saintonge et Aunis passent ainsi sous contrôle français.
Louis VIII inclut dans ses dispositions testamentaires la création de plusieurs apanages au profit de ses trois fils cadets. Alphonse, dit Alphonse de Poitiers, se voit concéder les terres poitevines, saintongeaises et aunisiennes. Le comte d'Angoulême et de la Marche Hugues X de Lusignan se place en porte-étendard de la contestation, en refusant de prêter hommage. Cette détermination est entretenue par son épouse Isabelle d'Angoulême, veuve de Jean sans Terre et mère de Henri III. Louis IX, successeur de Louis VIII et frère aîné d'Alphonse, fait preuve de la même détermination et entend faire respecter les volontés de son père, serait-ce au prix d'une guerre.

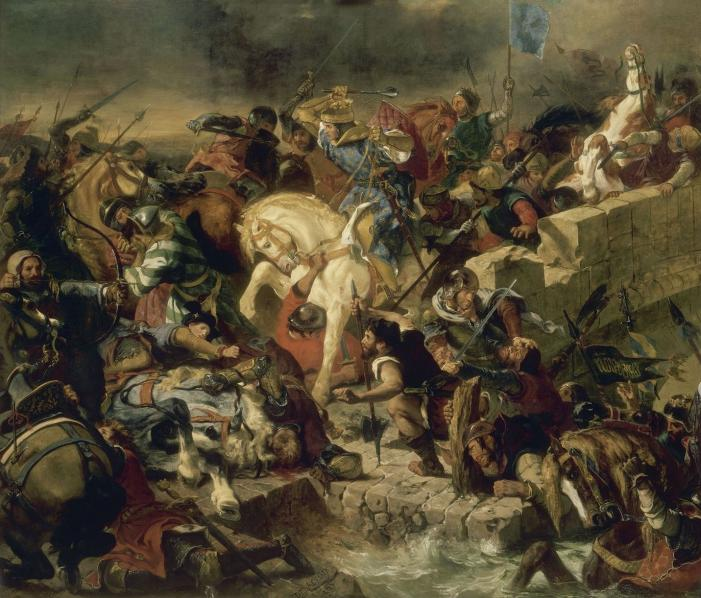
La bataille de Taillebourg, par Delacroix.

Appelé à la rescousse par le duc d'Angoulême, le roi d'Angleterre ne tarde pas à réagir. Il embarque à Portsmouth à la tête de 300 chevaliers. Il est accueilli aux pieds des remparts de Royan par sa mère au mois de mai 1242. De là, il se rend à Pons où se sont regroupés plusieurs barons d'Aquitaine favorables à sa cause. Armées anglo-aquitaines et françaises se heurtent une première fois à la bataille de Taillebourg, le 21 juillet 1242. Les troupes d'Henri III sont mises en déroute et se redéploient devant Saintes. Une nouvelle bataille a lieu devant les murailles de la ville le 24 juillet, sans plus de succès pour les Anglo-Aquitains. Les Lusignans et les barons saintongeais, défaits, sont contraints de se soumettre au roi de France, tandis qu’Henri III se replie sur Blaye, puis sur Bordeaux.
Le traité de Paris de 1259 consacre la victoire du parti français. D'âpres négociations font cependant qu'il intègre une clause spécifiant qu'auquel cas où Alphonse de Poitiers viendrait à mourir sans héritier, les terres situées au sud du fleuve Charente reviendraient dans le giron anglo-aquitain.
C'est précisément ce qu'il advient à la mort du comte de Poitiers en 1271. Le roi de France Philippe III renâcle cependant à appliquer le traité, et, c'est sous le règne de son successeur Philippe IV qu'il est finalement mis en application au mois d'août 1286. Cette situation n'apaise en rien les conflits entre le roi-duc Édouard Ier, qui s'estime spolié, et le souverain capétien. La situation dégénère à plusieurs reprises en guerre ouverte, prémices d'un long conflit appelé à durer plus de cent ans.

### Guerre de Cent Ans

La France en 1365.
Territoires contrôlés par Édouard III
Territoires cédés par la France à l'Angleterre par le traité de Brétigny
Territoire du duché de Bretagne, allié aux Anglais

La question de la succession du roi Charles IV est le point de départ de ce que l'on a coutume d'appeler la guerre de Cent Ans. En s'éteignant sans laisser d'héritier mâle pour lui succéder, le souverain place les barons du royaume devant un dilemme. En effet, le plus proche parent du roi défunt n'est autre que son neveu, le roi d'Angleterre Édouard III. En sa qualité de petit-fils de Philippe IV, il revendique la couronne de France, mais il se voit opposer le refus d'une partie des Grands du royaume qui invoquent la loi salique et le fait qu'une femme — en l'occurrence Isabelle de France — ne peut transmettre ce droit.
Alors qu'un cousin du défunt Charles IV monte sur le trône sous le nom de Philippe VI, Édouard III s'estime lésé et, considérant comme caduc son lien de vassalité, déclare la guerre à « l'usurpateur ». Étant une région frontalière, la Saintonge est appelée à être en première ligne de ce nouveau conflit. Le déclenchement des hostilités est immédiat, et l'on parle presque immédiatement des « guerres de Saintonge ».
Plus que de véritables batailles, il est question d'actions ponctuelles. Les seigneurs locaux sont divisés : on trouve ainsi aux côtés des Anglo-Aquitains, le sire de Pons Renault IV, tandis que Guy de Surgères s'engage aux côtés des Français. Places fortes et châteaux changent ponctuellement de main après des combats. Des sièges plus ou moins violents sont menés, tandis que les campagnes sont ravagées par des gens d'armes des deux partis.
Les combats prennent une nouvelle dimension avec l'irruption en Saintonge du comte de Derby Henri de Lancastre, lequel mène en 1345 un raid dévastateur sur les villes suspectées de nourrir des sympathies pour les Français. Il prend Mirambeau, remonte vers le nord en direction d'Aulnay, de Benon et de Surgères, poursuit jusqu'à Lusignan, puis s'en revient mettre le siège devant Taillebourg et Saint-Jean-d'Angély.
À l'issue de cette campagne victorieuse, Henri de Lancastre retourne à Bordeaux, et s'embarque ensuite pour Calais, non sans avoir laissé des garnisons dans chacune des places fortes prises.

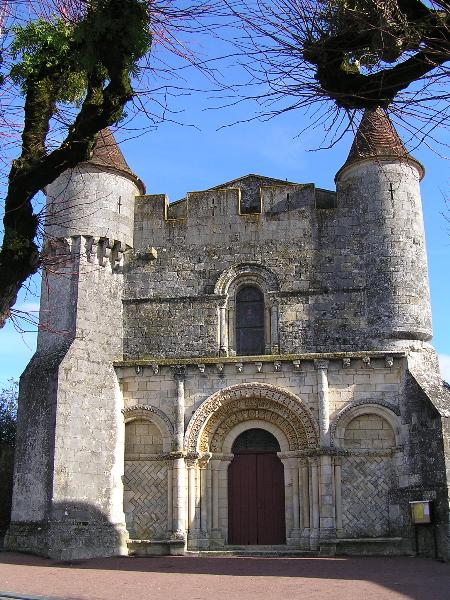
L'église fortifiée d'Écoyeux.

La situation n'est pas meilleure dans les villages, marqués par une forte insécurité. La soldatesque n'hésite pas à se livrer à des excès de tous genres, tandis que des bandes de vagabonds et de brigands profitent de la guerre pour commettre leurs forfaits. Nombre d'églises rurales sont fortifiées afin de servir de refuge à la population — et parfois au bétail — en cas d'alerte[réf. incomplète].
L'arrivée d'un fléau inattendu force les belligérants à cesser momentanément les hostilités. En 1347 apparaissent les premiers cas de peste, qui ne cessent de se multiplier depuis. L'épidémie — connue sous le nom de peste noire — provoque une hécatombe parmi les gens de toutes conditions, tuant en certains lieux plus de la moitié de la population. Certaines églises du département conservent des témoignages de l'épidémie : une litre funéraire représentant un cadavre dans son linceul orne ainsi un pilier de l'église de Léoville, dans le canton de Jonzac. La paix, cependant, n'est que de courte durée.
Au printemps de 1351, après une trêve d'un an, le roi de France juge le moment opportun pour lancer une offensive décisive contre les places fortes anglo-aquitaines. Il ordonne que soit mis le siège devant la plus importante d'entre elles : Saint-Jean-d'Angély.
Les armées royales, menées par le connétable Charles de La Cerda, prennent position devant les remparts au mois de mars, mais elles se heurtent à une résistance opiniâtre des défenseurs de la ville. Une compagnie menée par le comte Jean III de Sancerre vient prêter main-forte aux assaillants, sans plus de succès. Pressé d'en finir, le roi Jean II vient lui-même diriger les opérations à la tête d'un corps de chevalerie. Anéantis par la famine, les assiégés finissent par capituler et ouvrent les portes de la ville aux Français le 11 septembre 1351. Quelques mois plus tard, c'est au tour de Soubise et de Surgères d'être investies par les Français.
En 1356, une nouvelle « chevauchée » conduite par Édouard de Woodstock dit le « Prince noir » s'achève par la capture du roi de France Jean II à la bataille de Poitiers. Une paix précaire voit le jour avec la signature en 1360 du traité de Brétigny. Ce dernier officialise l'intégration de l'Aunis et de la Saintonge dans une principauté d'Aquitaine constituée en faveur du fils et héritier d'Édouard III, lequel prend officiellement le titre de « prince d'Aquitaine et de Galles ». Il confie la charge de connétable d'Aquitaine à l'un de ses meilleurs capitaines, Jean Chandos.

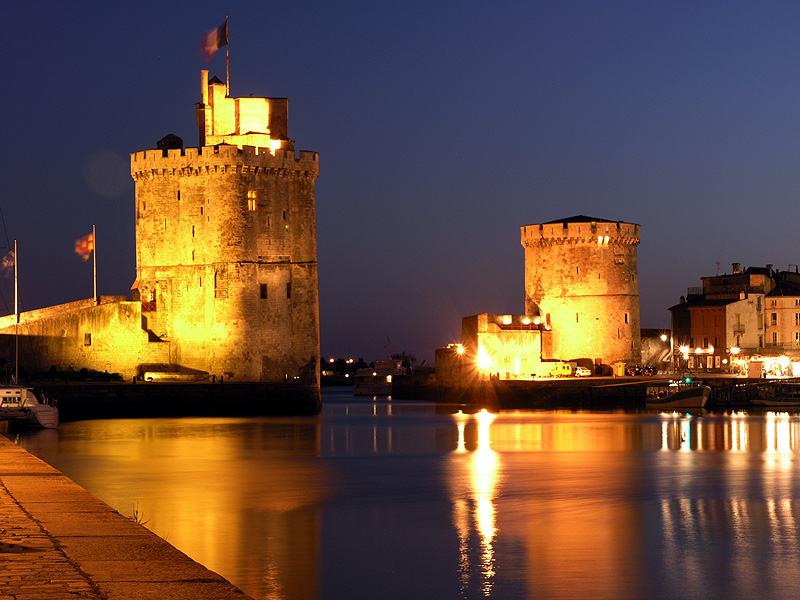
Les tours du Vieux-Port de La Rochelle.

Les années qui suivent voient cependant une lente conquête des territoires anglo-aquitains par les armées du roi Charles V, commandées par le connétable Bertrand Du Guesclin. Frappé par la maladie, le prince d'Aquitaine est contraint de gagner l'Angleterre en 1371. Quelques mois plus tard, le roi d'Angleterre envoie en Aquitaine une escadre commandée par Jean de Hastings, comte de Pembroke. Composée de lourdes nefs, elle ne se borne pas à acheminer archers et chevaliers vers les champs de bataille du continent : elle transporte également la solde de près de 3 000 mercenaires dont les actions contribuent à affaiblir le parti français. Au matin du 22 juin 1372, la flotte anglaise arrive en vue du port de La Rochelle. Elle ne se doute pas qu'elle est attendue par une escadre de navires français et de galères castillanes bien supérieures en nombre. Après une série de manœuvres tactiques, l'utilisation de brûlots par les Franco-Castillans est fatale aux navires anglo-aquitains et la bataille de La Rochelle se solde par une victoire française, à l'issue de laquelle le comte de Pembroke est fait prisonnier, de même que Guichard d'Angle, maréchal d'Aquitaine et sénéchal de Saintonge.
Cette bataille navale est le prélude au siège de La Rochelle par le connétable Du Guesclin. La prise de la ville s'annonce longue : les Anglo-Aquitains tenant à conserver à tout prix cette importante place forte et cité marchande. Cependant, après deux mois de blocus, le maire Jean Chaudrier cède aux pressions et rejoint le parti français. Une ruse lui permet de faire arrêter le capitaine de la garde Philippe Mancel et de faire ouvrir les portes aux Français, non sans avoir obtenu du souverain français que la ville conserve tous les privilèges octroyés par les Anglo-Aquitains.
Dans le même temps, les actions menées sur le continent par le connétable du Guesclin conduisent à la prise de nombreuses places fortes par les Français. Soubise, Saint-Jean-d'Angély obéissent désormais au roi de France, de même que l'île d'Oléron, l'île de Ré et l'île d'Aix. Au mois d'août 1372, Bertrand Du Guesclin vient en personne mettre le siège devant la place forte de Broue, où le conseiller du roi d'Angleterre Simon de Burleigh retient prisonnière la belle-mère du roi de France, Isabelle de Valois.
Le 24 septembre, c'est au tour de Saintes d'ouvrir ses portes aux armées françaises, poussée par les prêches de l'évêque de la ville, Bernard du Sault.

La reconquête de Charles V.

En apparence, l'issue du conflit dans la région semble proche. En 1374, Charles V élargit la province d'Aunis aux châtellenies de Rochefort et de Benon, ainsi qu'au bailliage de Marennes. L'année suivante, Édouard de Woodstock, le « Prince noir » rend son dernier souffle.
En 1377, c'est au tour d'Édouard III de s'éteindre, suivi trois ans plus tard par son adversaire capétien Charles V. S'ensuivent plusieurs trêves plus ou moins respectées qui procurent aux provinces de Saintonge et Aunis un relatif répit. Cette période moins agitée voit un renouveau du commerce qui profite notamment à La Rochelle. En 1402, les explorateurs Jean de Béthencourt et Gadifer de La Salle embarquent de cette ville afin de conquérir les îles Canaries. Dans le même temps, Français et Anglais guerroient sous les murs de Montendre.
La démence qui frappe le nouveau roi de France Charles VI a cependant tôt fait de raviver une guerre qui n'a jamais vraiment cessé. La France tout entière sombre dans le chaos et se divise en deux factions antagonistes : les Armagnacs et les Bourguignons (voir l’article Guerre civile entre Armagnacs et Bourguignons). Dans la région, des batailles sporadiques opposent partisans des deux camps, tandis que les campagnes sont ravagées par des « Écorcheurs » qui commettent les pires excès : viols et meurtres sont monnaie courante. Ces pratiques sont parfois cautionnées — quand elles ne sont pas encouragées — par des personnages de haut rang.
Jacques Ier de Pons est de ceux-là. Désargenté, il n'hésite pas à endosser le costume du mercenaire et à participer lui-même à des actes condamnables : il mène notamment des incursions dans les bourgs de Gémozac, Pérignac, Villars, Virollet, et se prend parfois à poursuivre jusqu'à Royan, Arvert et Marennes. Ses hommes rançonnent, tuent et violent ; crimes qu'il confesse au roi et qu'il se voit absoudre par une lettre d'abolition datée de 1446.
De fait, le roi Charles VII, qui succède à Charles VI en 1422, entame une difficile, mais patiente reconquête. Menant une politique conciliatrice vis-à-vis de seigneurs à la fidélité changeante, il se veut le restaurateur de l'ordre.
En 1451 débute le siège de la forteresse de Montguyon, sous la conduite de Jean de Dunois. Cet acte prélude à la marche des Français sur la Guyenne, qui trouve son aboutissement à la bataille de Castillon et, à la défaite totale des Anglo-Aquitains deux ans plus tard. Aunis et Saintonge sortent exsangues de ce long conflit. Une chronique datée du début des années 1460 note ainsi :
« On puyt veoir que deçà la (...) rivière de Charante, tous les nobles lieux et gros villages ont esté et sont désers, en friche et en ruyne, et là où souloient estre les beaulx manoirs, dommaynes et heritaiges sont les grans buissons et aultres désers »

## Début de l'époque moderne

### Renaissance

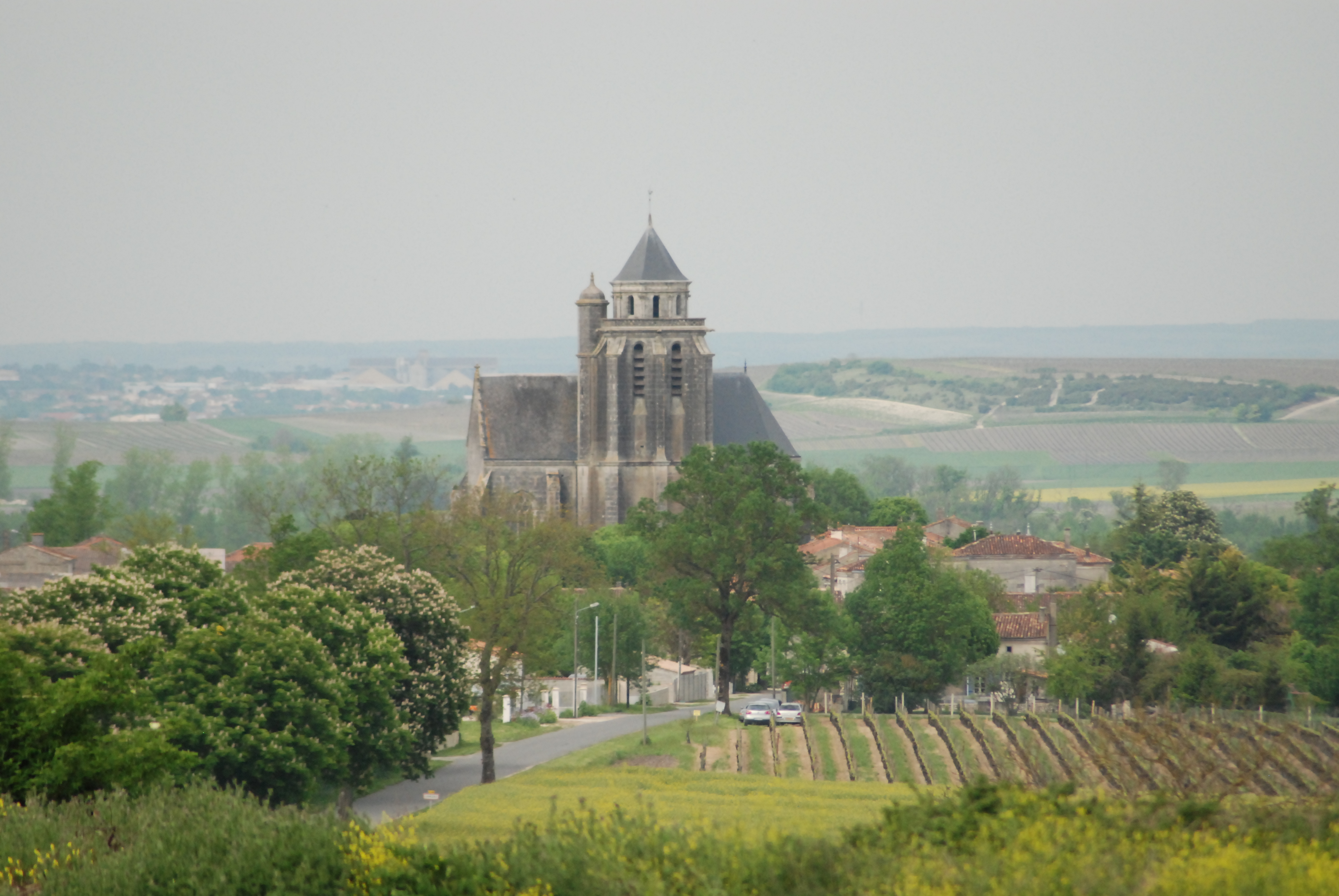
L'église de Lonzac, rare témoignage d'architecture Renaissance en Saintonge. Elle fut édifiée pour Catherine d'Archiac.

La paix revenue permet au pays de se relever à une vitesse surprenante. Si les terres en friche sont encore légion dans les années de l'immédiat après-guerre, nombre de seigneurs locaux choisissent de concéder des terres à leurs paysans à des conditions relativement avantageuses. De nombreux hameaux ont un nom commencé par la préposition « Chez », suivis du nom de leur premier propriétaire. Cette politique volontariste ne tarde pas à porter ses fruits : la population s'accroît, les champs sont de nouveau cultivés, les moulins sont réparés. Dans les grandes villes, le roi Louis XI confirme les anciennes chartes et privilèges communaux, conférant aux membres des corps-de-ville de La Rochelle et de Saint-Jean-d'Angély des titres de noblesse. Les villes plus petites retrouvent ou acquièrent leurs droits de foire : ainsi de Marennes (1452), de Jonzac (1473), de Pisany (1476) ou de Taillebourg (1480). Cependant, en 1481 et 1482, deux hivers particulièrement rigoureux entraînent une brève période de disette. Au froid s'ajoutent les crues de la Charente qui achèvent de détruire les cultures.
Le commerce rochelais prend de l'importance, en grande partie grâce à l'autorisation accordée à la ville de commercer avec les étrangers, même s’ils sont en guerre contre le royaume. Le port de la ville accueille navires britanniques, flamands, espagnols, portugais ou italiens. Dans le même temps, les fortifications de la ville sont renforcées afin de parer toute velléité de débarquement.
Le premier quart du XVIe siècle voit néanmoins l'apparition de plusieurs fléaux : de 1500 à 1515, des épidémies de peste d'une grande virulence emportent près d'un tiers de la population de la région. Le manque de bras pour moissonner les champs conduit irrémédiablement à des périodes de famines désastreuses. Les côtes sont frappées par un gigantesque ouragan le 10 août 1518. Le littoral est envahi par les eaux, les récoltes submergées pourrissent sur pied. Au cours de l'hiver qui suit, le roi François Ier — d'origine saintongeaise, puisque né à Cognac — se rend en Saintonge et en Aunis. Malgré le désastre survenu quelques mois plus tôt, il est reçu avec faste par les bourgeois et notables de la ville.

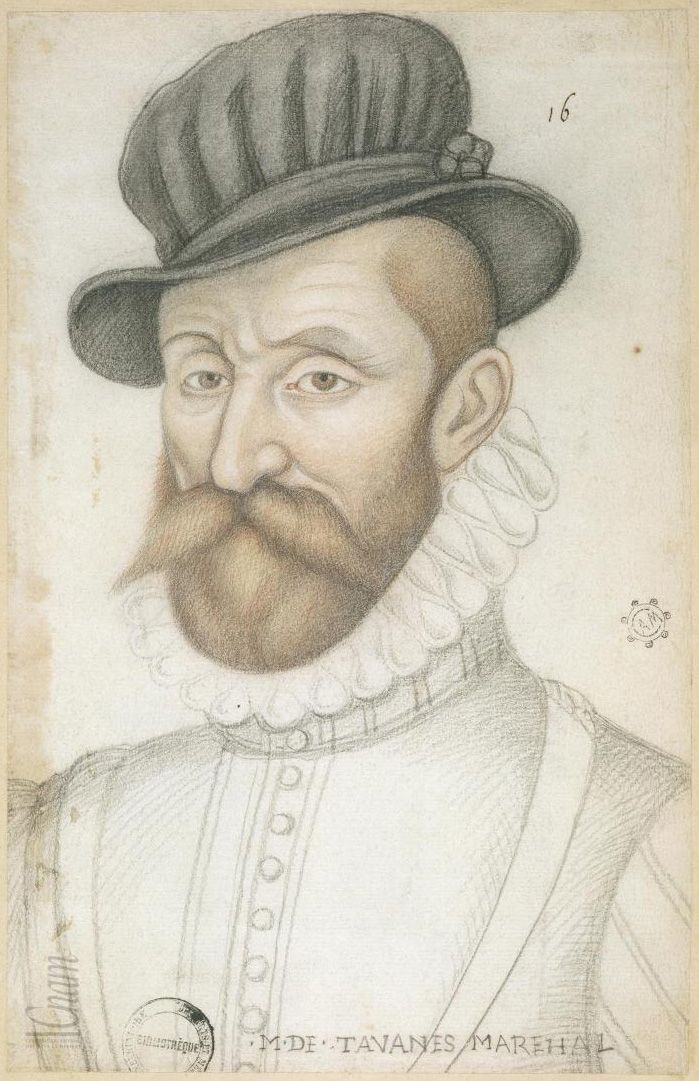
Gaspard de Saulx, nommé à la tête des troupes chargées de réduire La Rochelle en 1542.

Toutefois, les années qui suivent marquent un certain retour à la prospérité, notamment dans les campagnes ou dans ce que l'on appelle alors le « Pays des Isles », c'est-à-dire les régions du littoral. Le commerce du sel est de nouveau florissant au début des années 1540. Les salines des pays d'Arvert, de Marennes et d'Oléron approvisionnent le sud-ouest de la France via les ports de Bordeaux et de Libourne. La région tient une grande partie de ses revenus grâce au commerce du sel. Et, il n'est guère surprenant que la remise en cause de la taxation de cette denrée en 1542 provoque incompréhension d'abord, révolte ensuite. De fait, la région bénéficie alors d'un régime spécial la dispensant de payer la gabelle, remplacée par un impôt correspondant au quart-denier de la vente. La tentative du roi François Ier d'imposer la gabelle provoque une première révolte, que parviennent difficilement à contenir les troupes de François de La Trémoille, gouverneur du Poitou et Gaspard de Saulx, seigneur de Tavannes. Ce dernier tente de prendre la ville de La Rochelle, dans laquelle se sont réfugiés nombre de mutins.
Une fois parvenu à concrétiser cette entreprise, le roi s'accorde avec le maire perpétuelle de La Rochelle, Charles Chabot, seigneur de Jarnac et gouverneur de la ville et d'Aunis, pour poursuivre les insurgés. Les troupes logées chez l'habitant, accentuent le désir de vengeance d'une partie de la population. Des rixes ne tardent pas à éclater. La situation est sur le point de s'envenimer, lorsque le maire prend le parti d'envoyer un émissaire au roi, afin de le presser de venir régler lui-même la situation. François Ier, alors à Montpellier, prend la route de l'Aunis, tout en faisant savoir aux Rochelais qu'ils auront bientôt des comptes à lui rendre. À la fin du mois de décembre 1542, le roi paraît aux portes de la ville, accueilli par les milices communales venues lui rendre les honneurs, qu'il refuse d'agréer.
Un tribunal est improvisé pour juger les insurgés capturés. Le garde des sceaux demande que soit appliquée la loi dans toute sa rigueur, c'est-à-dire la peine capitale pour les insurgés capturés. Contre toute attente, le roi pardonne à ses sujets et ordonne une amnistie de tous les prisonniers.
La révolte reprend cependant de plus belle à partir de 1548, s'étendant même aux provinces voisines d'Angoumois, de Périgord et de Guyenne. Les mutins donnent la chasse aux « gabelleurs » accusés de tous les maux, et n'hésitent pas à l'occasion à massacrer ceux qu'ils trouvent. Cette fronde des paysans — connue sous le nom de Jacquerie des pitauds — voit les campagnes parcourues de bandes armées bien organisées, dirigées par des « commandants » eux-mêmes placés sous l'autorité d'un « colonel de Saintonge » ou « couronnal » ; ainsi, Antoine Bouchard, seigneur de Puymoreau.
Ces violences ont pour conséquence d'entraîner le déploiement d'une troupe de cavalerie menée par Henri d'Albret, gouverneur des provinces maritimes d'Aquitaine. Contre toute attente, celle-ci est défaite à Barbezieux. Les révoltés parviennent à se rendre maîtres de Pons, de Saintes et de Royan.

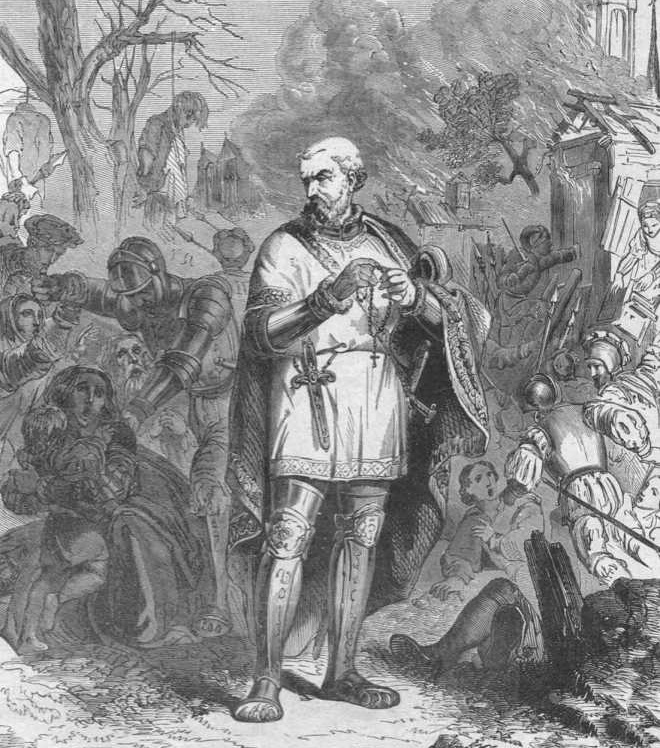
Répression de la révolte des Pitauds par Anne de Montmorency.

La justice du « couronnal » est aussi implacable qu'expéditive : une simple dénonciation suffit à ce que les « Pitauds » se mettent en route pour châtier quelque présumé « gabelleur ». Près de Belluire, un clerc est reconnu coupable de vol, il est attaché à un arbre et bardé de flèches jusqu'à ce que mort s'ensuive. Ce climat d'insurrection incite le roi à faire montre de prudence, il fait lire et placarder dans les principales villes de la région des édits promettant l'amnistie et la prise en compte des griefs des révoltés, ce qui a pour effet de calmer la situation. Peu soucieux de rallumer des braises encore chaudes, le duc d'Aumale fait quelques exemples en Saintonge, mais se garde bien de toute répression abusive. Le connétable Anne de Montmorency ne l'entend pas ainsi : suivi du prévôt Jean Baron et de ses lansquenets allemands, il intervient en Saintonge et se livre à une féroce répression.
Les meneurs sont exécutés, parfois avec des raffinements de cruauté, tels le « commandant » Taillemagne condamné à être « rompu vif, la tête cerclée d'une couronne de fer rouge ». Des bourgeois suspectés d'avoir participé aux évènements sont égorgés ou pendus, tandis que le « couronnal » est condamné à la décapitation « attendu sa qualité de gentilhomme ». Nombre d'églises se voient privées de leurs cloches — coupables d'avoir sonné le tocsin de la révolte — tandis que les libertés communales de plusieurs villes sont abolies. Cependant, dans le courant de l'année 1555, Henri II décide de renoncer à étendre la gabelle et la région revient à l'ancien système du quart-denier.
Sur le plan économique, la pêche à la morue se développe sur les grands bancs de Terre-Neuve. Les premiers départs de marins saintongeais sont relevés dès 1546 depuis les ports de Trembledam — actuelle La Tremblade — et de Royan. Peu après, ce sont encore plusieurs dizaines de navires qui quittent les ports de Meschers, de Mortagne, de Saint-Seurin-d'Uzet, de Saint-Martin-de-Ré ou encore de Jacopolis-sur-Brouage.
Fondée en 1555 par Jacques II de Pons, la ville de Jacopolis-sur-Brouage n'est longtemps qu'un petit port situé aux confins des seigneuries d'Hiers et de Broue — aux mains des sires de Pons — le long d'un bras de mer appelé « Brouage ». Ce dernier est l'héritier d'un vaste golfe marin en cours d'envasement depuis la fin du XIVe siècle. L'ancienne ville, port et châtellenie de Broue, jadis prospère, est alors une cité en plein déclin, les flots ne parvenant que difficilement dans ce port désormais éloigné de près de 15 kilomètres du littoral. La fondation de ce nouveau port au cœur du « pays du sel » n'est pas sans déplaire à nombre de marchands, désireux de contrebalancer l'influence de la toute-puissante La Rochelle.

### La Réforme

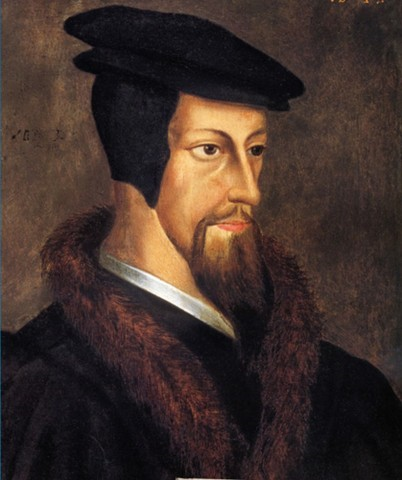
Jean Calvin.

Au début du XVIe siècle, les abus d'une partie du clergé conduisent au développement d'un courant réformateur prônant le retour aux « vraies valeurs de l'évangile ». La publication des « 95 thèses » de Martin Luther en 1517 marque de façon symbolique la naissance du Protestantisme, appelé à jouer un rôle d'une grande importance dans les provinces d'Aunis et de Saintonge.
Même si les causes profondes de la Réforme ne peuvent être réduites à ce simple fait, la moralité douteuse de certains ecclésiastiques de l'époque contribue largement à miner l'image d'un clergé, déjà fragilisé par les querelles récurrentes entre l'évêque et les chanoines du chapitre de la cathédrale de Saintes. Pamphlets et libelles d'une grande virulence se multiplient dans les provinces d'Aunis et de Saintonge dès les années 1530. Le portrait du prieur de Biron, une petite paroisse de la région de Pons, est dépeint sans concessions : « (il) est ung prebstre secullier demeurant en la ville de Xainctes, est mal vivant et lubricquement, que tient ordinairement une putain et grand nombre de chiens, que tous les jours va plus tost chasser qu'aller dire ses heures et faire son office ».
Contraint de quitter Paris en 1534 après qu'un sermon de son ami et confrère Nicolas Cop a provoqué un véritable tollé, Jean Calvin se réfugie en Saintonge sous le nom d'emprunt de Charles d'Espeville. Au cours de ce bref séjour, il rédige plusieurs sermons qui, lus dans plusieurs églises du diocèse, contribuent en partie à faire connaître sa doctrine.
Plus que la brève et discrète prédication de Calvin, la présence de ports commerçants très actifs, en relation constante avec les pays du Nord de l'Europe, permet aux idées nouvelles de se répandre peu à peu. Les régions du littoral (Côtes de l'Aunis, Pays d'Arvert et « Pays des Isles », c'est-à-dire région de Marennes et Oléron) comptent très rapidement parmi les plus importants bastions réformés.
À une tolérance relative, succède une répression dont on trouve les premiers échos en 1548, année qui voit l'imposition d'une pénitence publique à plusieurs « hérétiques », contraints de faire amende honorable devant le portail de l'église Notre-Dame-de-Cougnes, à La Rochelle. Les conversions ne cessent pas pour autant et, les autorités choisissent de faire un exemple : en 1552, les dénommés Pierre Constantin et Mathias Couraud sont condamnés à avoir la langue tranchée pour avoir « blasphémé » avant d'être brûlés vifs en place publique.
Durant la même période, surviennent les premières déprédations d'églises, livrées çà et là aux fureurs iconoclastes de quelques excités. Des actes isolés sont signalés, notamment en Arvert et sur l'île d'Oléron, où le prieuré de la Perroche est mis à sac. D'une manière générale, ces excès demeurent encore marginaux, les « huguenots » demeurant généralement dans une semi-clandestinité.

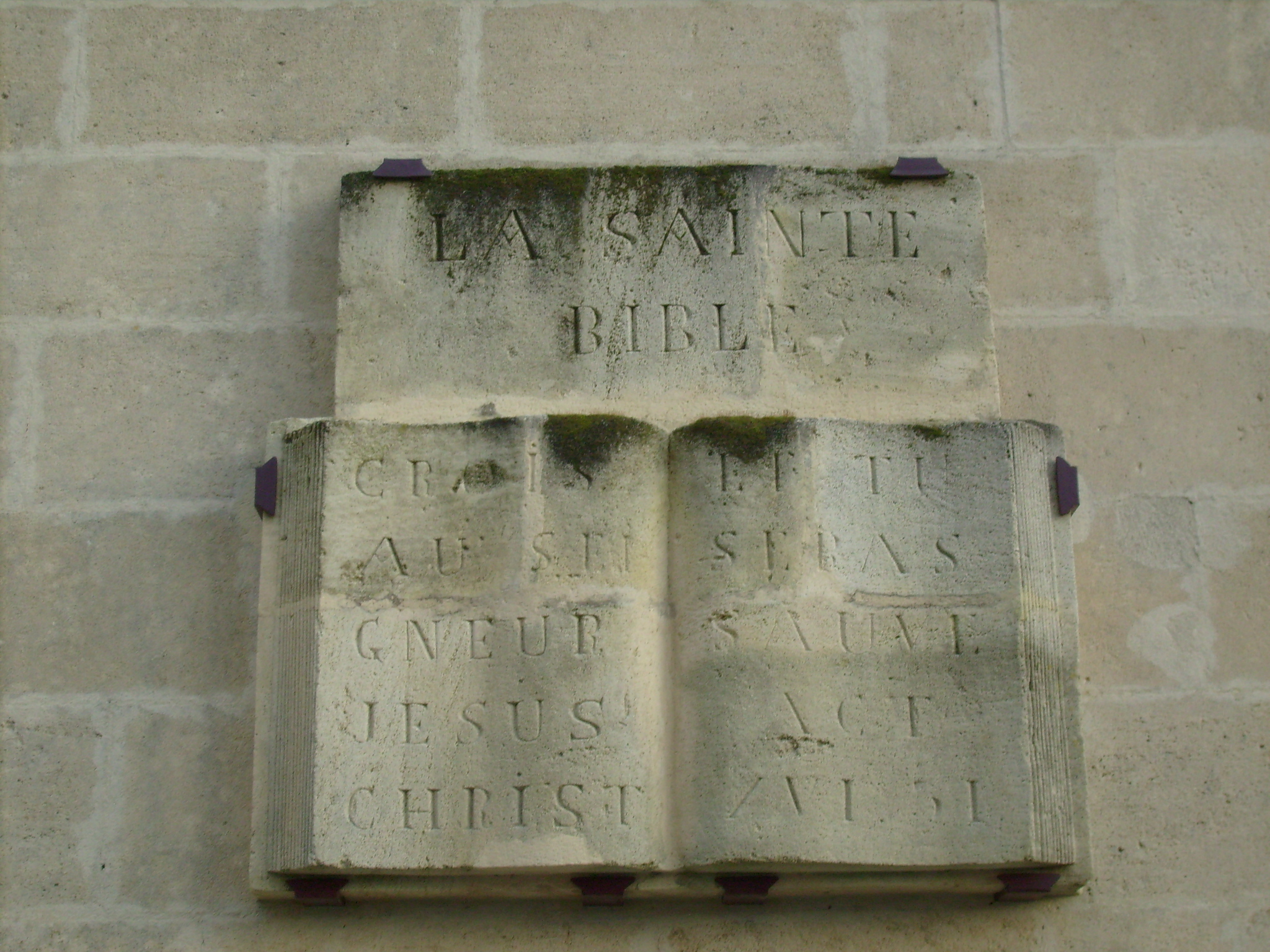
Bible en pierre sur la façade du temple de Breuillet.

Des ministres du culte envoyés de Genève prennent en charge l'organisation des communautés. Le pasteur Pierre Richer fonde l'église de La Rochelle en 1557, puis celle de Saint-Martin de Ré en 1559. Lucas d'Aube prend en main l'église de Saint-Jean-d'Angély en 1558, tandis qu'Alexandre Guyautin fonde celle du Château-d'Oléron en 1559.
L'église d'Arvert est l'une des premières à voir le jour, à l'instigation de Philibert Hamelin. Après s'être enfui pour Genève en raison de ses convictions religieuses, cet ancien prêtre revient en France afin de soutenir les communautés naissantes, mais il est arrêté peu après. Il est condamné par le parlement de Bordeaux à être pendu « jusqu'à ce que mort s'ensuive » ; la sentence est exécutée en mars 1557.
D'une manière générale, les procès pour fait de religion demeurent relativement rares dans la région, nombre d'officiers des hautes justices seigneuriales étant eux-mêmes des sympathisants de la foi nouvelle.
Le meurtre de plusieurs catholiques dans la cathédrale de Montpellier (20 octobre 1561) et le massacre de fidèles calvinistes à Wassy par les soudards du duc de Guise (1er mars 1562) témoignent des crispations entre les deux communautés. Ainsi débute la première des huit Guerres de Religion qui vont ensanglanter la France.

### Guerres de Religion

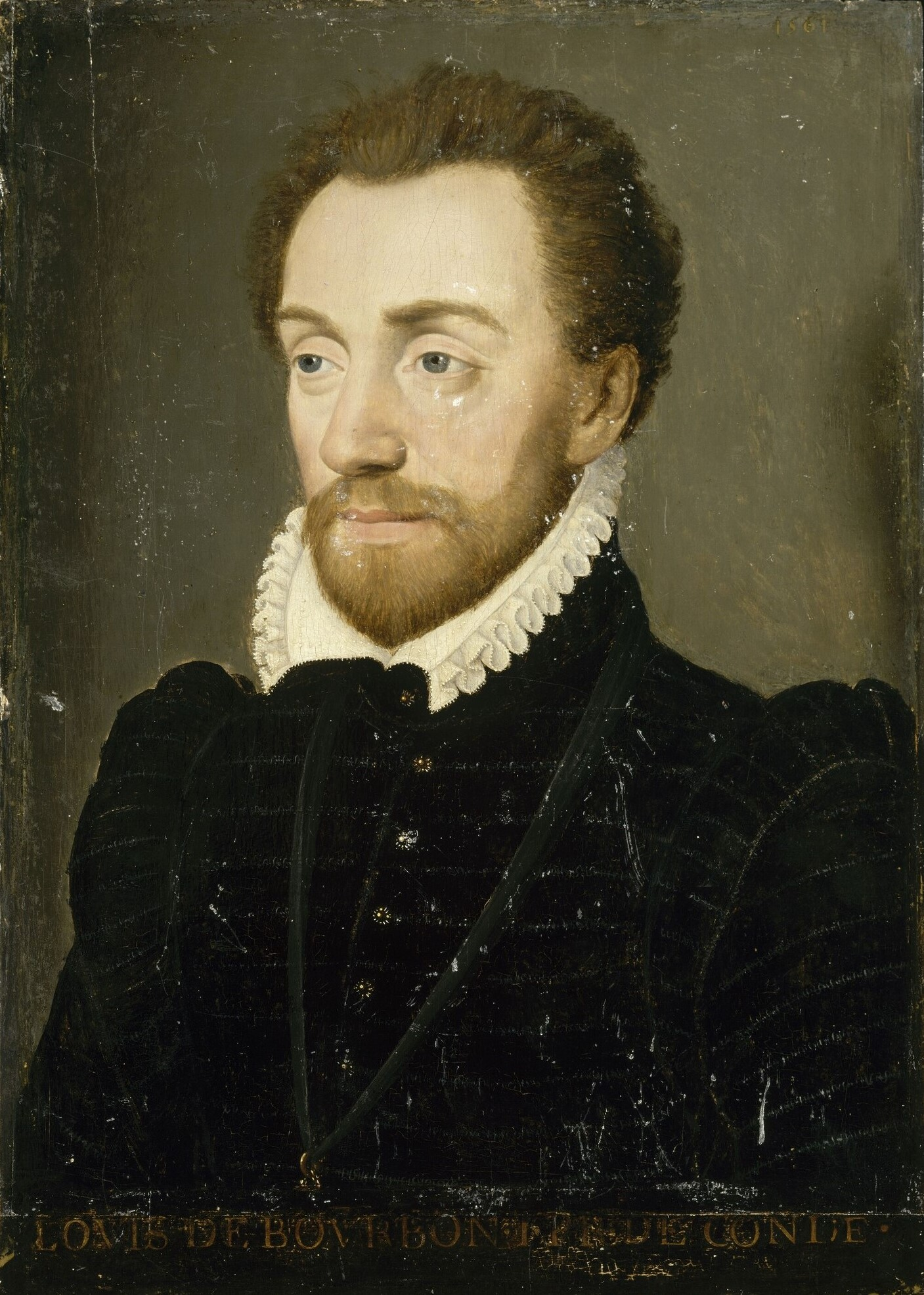
Le prince Louis Ier de Bourbon-Condé, chef des armées protestantes.

Le nombre croissant de fidèles calvinistes dans des villes de première importance comme La Rochelle — avec 25 000 habitants, c'est alors l'un des plus importants ports du royaume — incite dans un premier temps les autorités à modérer leurs élans répressifs. Bien plus : à la demande du maire Jean Pineau, et avec l'assentiment du sénéchal et gouverneur d'Aunis Guy Chabot de Jarnac, les églises Saint-Sauveur et Saint-Barthélemy accueillent alternativement les messes catholiques et les prêches protestants. Le 17 janvier 1562, la promulgation par le jeune roi Charles IX d'un premier édit de tolérance met certes fin à cette pratique. Cet édit officialise en revanche, la célébration du culte réformé ; le texte n'est pas sans contrainte, et le culte ne peut être célébré que dans un lieu défini à l'avance, toujours à l'extérieur des enceintes urbaines.
Cette tentative pour éviter un affrontement violent se heurte aux extrêmes des deux camps, et l'annonce du massacre de Wassy achève de ruiner les efforts des partisans d'une cohabitation pacifique. À l'appel de Louis de Bourbon, prince de Condé, des milliers d'hommes se lèvent et prennent les armes. Des troubles éclatent dans nombre de provinces de l'Ouest et du Midi de la France. Le comte François III de La Rochefoucauld se charge d'organiser les volontaires d'Aunis, Saintonge, Poitou et Guyenne, tandis que des synodes sont convoqués à Saint-Jean-d'Angély et à Saintes afin de légitimer le soulèvement.
Des accrochages sporadiques se produisent dans plusieurs paroisses rurales, tandis qu'à La Rochelle, l'église Notre-Dame-de-Cougnes et la chapelle des Dominicains sont dévastées par une poignée d'exaltés. Les pulsions iconoclastes ont tôt fait de se répandre. Elles culminent quelques semaines plus tard par le sac de l'abbaye royale de Saint-Jean-d'Angély au mois de juillet 1562. Le maire de la ville Arnauld Rolland dirige en personne les émeutiers, lesquels saccagent l'église, brûlent les reliques, la bibliothèque et les archives du monastère. Plus au nord, les chefs de partis des deux camps finissent par se neutraliser mutuellement — le prince de Condé et le connétable de Montmorency sont faits prisonniers à la bataille de Dreux (19 décembre 1562), tandis que le duc de Guise est assassiné durant le siège d'Orléans (février 1563). La paix d'Amboise met un terme à cette première guerre de religion.

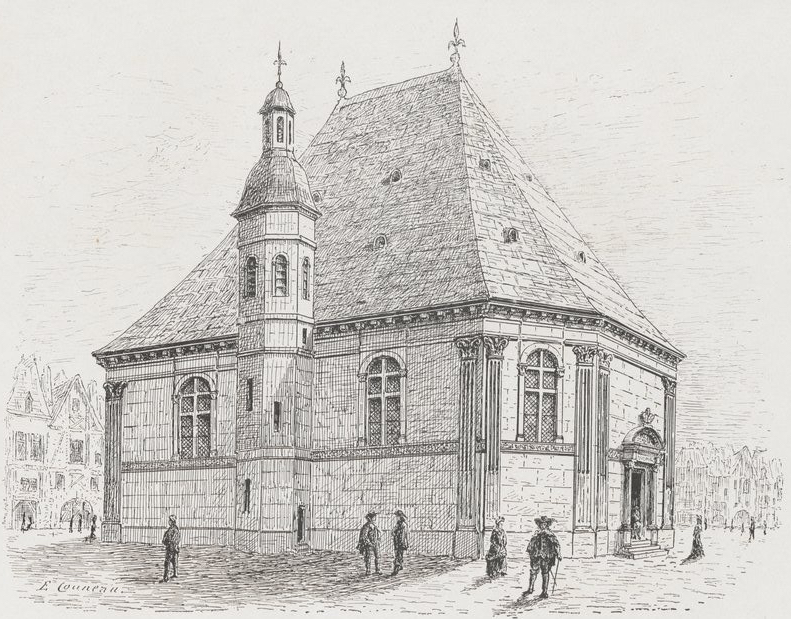
Représentation du Grand Temple de La Rochelle, construit en 1577, aujourd'hui détruit, issue du livre La Rochelle Disparue d'Émile Couneau.

Dans l'espoir de calmer les tensions persistantes, la famille royale entame un long voyage à travers les différentes provinces du royaume. Le roi Charles IX, accompagné de sa mère Catherine de Médicis, de sa sœur Marguerite de Valois et du jeune prince de Béarn Henri de Bourbon arrivent à Saintes le 1er septembre 1565. Ils quittent la ville dix jours plus tard, faisant étape à Saint-Jean-d'Angély le 11 septembre, à La Jarrie le 13. Le lendemain, 14 septembre, le roi fait son entrée solennelle à La Rochelle, accueilli par le maire, les échevins, les différents corps religieux et les milices communales. Les cérémonies protocolaires et les politesses d'usage ne parviennent cependant pas à occulter la froideur du souverain, informé du peu d'empressement de certaines communautés protestantes à rendre au culte catholique les églises dont ils ont pris possession. Dans certaines paroisses rurales, ce sont les prêtres qui font défaut. Chassés de leurs églises durant les troubles, nombre d'entre eux craignent d'être de nouveau victimes de violences.
En 1567, la tentative d'enlèvement du roi par les réformés, suivie du bref siège de Paris par les troupes du prince de Condé, ne tarde pas à relancer les hostilités. Soucieuse de préserver une apparente neutralité — bien que sa population et son administration communale soit composées de nombreux réformés — la commune de La Rochelle se range clairement dans le camp protestant. À la demande de son nouveau maire François Pontard, zélé calviniste et partisan de Condé, la ville consolide son système de défense, déjà considérable. La plupart des églises de la ville sont purement et simplement rasées, à l'exception des clochers, reconvertis en tours de guet.
Le gouverneur d'Aunis Guy Chabot de Jarnac, absent, est chargé par le roi de rétablir l'ordre, ce qui détermine François Pontard à se faire attribuer par le conseil de la commune des pouvoirs étendus, à proclamer la déchéance du gouverneur et enfin, à appeler la population aux armes. La Rochelle devient dès lors une sorte d'état indépendant de fait, véritable république théocratique calquée sur la république de Genève.
Saintonge et Aunis deviennent au cours de la deuxième et de la troisième guerre de Religion (respectivement 1567-1568 et 1569-1570) l'un des principaux théâtres d'opération. Le lieutenant-général de Guyenne, Blaise de Montluc, est chargé par le roi de soumettre les nombreuses villes et villages rebelles. En effet la plupart des villes de la région ont été conquises par les armées du parti calviniste : Saint-Jean-d'Angély, prise par Arnauld de Clermont, de Brouage, de Saintes, soumise par François d'Andelot, ou des « Isles » de Marennes.

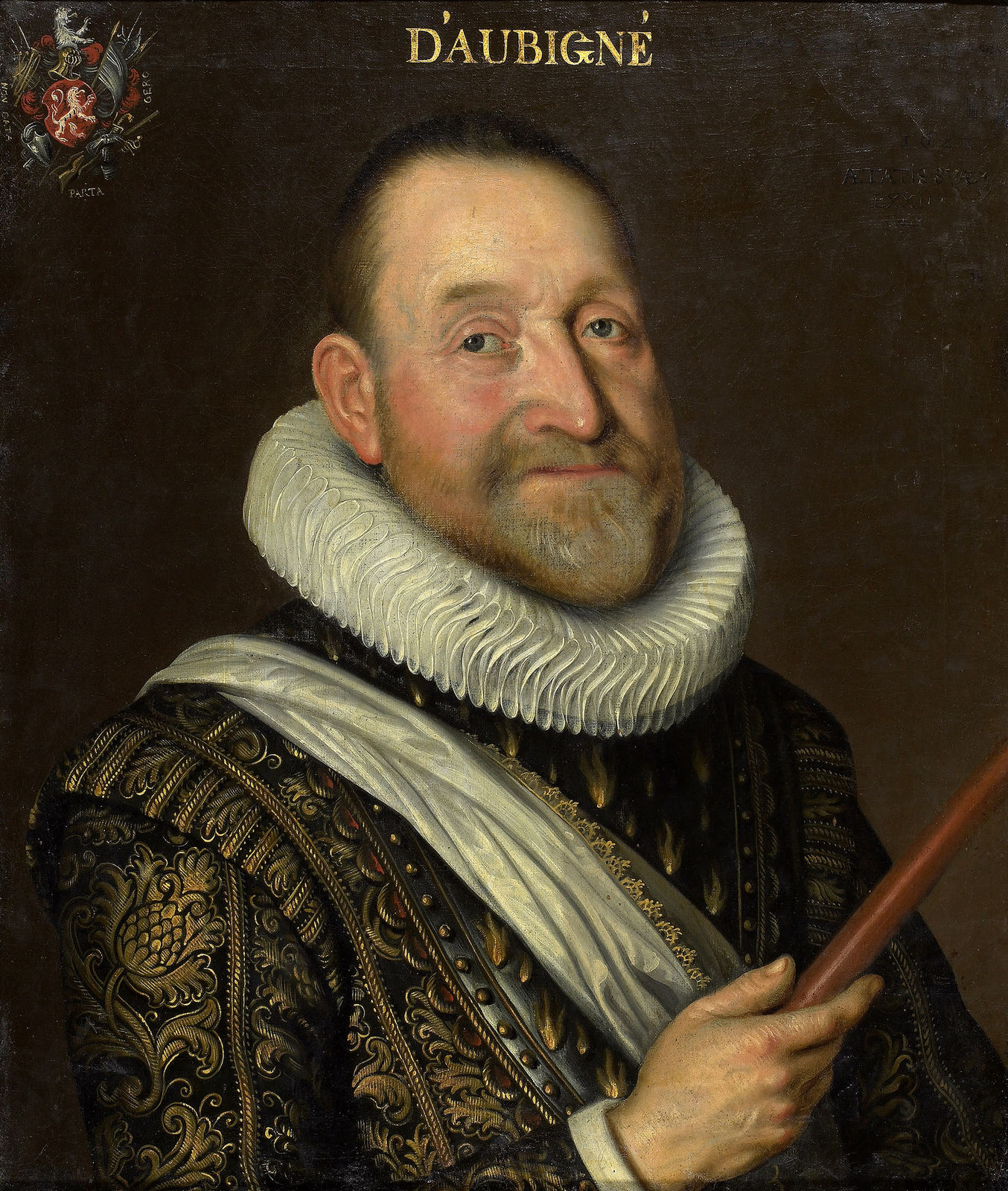
Théodore Agrippa d'Aubigné, capitaine dans l'armée protestante, poète et intellectuel saintongeais.

Les tentatives de reconquête catholique se heurtent à de véritables actions de guérilla, tel le célèbre combat du Pas de Saint-Sorlin qui se déroule à Saint-Sornin, une petite paroisse du pays de Marennes. Au cours de ce bref affrontement, les « casaques noires » du capitaine catholique Madaillan se heurtent à une compagnie de gens de pied huguenote, dirigée par le capitaine Goulènes. Quelques semaines plus tard, une compagnie d'arquebusiers commandée par le capitaine Leberon embarque à Brouage afin de gagner l'île de Ré, important bastion calviniste. À l'issue d'un rude combat, la ville de Saint-Martin est soumise.
Le 13 mars 1569, la bataille de Jarnac s'achève par l'assassinat du prince de Condé. Privé de son chef, le parti protestant en vient à la négociation avec le roi. Le 8 août 1570 est signé l'édit de Saint-Germain, qui institue quatre places de sûreté protestantes dans l'ensemble du royaume. Parmi celles-ci figure la ville de La Rochelle, laquelle fait désormais figure de « capitale » officieuse du protestantisme français. De fait, l'influence de la ville se fait sentir tant sur le plan politique et militaire — elle accueille dans ses murs de nombreuses personnalités du parti calviniste, dont l'amiral Gaspard de Coligny, la reine de Navarre Jeanne d'Albret et son fils Henri de Navarre, futur roi Henri IV — que religieux et intellectuel. Jeanne d'Albret fonde le collège de La Rochelle, créé pour concurrencer directement le collège royal de Paris. D'éminents professeurs y occupent des chaires de grec, de latin ou d'hébreu, contribuant à la renommée de la ville en Europe. Dans cette cité se tient le premier synode de l'église réformée à recevoir officiellement l'agrément du roi ; présidé par le célèbre théologien Théodore de Bèze, il a lieu du 2 au 11 avril 1571.
Une fois encore, la paix est de courte durée : un peu plus d'un an plus tard, dans la nuit du 23 au 24 août 1572, le massacre de la Saint-Barthélemy rompt de manière dramatique la fragile trêve entre les deux partis. Le colonel-général de l'infanterie Philippe Strozzi, envoyé à Brouage quelques semaines avant le déclenchement des évènements, est chargé de préparer le siège de la place forte de La Rochelle. Celui-ci débute le 11 février 1573, sous le commandement du duc d'Anjou — futur roi Henri III — placé à la tête d'une armée de près de 6 000 hommes. La fine fleur de la noblesse française est présente devant les remparts de La Rochelle, ce qui n'empêche pas la place forte de résister obstinément. Le 26 juin de cette même année, l'élection du duc d'Anjou au trône de Pologne entraîne la fin du siège.
De 1573 à 1580, trois nouvelles guerres ensanglantent encore le royaume. En 1574, La Rochelle entre dans la confédération des Provinces-Unies du Midi, laquelle regroupe nombre de villes protestantes du sud de la France. Deux ans plus tard, Henri de Navarre prend le commandement des armées huguenotes, tandis qu'un troisième parti se forme autour du duc d'Alençon. Formé principalement de nobles fatigués des querelles intestines, le parti des « Malcontents » cherche à favoriser le retour à la paix civile. Les catholiques les plus intransigeants se regroupent alors en une « Sainte-Ligue » à l'influence croissante. Celle-ci entraîne une radicalisation de la politique royale, qui s'illustre par la promulgation de l'édit de Nemours (1585), mettant de nouveau au ban de la nation les membres de la « religion prétendue réformée ».

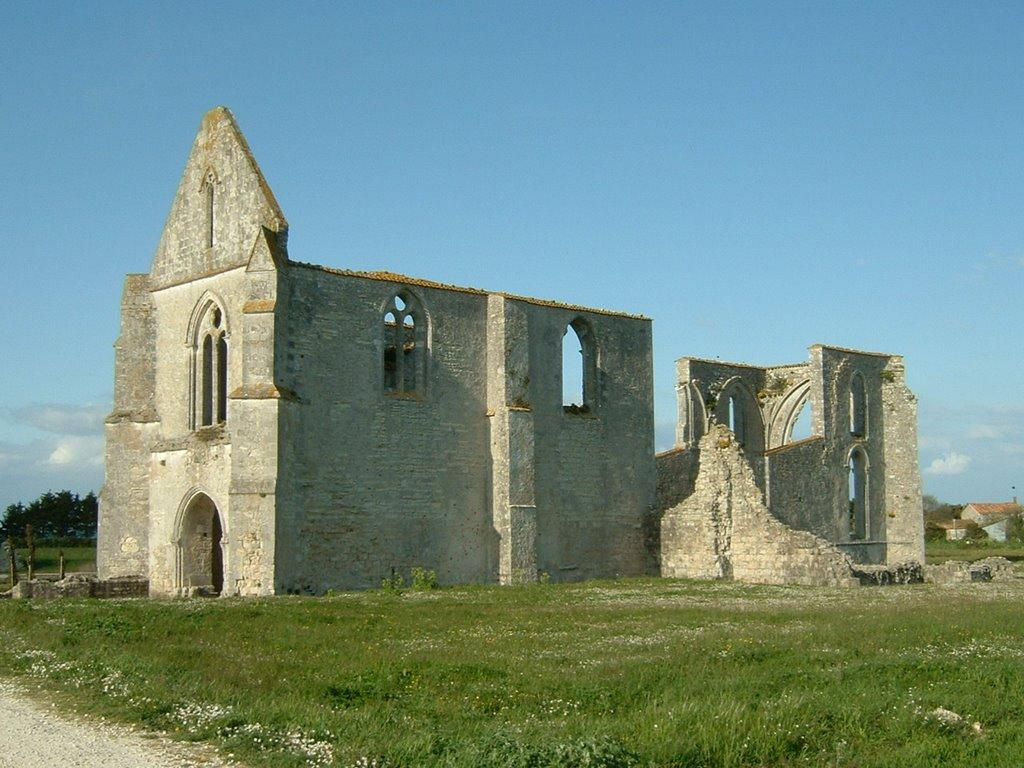
L'abbaye Notre-Dame-de-Ré, dans la commune de La Flotte-en-Ré, détruite lors de combats en 1574.

Henri de Condé, principal lieutenant d'Henri de Navarre, organise la résistance en Aunis et Saintonge, suivi par la noblesse protestante locale : François IV de la Rochefoucauld, René II de Rohan, Théodore Agrippa d'Aubigné. Ce dernier se distingue au cours de plusieurs combats, où il réussit même à conquérir l'île d'Oléron et à s'en proclamer gouverneur en avril 1586, avant d'être fait prisonnier par les troupes catholiques de Blaise de Montluc au mois de juillet de la même année et emprisonné quelques mois à Brouage. Les principales villes de la région sont âprement disputées entre protestants et ligueurs : les forteresses de Royan, de Saintes, de Matha, de Marans, mais aussi des villages de moindre importance stratégique, tels Trizay, Soubise ou Aulnay.
Sérieusement blessé à la bataille de Coutras (1587) Condé est transporté à Saint-Jean-d'Angély où il meurt quelques jours plus tard. Cette même année, l'un des « mignons » d'Henri III, Jean Louis de Nogaret de La Valette, duc d'Épernon est nommé gouverneur de Saintonge, d'Aunis et d'Angoumois.
Poignardé par un catholique fanatisé par les ligueurs, le roi Henri III n'a que le temps de désigner officiellement l'« hérétique » Henri de Navarre comme successeur sur le trône de France. Après dix années d'anarchie marquées notamment par une « révolte des Croquants » (1593-1594), le roi Henri IV promulgue l'édit de Nantes en 1598. Plusieurs villes sont désignées comme « places fortes de sûreté » par le roi : La Rochelle, Marans, Taillebourg et Royan sont les principales d'entre elles.

## XVIIesiècle

### De l'Édit de Nantes à l'assassinat de Henri IV

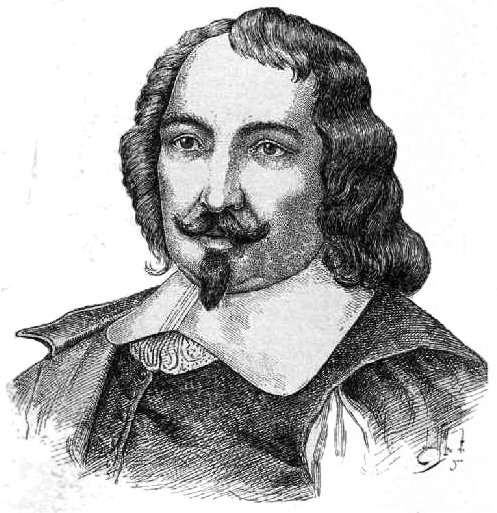
Portrait factice de Samuel de Champlain. Aucun portrait du fondateur de Québec n'a été réalisé de son vivant.

Les dernières années du règne du roi Henri IV sont marquées par un retour à la paix civile qui masque mal la persistance de griefs propres aux deux partis. Si les catholiques les plus extrémistes ne parviennent pas à voir le roi autrement que comme un hérétique s'étant converti par opportunisme, les protestants entendent bien exercer une influence sur les affaires du royaume et ne faire aucune concession quant à leur liberté religieuse. Au-delà des questions spirituelles, l'augmentation des impôts existants et la levée de nouvelles taxes causent des troubles sporadiques. En 1602, la prorogation de la « pancarte » — un impôt censé être provisoire — est la cause de révoltes en Aunis et Saintonge ; d'autant plus que la ville de La Rochelle bénéficie seule d'un régime d'exception, au grand dam des autres villes de la région qui jalousent ce privilège.
Les premières années du XVIIe siècle voient également le début de grands chantiers d'aménagement du territoire ordonnés par le roi lui-même, dont la grande campagne d'assainissement des « marais et paluds » de Marans, confiée à des spécialistes venus de Flandre et du Brabant. Par cette mesure, l'on entend tout à la fois mettre un terme aux fièvres endémiques que permettre la culture de terres considérées comme stériles. Dans le même temps, les ports de la région servent de base de départ aux navires commis à l'exploration de l'Amérique du Nord. Parmi les explorateurs les plus célèbres figurent ainsi le Royannais Pierre Dugua de Mons et le Brouageais Samuel Champlain, lequel fonde la ville de Québec le 3 juillet 1608. Par la suite, les habitants de la Saintonge et de l'Aunis fourniront de nombreux contingents d'immigrants vers les terres de la Nouvelle-France.
L'assassinat du roi Henri IV en 1610 marque le début d'une période d'incertitude pour les protestants, méfiants envers la nouvelle régente Marie de Médicis, laquelle ne cache pas ses sympathies ultramontaines. Entourée de courtisans italiens autant que de conseillers jésuites, celle-ci ne tarde pas en effet à révoquer les ministres nommés par son époux et à multiplier les vexations et les maladresses à l'égard du parti réformé. Craignant d'être de nouveau inquiétés pour leurs opinions religieuses, les protestants se donnent pour chef des hommes tels que Henri II de Rohan et Benjamin de Soubise.

### Aunis et Saintonge sous le règne de Louis XIII

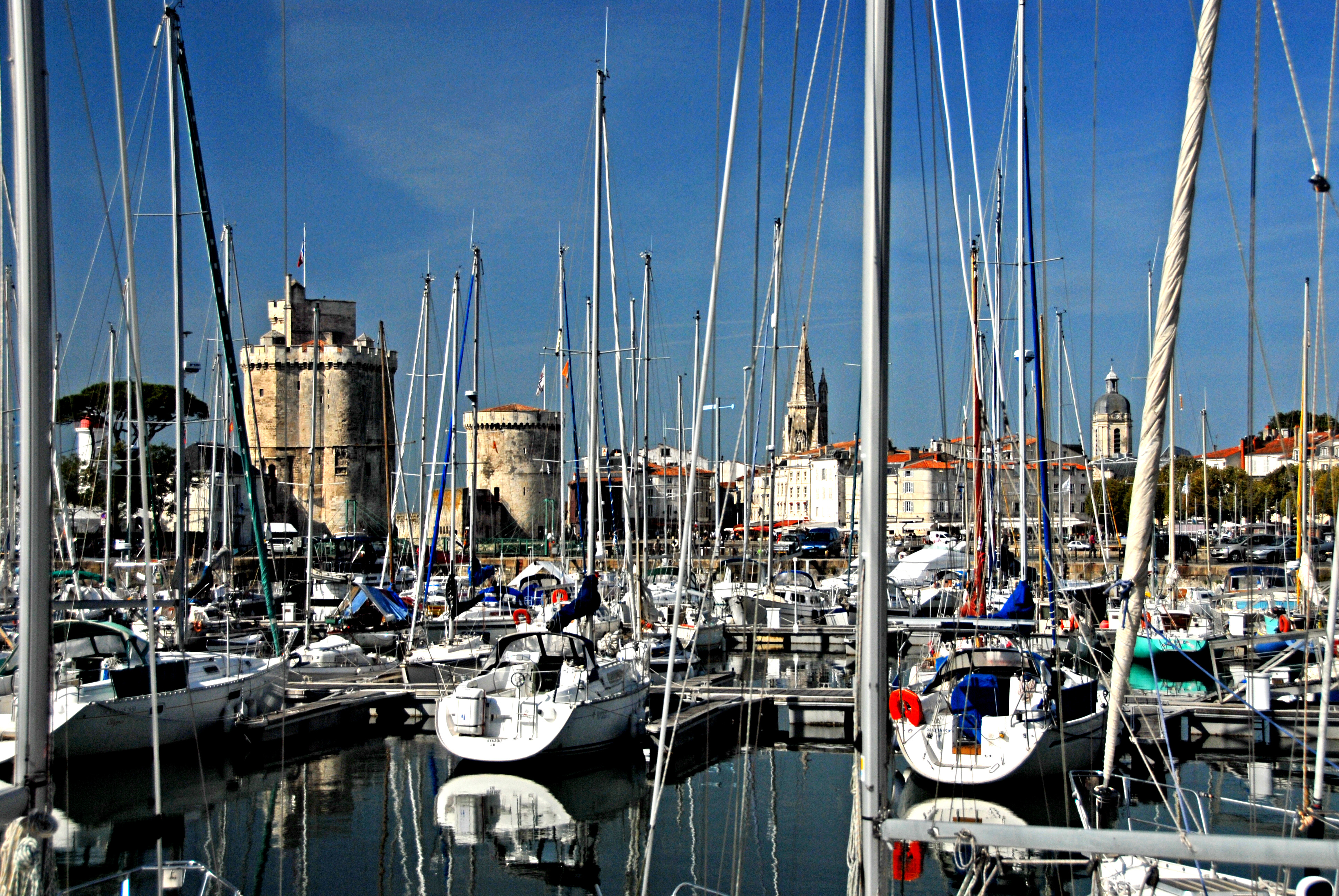
La Rochelle, ancienne capitale de l'Aunis et actuelle préfecture de Charente-Maritime, est aujourd'hui la principale ville du département.

La Charente-Maritime et les provinces qui occupaient son territoire avant 1790 : l'Aunis, la Saintonge, et, dans une moindre mesure, le Poitou et l'Angoumois.

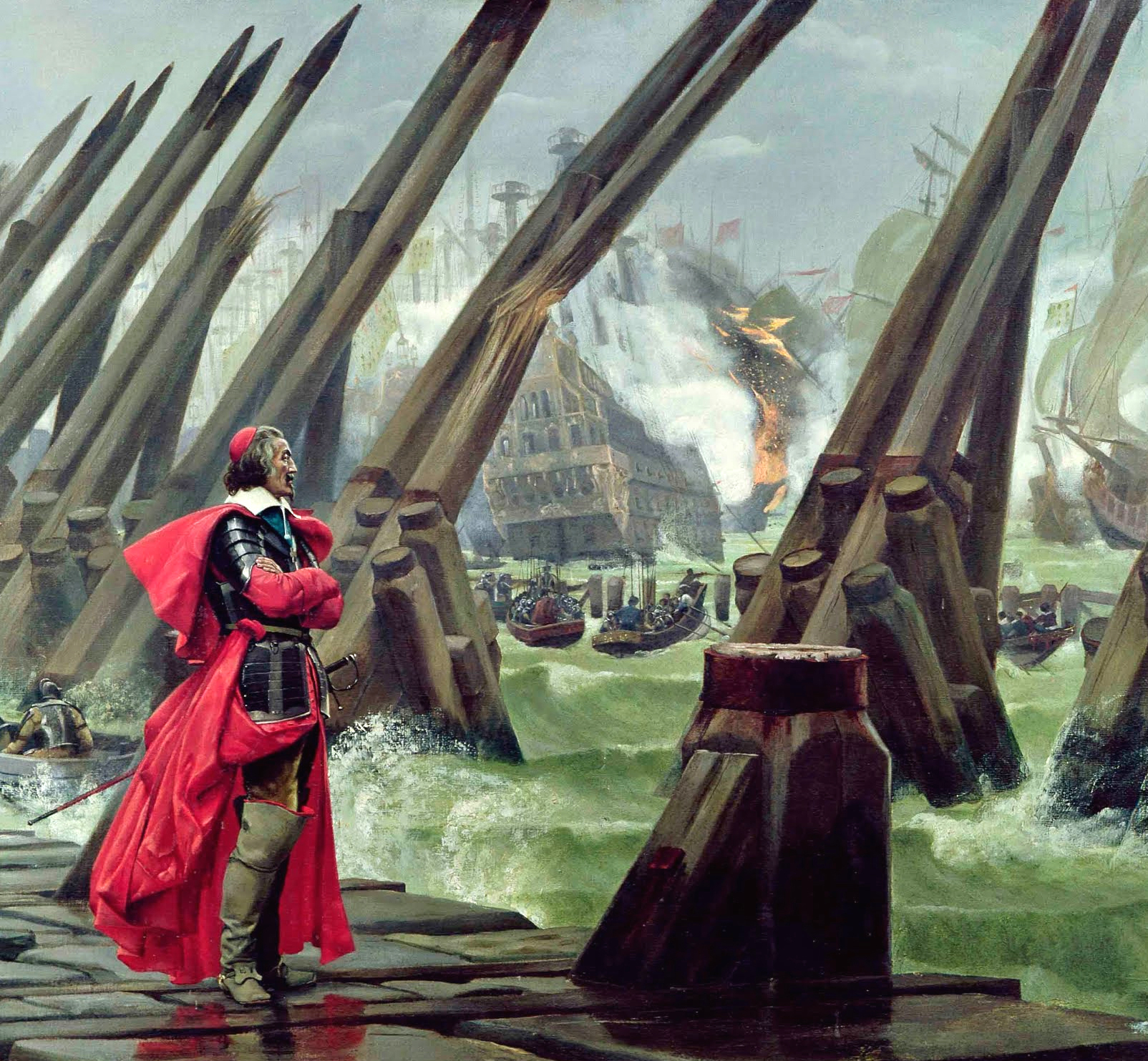
Le siège de La Rochelle par le cardinal de Richelieu, peint par Henri-Paul Motte - Musée d'Orbigny Bernon à La Rochelle.

À l'instar de plusieurs provinces du midi de la France, Aunis et Saintonge connaissent une série de brèves escarmouches entre 1615 et 1620. Le rapprochement avec l'Espagne, puissance ultra-catholique — concrétisé par le mariage du roi Louis XIII avec l’infante Anne d'Autriche (1615) — passe mal auprès des calvinistes, le décret rétablissant le libre exercice du culte catholique en Navarre (1617) vaut au roi les protestations des réformés. Devant la résistance du parlement, le souverain décide de marcher sur la Navarre (1620), au grand scandale des protestants qui ne tardent pas à se soulever. Les villes d'Aunis et de Saintonge ne sont pas les dernières à entrer en rébellion, forçant le roi à se porter devant les murs de Saint-Jean-d'Angély. Après avoir installé son quartier général au château de Vervant, Louis XIII, courroucé, décide de réprimer la cité angérienne qu'il a déjà tenté de soumettre au moyen de la conciliation en septembre 1620. La ville, défendue par Benjamin de Soubise, est encerclée par les armées royales, fortes de 3 500 hommes, commandées par Louis XIII en personne. Débutant le 21 mai 1621, le siège de Saint-Jean-d'Angély dure jusqu'au 24 juin, et se solde par la capitulation des révoltés, l'abolition des privilèges communaux et la destruction des remparts. La répression est si terrible que la ville est débaptisée et porte pendant un temps le nom de Bourg-Louis. Ces mesures répressives ont un effet mitigé : si Pons ouvre ses portes sans résistance à l'armée royale le 30 juin, il n'en est pas de même pour La Rochelle qui sera assiégée durant 1 an et de la place-forte de Royan, qui se soulève à son tour quelques mois plus tard. C'est ainsi qu'au début du mois de mai 1622, les troupes royales mettent le siège devant la citadelle, laquelle ne résiste toutefois que quelques jours. La ville paie cher sa désobéissance, puisqu’elle est condamnée à être entièrement rasée afin de servir d'exemple.

### Siège de La Rochelle (1627-1628)
La Rochelle, qualifiée de « métropole de l'hérésie » par le cardinal de Richelieu, tient tête à son tour au souverain. Soucieux d'éviter l'enlisement du conflit, les belligérants conviennent d'un traité de paix : le traité de Montpellier (octobre 1622). Parmi les clauses de ce traité, figure la démolition par les royaux du « Fort-Louis », une forteresse pointant ses canons sur La Rochelle que le roi vient de faire édifier. Conseillé par Richelieu résolu à en finir avec les rebelles calvinistes, Louis XIII se montre réticent à appliquer cet article du traité de paix, lui-même tolérant de plus en plus difficilement que se maintienne cet « État dans l'État » et que soient bafoués ses droits régaliens. Devant l'échec de plusieurs ambassades envoyées au-devant du souverain, l'insurrection reprend de plus belle en 1625.

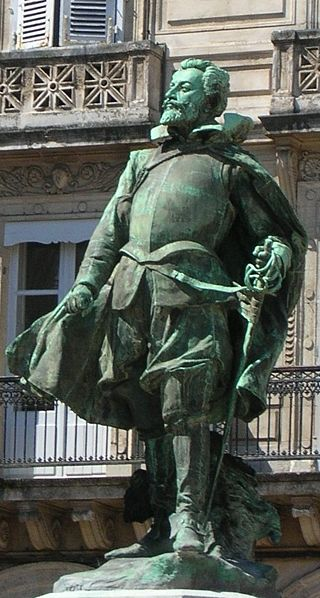
Statue de Jean Guiton, défenseur de La Rochelle.

Sur mer, les hostilités sont marquées par un combat naval entre la flotte rochelaise de Jean Guiton et l'escadre royale commandée par l'amiral de France Henri II de Montmorency. Celle-ci réussit à débarquer sur l'île de Ré malgré les efforts des rochelais. Le 15 septembre, Benjamin de Soubise, acculé, gagne l'Angleterre. Deux jours plus tard, le fort de Saint-Martin de Ré, dernier foyer de résistance des calvinistes, capitule à son tour. Une fois de plus, les négociations de paix traînent en longueur : elles aboutissent au traité de Paris qui, s'il garantit toujours la liberté de culte pour les fidèles de la « religion prétendue réformée », revient sur la promesse faite en 1622 de démanteler Fort-Louis. Ces conditions de paix ne contentent pas les Rochelais, qui interviennent discrètement auprès de leur allié anglais afin que celui-ci fasse le nécessaire pour rappeler au roi de France ses engagements passés. Devant l'intransigeance de Louis XIII, le roi d'Angleterre Charles Ier se décide à intervenir militairement, faisant armer des navires dans le port de Portsmouth. Jugeant une nouvelle guerre inévitable, Louis XIII ordonne de son côté l'envoi de fantassins, de cavaliers et d'artilleurs, lesquels sont placés sous l'autorité du maréchal Jean de Saint-Bonnet de Toiras. Dans le même temps, le cardinal de Richelieu reçoit pour mission de renforcer les défenses des îles de Ré et d'Oléron.
L'escadre anglaise, placée sous le commandement du duc de Buckingham appareille le 27 juin 1627. Elle arrive en vue des côtes aunisiennes dans le courant du mois suivant. Le blocus de l'île de Ré par les troupes britanniques débute, tandis que se dessine celui de La Rochelle par les troupes françaises. Celles-ci passent à l'action le 1er septembre 1627, et entreprennent le creusement de tranchées sous les murailles de la ville. Ainsi débute le célèbre siège de La Rochelle, conduit par le cardinal de Richelieu en personne où le roi Louis XIII a fait établir son quartier général à Aytré. Une ligne de circonvallation comprenant forts et redoutes est édifiée autour de la ville. Quelques mois plus tard, elle est complétée par une digue, qui empêche tout ravitaillement des insurgés par la mer.
La situation ne tarde pas à apparaître comme critique pour les insurgés, les efforts du duc de Buckingham pour secourir la ville se brisant sur les fortifications mises en place par Richelieu. Les épidémies et la famine déciment une partie de la population, sans toutefois venir à bout de la résistance du maire Jean Guiton, qui a résolu de tuer le premier qui parlerait de se rendre, lui y compris, plutôt que de capituler. Au bout d'un an d'un blocus total, la mortalité atteint des sommets : de 28 000 habitants avant le conflit, la population est passée à un peu plus de 5 000 habitants. Cette situation désespérée pousse finalement les Rochelais à capituler sans condition le 28 octobre 1628. Le Ier novembre, le roi fait son entrée dans la ville ravagée.

### Paix d'Alès et Contre-Réforme

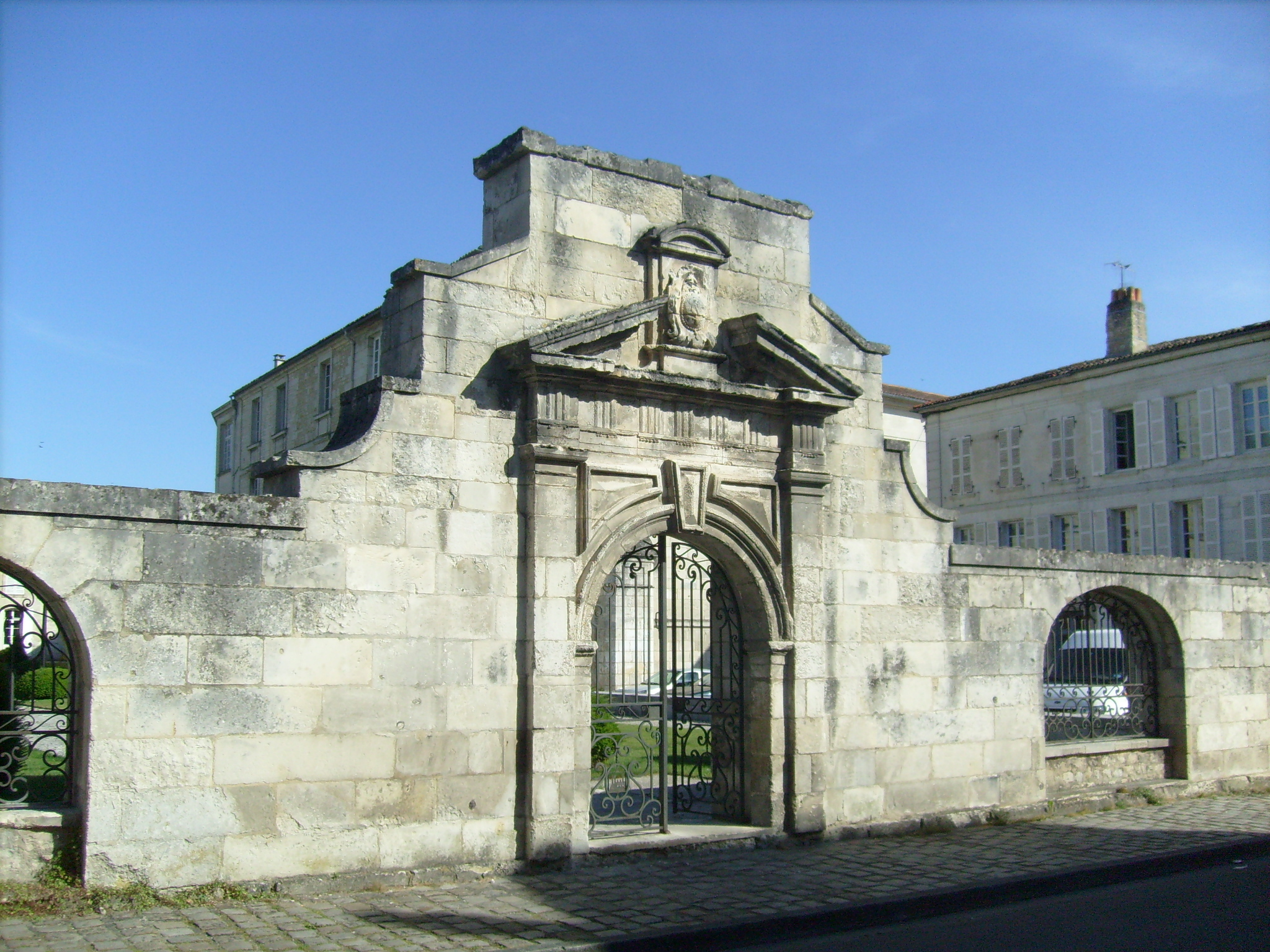
Portail de l'ancienne chapelle des jésuites à Saintes.

Par l'édit de grâce signé à Alès le 28 juin 1629, les protestants se voient dépossédés de toutes leurs places de sûreté, mais conservent théoriquement le droit de pratiquer leur culte. Dans les faits, les autorités encouragent la politique de Contre-Réforme, qui se traduit dans un premier temps par le développement des ordres religieux (création de collèges de Jésuites à Saintes et à La Rochelle, de couvents de Récollets à Royan et à Saintes, d'Ursulines à Saint-Jean-d'Angély et La Rochelle, fondation d'un séminaire à Saintes), par des missions d'évangélisation, ainsi que par la restauration des églises et des abbayes détruites durant les guerres de religion.
Le 2 mai 1648 est créé le diocèse de La Rochelle, formé à partir de paroisses détachées des diocèses de Saintes et de Maillezais. La nouvelle cathédrale est aménagée dans l'ancien grand-temple de la ville, converti en église depuis 1628.
Ces tentatives de ramener les fidèles protestants à la foi catholique ne portent guère de fruits : en 1660, Saintonge et Aunis comptent encore environ 80 000 protestants, répartis en quatre colloques : celui des isles de Marennes et Arvert (32 000 fidèles), celui de Saintes (de 20 à 25 000 fidèles), celui de La Rochelle et de l'île de Ré (14 000 fidèles) et celui de Saint-Jean-d'Angély (13 000 fidèles).

### Règne de Louis XIV et Révocation de l'Édit de Nantes de 1685
Sous le règne du roi Louis XIV, la conversion des religionnaires devient une priorité qui justifie l'emploi de toutes sortes de méthodes, y compris les plus brutales.
Aux tracasseries administratives (application rigoureuse des clauses de l'édit de Nantes) s'ajoutent les taxations abusives, les réquisitions de foin et de nourriture, les enlèvements d'enfants ainsi que les destructions de temples.
À partir de 1681, les dragons du roi se chargent des « opiniâtres » qui refusent toujours d'abjurer, n'hésitant pas à recourir à la violence, au pillage et au meurtre pour frapper les esprits. Persécutés, de nombreux religionnaires choisissent alors d'abjurer leur foi. Fort de l'apparente « réussite » des dragonnades, le roi peut promulguer l'édit de Fontainebleau le 18 octobre 1685, qui révoque l'édit de Nantes.
En novembre de la même année, une mission est dépêchée à La Tremblade, important fief protestant, afin d'affermir des consciences encore hésitantes. Conduite par Fénelon, celui-ci ne peut qu'écrire, dépité : « Nous rencontrons partout un attachement incroyable à l'hérésie ».
Pour beaucoup de religionnaires débute le temps de « l'église du désert » caractérisé par des prêches clandestins. Des maisons particulières, des granges ou des clairières servent aux rassemblements protestants. Ces assemblées interdites, parfois interrompues par l'irruption des dragons, perdureront jusqu'à la seconde moitié du siècle suivant. Enfin, la révocation de l'édit de Nantes est la cause de grandes vagues d'émigration, notamment depuis les ports des pays de Marennes et d'Arvert : nombre de protestants s'embarquent ainsi clandestinement à destination de l'Angleterre, de la Hollande ou des colonies anglaises d'Amérique du Nord.

### 1666: création de Rochefort

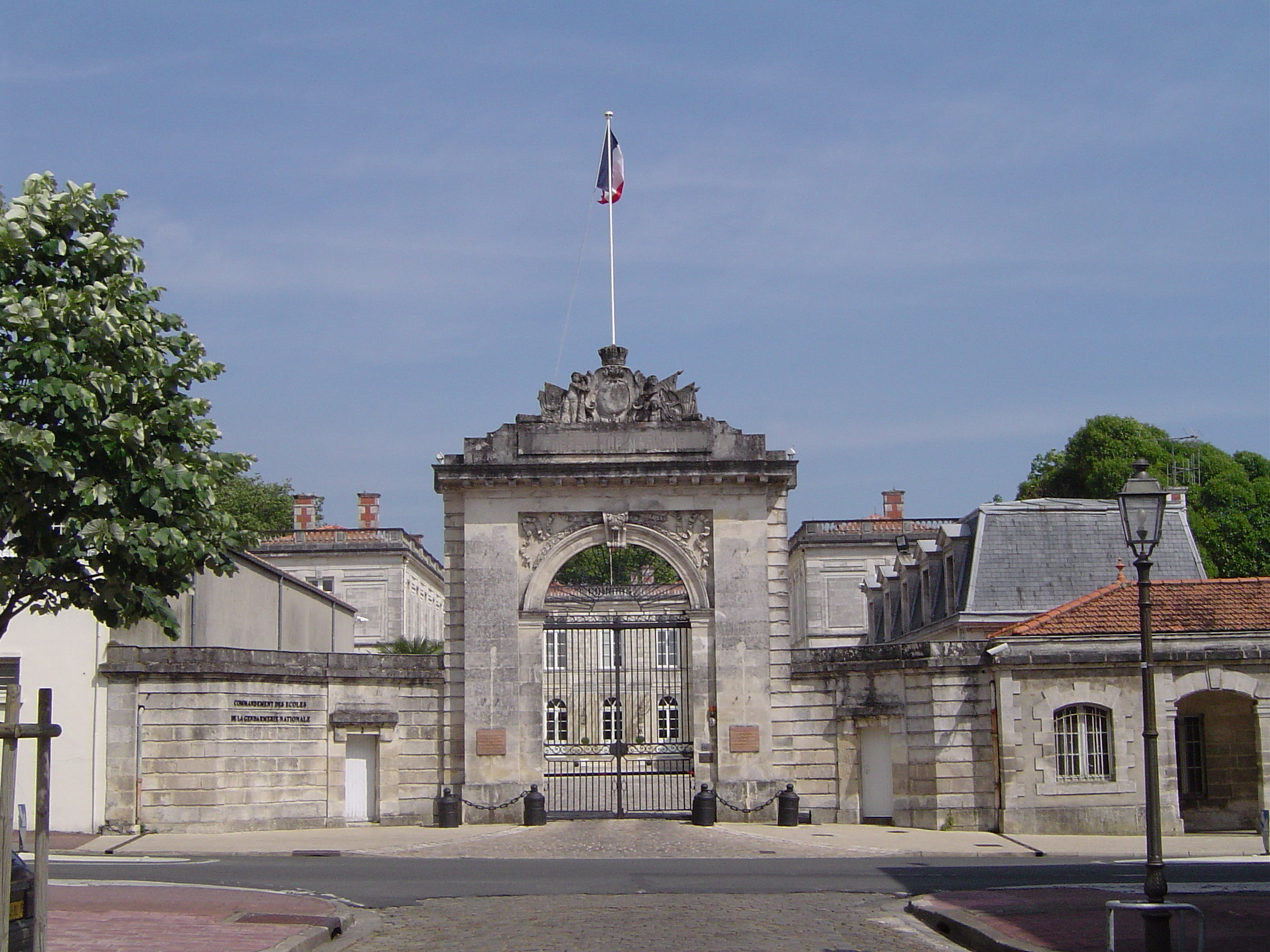
La maison du Roy, à Rochefort.

Dans le domaine de l'organisation militaire, le roi prend très vite conscience de l'importance stratégique du littoral charentais et de la nécessité de compléter le système de fortifications existantes, devenues obsolètes. Cette mission est confiée à deux ingénieurs militaires chevronnés : François Ferry et Sébastien Vauban. Ainsi les points névralgiques du littoral voient s'élever en quelques années, forts, redoutes ou citadelles, parmi lesquelles la citadelle du Château-d'Oléron, celle de Saint-Martin de Ré ou encore les forts Louvois et Lupin.
À partir de 1666, un ancien village situé au cœur des marais de la Charente est choisi pour devenir le site du grand arsenal de la marine du Ponant. Sous l'impulsion de Jean-Baptiste Colbert, mais plus encore de son cousin Charles Colbert du Terron, le bourg de Rochefort se métamorphose en un important centre de construction navale. La cité, bâtie sur un plan hippodamien, accueille de nombreuses infrastructures militaires : la Corderie Royale, l'Arsenal, l'Hôpital de la Marine, le Magasin aux vivres de la Marine. Une enceinte urbaine est élevée par Louis Nicolas de Clerville. La ville nouvelle devient peu après, le siège d'une intendance de la Marine. En 1688, le poste d'intendant de la Marine échoit à Michel Bégon, lequel œuvre à moderniser la ville ; il s'illustre également en jetant les bases d'une politique sociale (création des orphelinats de la Marine) et culturelle (fondation d'une bibliothèque, d'un cabinet de curiosités, de jardins botaniques).

### 1694: création de la Généralité de La Rochelle
En 1694, tout en conservant sa charge d'intendant de la Marine, Michel Bégon devient le premier intendant de la Généralité de La Rochelle, subdivision administrative nouvellement constituée et regroupant cinq élections, relevant auparavant des généralités de Poitiers (La Rochelle), de Limoges (Saint-Jean-d'Angély) ou de Bordeaux (Saintes, Marennes et Cognac).

## XVIIIesiècle

### Retour de la prospérité au siècle des Lumières

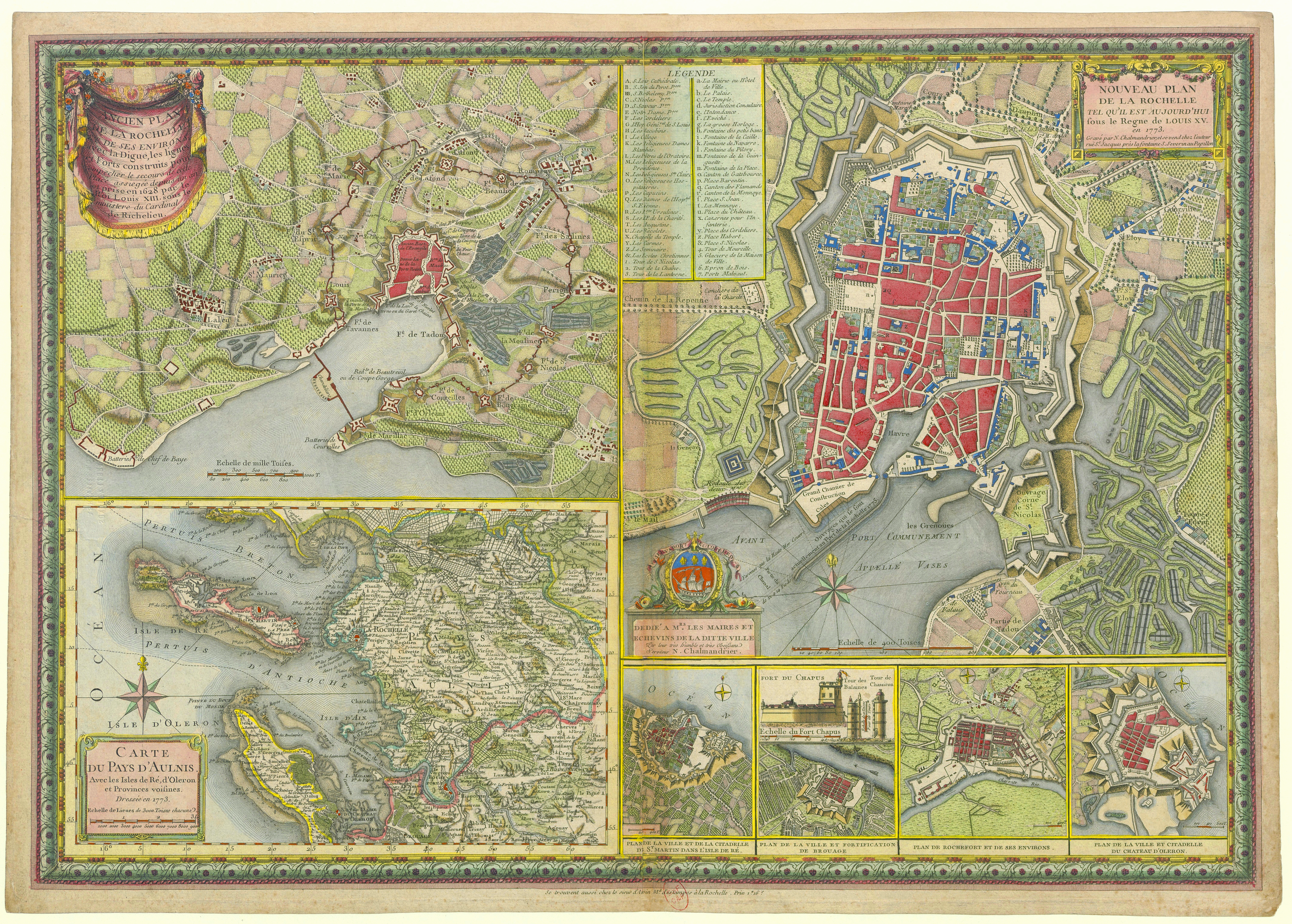
À droite, La Rochelle, en bas à gauche, l'Aunis en 1773

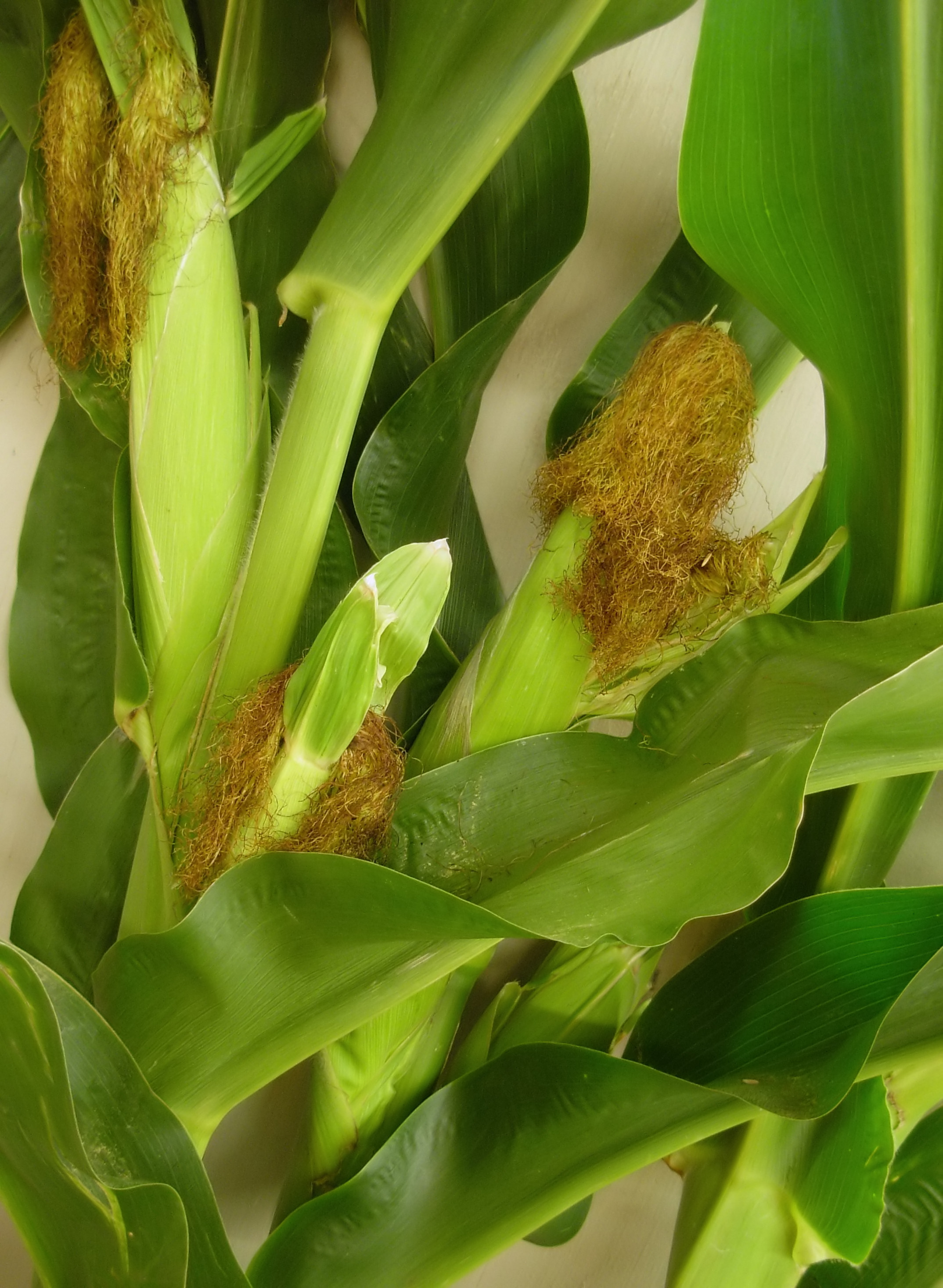
La culture du maïs prend son plein essor à partir du XVIIIe siècle.

Le XVIIIe siècle est marqué par un développement considérable de l'agriculture et de l'artisanat, notamment grâce à l'introduction d'une céréale originaire du nouveau monde, le « bled d'Espaigne » ou « bled d'Inde », c'est-à-dire le maïs. Cette nouvelle culture vient s'ajouter aux productions traditionnelles de l'Aunis, de la Saintonge et du Poitou à cette époque, à savoir le blé, le froment, le seigle et l'orge, sans oublier le « baillarge », destiné aux animaux. Dans le même temps, la production de vin brûlé (ou brandevin), bien que toujours relativement confidentielle, tend à se développer peu à peu. L'amélioration des techniques de production (double distillation, conservation de l'eau-de-vie en fûts de chêne), contribue à la notoriété d'un produit qui connaîtra son heure de gloire, durant le siècle suivant sous l'appellation générique de Cognac. Transitant par voie fluviale sur des gabares à destination des principaux ports marchands de la région — à commencer par La Rochelle — les tonneaux d'eau-de-vie sont ensuite exportés vers les pays d'Europe du Nord, ainsi que vers les îles Britanniques.
Ce renouveau de l'agriculture contribue à la prospérité globale des provinces charentaises, pourtant soumises aux aléas climatiques qui frappent une partie de l'Europe à cette époque, et que l'histoire retiendra sous le nom de « petit âge glaciaire ». Les hivers rudes se font plus fréquents, plus meurtriers aussi. Le 28 janvier 1708 débute ainsi une vague de froid d'une ampleur peu commune (le « grand hyver ») durant laquelle les grands fleuves de la région sont pris par les glaces. Cette situation dure jusqu'au mois de mars, et entraîne le gel des vignobles et de nombreux arbres, dont la forêt de la Roche-Courbon, qui doit être replantée dans sa totalité. L'hiver 1739 est tout aussi rigoureux, entraînant le gel des semences, et causant une disette qui touche tout autant l'Aunis que la Saintonge. L'année 1765 voit à son tour une offensive hivernale d'une telle ampleur que, la Gironde elle-même est partiellement prise par les glaces. Ce scénario se répète à intervalles réguliers, jusqu'au terrible hiver de 1788/1789, qui est parfois évoqué, comme l'une des causes de la Révolution française.
L'artisanat connaît également un fort développement jusque dans les plus petites bourgades : les industries textiles représentent notamment un secteur florissant, et l'on relève pas moins de 45 manufactures à Saintes, à peine plus qu'à Jonzac où l'on en dénombre 38 en 1740. Le tannage des peaux est une autre activité en plein essor jusqu'au milieu du siècle, particulièrement à Saint-Jean-d'Angély, Jonzac, Saintes et même Archiac.

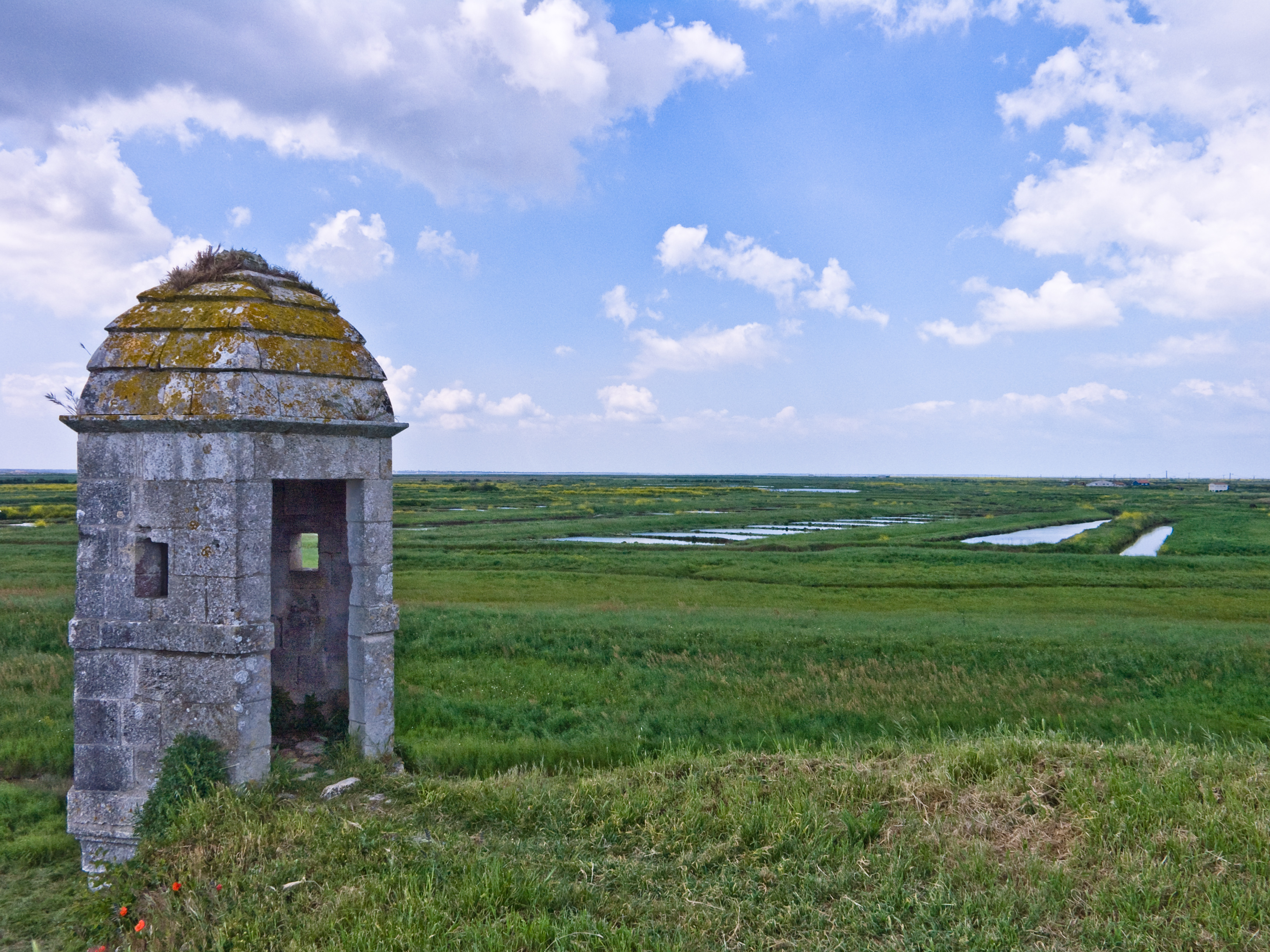
Le port de Brouage décline dès le XVIIIe siècle.

Les ports du littoral connaissent une prospérité croissante. Exception faite de Brouage, victime de l'envasement de son port, elle décline inexorablement. En 1716, La Rochelle est l'un des cinq ports du royaume autorisés à armer pour les Antilles. Tout comme Bordeaux et Nantes, la ville pratique la traite des noirs dans le cadre du commerce triangulaire, et les armateurs de la ville s'enrichissent en important le sucre de la colonie de Saint-Domingue, où ils possèdent des plantations. Rochefort reste avant tout fidèle à sa vocation militaire : la ville est un centre de formation pour les militaires de la Nouvelle-France, qui transitent par la citadelle du Château-d'Oléron avant de rejoindre le Canada.
Le siècle des Lumières est marqué ici comme ailleurs, par le développement des disciplines scientifiques. La Rochelle, déjà pourvue d'un collège royal, accueille en 1732 l'académie des belles-lettres, sciences et arts, placée sous la protection du prince de Bourbon-Conti, qui vient rejoindre l'académie de drame et de musique crée deux ans plus tôt. Le théâtre royal en 1742, le cabinet de curiosités de Clément Lafaille (ancêtre du muséum d'histoire naturelle) en 1770, puis un Jardin des plantes quelques années plus tard, complètent les infrastructures culturelles de la capitale aunisienne. En 1722 est créé sur l'initiative de Jean Cochon-Dupuy, l'École de médecine navale de Rochefort, tandis que sous l'impulsion du docteur Jean-Jacques Doussin est fondée en 1777 l'école de chirurgie de Saintes.
Cercles littéraires, salons mondains, sociétés savantes ou philanthropiques font leur apparition, notamment à La Rochelle, à Rochefort et à Saintes. Des loges maçonniques sont établies dans ces trois villes dès 1744, vite rejointes par celles de Saint-Jean-d'Angély et du Château-d'Oléron (1764), de Marennes (1777) ou d'Aulnay (1781).
La réorganisation du système pénitentiaire, après la suppression du corps des galères, entraîne la création du bagne de Rochefort — l'un des trois principaux bagnes du royaume — en 1766.

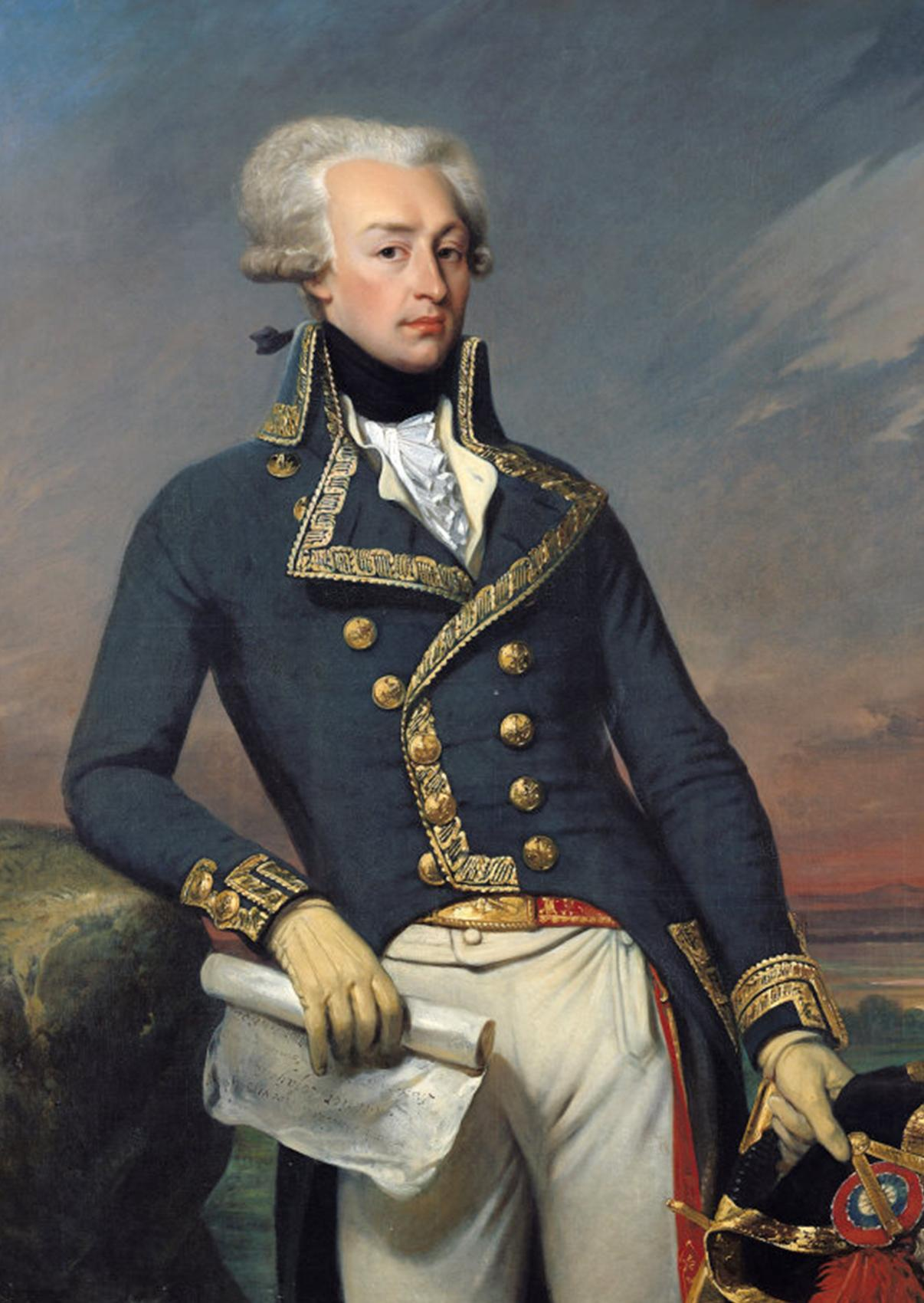
Portrait du marquis de La Fayette.

Le déclenchement de la guerre de Sept Ans donne lieu à une série de raids britanniques sur les côtes aunisiennes, et saintongeaises, entre 1757 et 1758. Tout en caressant l'espoir de prendre la cité portuaire de Rochefort, le lieutenant-général Sir John Mordaunt, à la tête d'une flotte de 80 navires — dont 16 vaisseaux de ligne — commandée par les amiraux Sir Edward Hawke et Sir Charles Knowles, tente d'établir une tête de pont sur l'île d'Aix. Le 21 septembre, celle-ci est prise sans coup férir. Contrariés par les éléments, les Anglais décident cependant, et contre toute attente, de ne pas poursuivre l'opération. De retour en Angleterre, Sir John Mordaunt est jugé en cour martiale.
Quelques années plus tard, le 10 mars 1780, le jeune marquis de La Fayette rejoint le port de Rochefort, puis Port-des-Barques, où est stationnée la frégate L'Hermione, attendant d'appareiller vers les côtes américaines. Porteur d'informations secrètes destinées au général George Washington, chef des insurgents, désireux de se soustraire à la tutelle britannique — une mission confiée par le roi lui-même — il atteint pour la seconde fois de sa vie le territoire américain après trente-huit jours de traversée. Il accoste d'abord à Marblehead, dans le Massachusetts, puis à Boston.
Malgré un siècle marqué par une certaine prospérité, la situation en Saintonge et Aunis tend à se dégrader à partir des années 1780, marquées par des disettes récurrentes dues aux caprices du climat. Touché par la crise du textile, l'artisanat périclite, contribuant au mécontentement d'une partie de la population. L'hiver 1788/1789, d'une rigueur exceptionnelle, détruit les semences et contribue à la cherté du pain. Ce contexte économique difficile entraîne une première flambée de violence au printemps 1789, à l'encontre des meuniers ou des boulangers, que l'on soupçonne de cacher le blé afin de se livrer à la spéculation. Le 28 avril, des émeutiers mettent à sac les principales boulangeries de Rochefort.

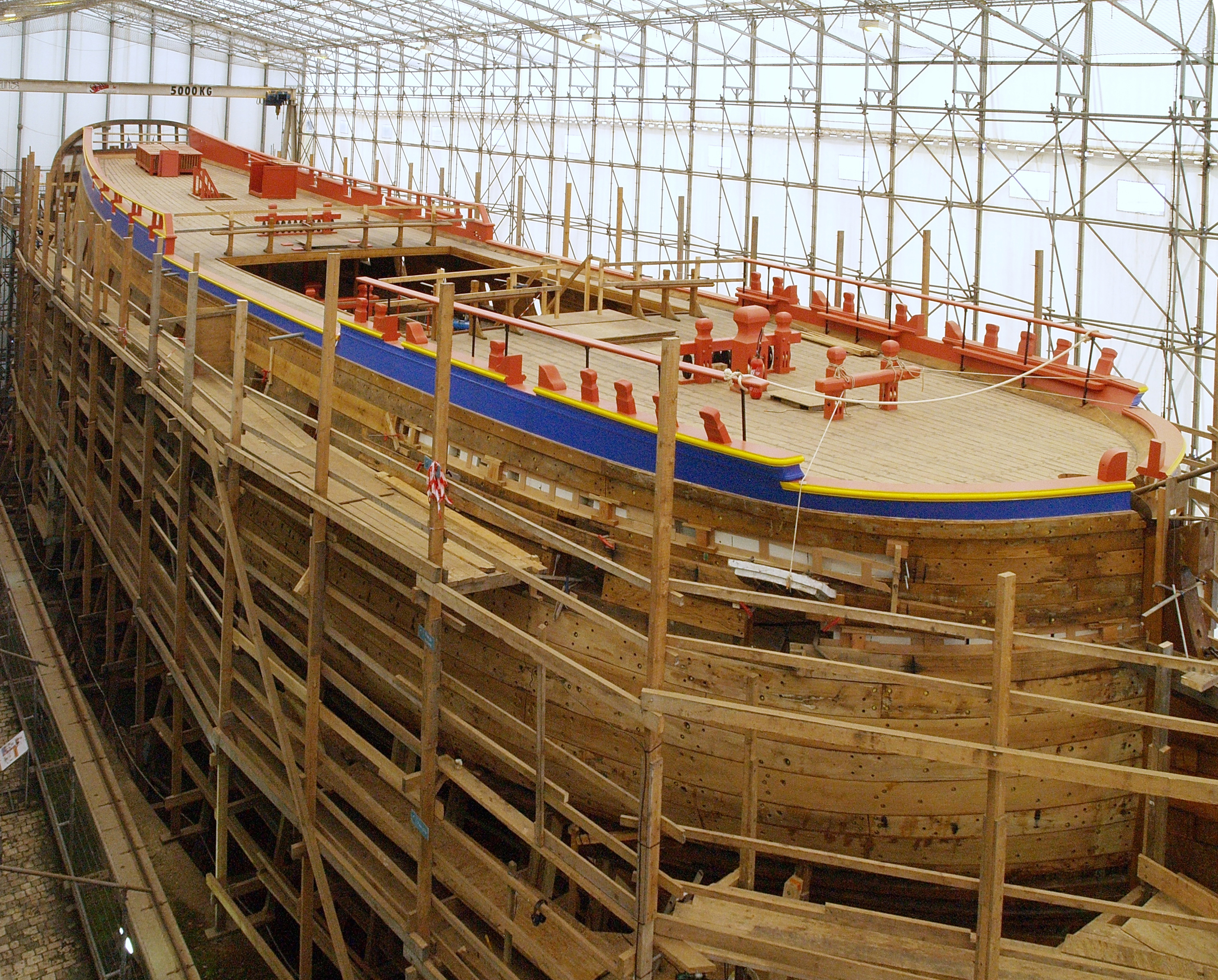
Chantier de reconstruction de L'Hermione.

Le roi Louis XVI convoque les États-Généraux, espérant trouver des réponses à la crise qui touche l'ensemble du royaume. Dans les différentes paroisses de la région, on s'attèle à la rédaction des cahiers de doléances. Loin d'être des réquisitoires contre l'autorité royale — le roi reste généralement populaire dans ces régions rurales — ces cahiers dénoncent les nombreux abus de l'administration et appellent à une réforme en profondeur d'institutions politiques archaïques.
À l'issue de ce processus sont désignés les représentants des différents bailliages aux États-Généraux qui s'ouvrent à Versailles le 5 mai 1789. Ceux-ci sont au nombre de quatre pour la ville et le gouvernement de La Rochelle, de huit pour le bailliage de Saintes et de quatre pour celui de Saint-Jean-d'Angély, (le nombre de représentants du tiers état est systématiquement le double de celui des autres ordres).

### Révolution

Carte du département de la Charente-Inférieure (1790)

Le bon déroulement des États-Généraux se heurte à la question du vote, dont personne n'a encore décidé s'il aurait lieu par ordre ou par tête. Après plusieurs semaines agitées est finalement mise sur pied l'Assemblée constituante, chargée de rédiger une nouvelle constitution pour le royaume. Le 22 décembre 1789, les membres de cette assemblée promulguent un décret créant une nouvelle division administrative pour le royaume, le département. Ainsi voit le jour le nouveau département de Saintonge-et-Aunis, rebaptisé Charente-Inférieure par le décret du 26 février 1790. Cette nouvelle entité territoriale doit son nom à sa situation, le cours inférieur du fleuve Charente constituant en quelque sorte son « épine dorsale ». Les anciennes juridictions sont abolies d'un trait de plume.

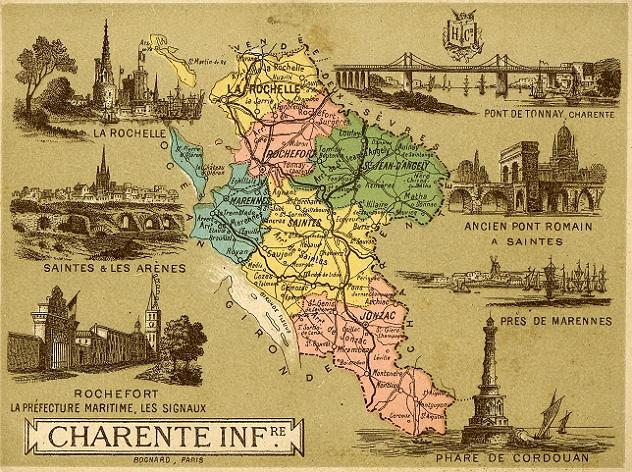
Carte de la Charente-Inférieure.

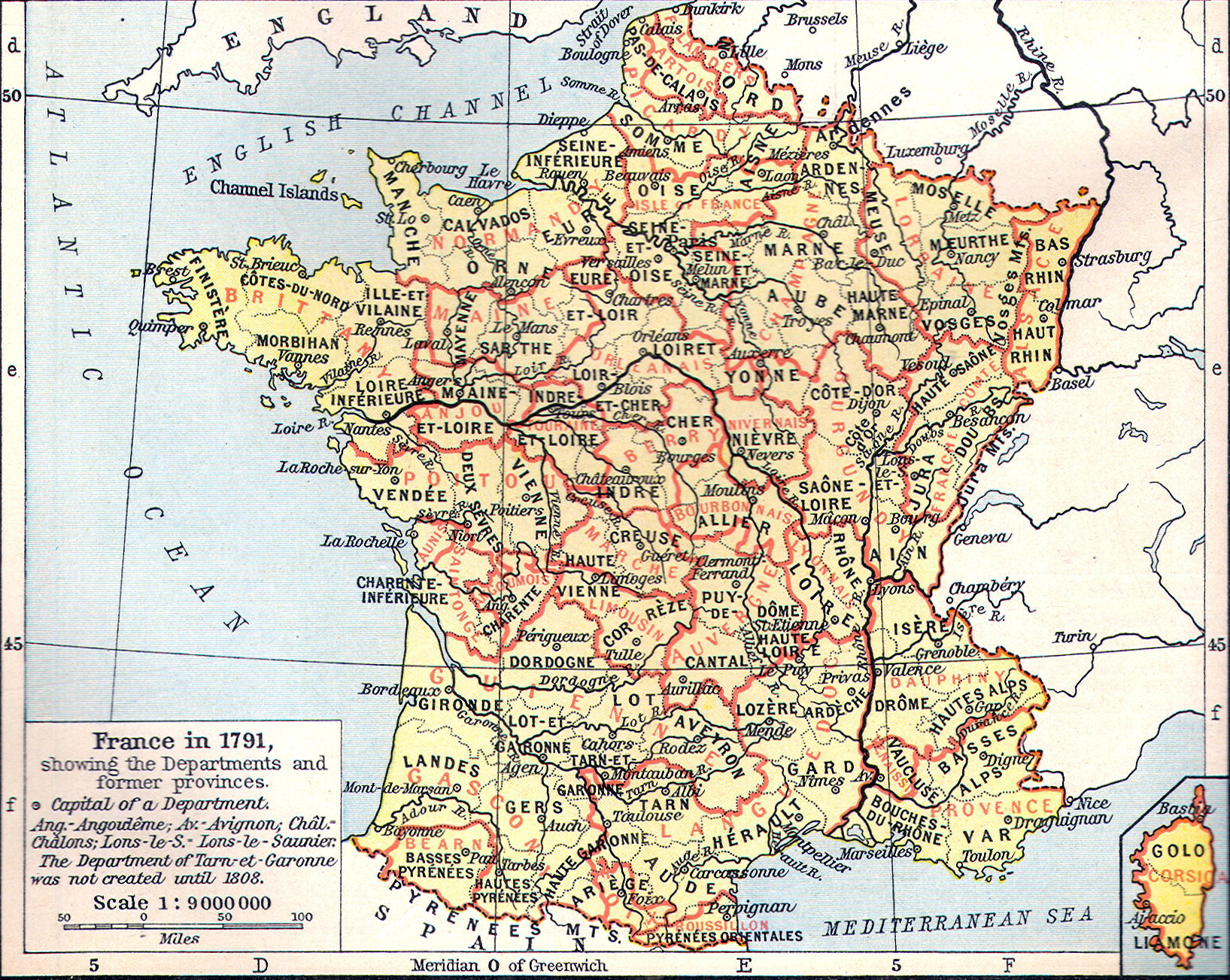
La Charente-Inférieure et les anciennes provinces d'Aunis, Saintonge et Poitou

De nombreux cahiers de doléances ont suggéré une simplification de ces structures administratives particulièrement complexes. C'est ainsi que jusqu'en 1789, la majeure partie de l'Aunis et de la Saintonge était incorporée à la Généralité de La Rochelle, elle-même subdivisée en six élections et douze subdélégations. L'administration judiciaire était particulièrement déroutante : ainsi relevait-on, pour ce qui est de la justice ordinaire, deux sénéchaussées (Saint-Jean-d'Angély et Saintes), desquelles dépendaient parfois des bailliages secondaires. La paroisse de Burie est quant à elle, rattachée au bailliage de Cognac, dépendant de la sénéchaussée d'Angoumois. Quant à l'Aunis, il est incorporé au gouvernement de la ville de La Rochelle, duquel dépendait également le bailliage de Rochefort. À un niveau supérieur se trouvaient les parlements, à la compétence judiciaire très étendue. L'Aunis dépendait du lointain parlement de Paris, tandis que la Saintonge était placée sous l'autorité du parlement de Bordeaux. La Charente marque la limite entre les pays de droit coutumier (au nord) et ceux de droit écrit. Enfin, il convient également de prendre en compte les juridictions exceptionnelles — tribunal de la connétablie, de l'amirauté, de l'officialité, de la monnaie — et les justices seigneuriales héritées du Moyen Âge.
La création du département est définitivement entérinée le 4 mars 1790. Cette nouvelle entité territoriale est formée peu ou prou sans respect pour les anciennes limites provinciales. L'Aunis — qui aurait souhaité former un département à part entière — est fusionné à la Saintonge, et quelques accommodements sont effectués : la région de Barbezieux, saintongeaise, est incorporée au département de la Charente tandis que le nouveau département reçoit la région poitevine d'Aulnay. Ce nouvel ensemble est divisé en sept districts (Saintes, Saint-Jean-d'Angély, La Rochelle, Pons, Marennes, Rochefort et Montlieu) lesquels seront convertis par la suite en six arrondissements (Saintes, Saint-Jean-d'Angély, La Rochelle, Rochefort, Marennes, Jonzac). Le choix du chef-lieu départemental est malaisé, La Rochelle, Saintes et Saint-Jean-d'Angély se disputant cet honneur. Durant plusieurs mois, le département est ainsi doté d'une « préfecture tournante » avant que la ville de Saintes ne soit finalement choisie.

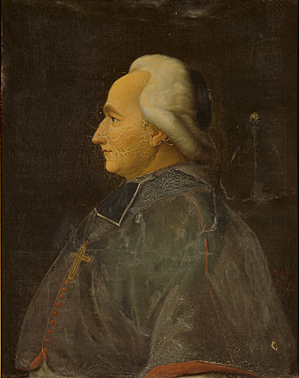
Pierre-Louis de La Rochefoucauld, évêque de Saintes, farouche opposant à la constitution civile du clergé.

L'ordre nouveau est — dans l'ensemble — bien accepté, et c'est avec enthousiasme que l'on prête le serment fédératif de fidélité « à la nation, à la loy et au roy » le 14 juillet 1790. Les festivités patriotiques cachent un profond mécontentement dans certaines communes rurales, dû à l'incompréhension des paysans quant à la subsistance de certains droits féodaux, théoriquement abolis depuis le 4 août 1789. Ainsi, la réforme fiscale de 1789 fait-elle que le cens — appelé localement terrage ou encore agrier — peut être « racheté » par les paysans, qui n'en ont toutefois pas toujours les moyens. Au mois d'avril, le vicaire de Saint-Thomas-de-Conac Jacques Roux — futur chef de la faction des enragés — est à l'origine de premiers troubles agraires. Au mois de septembre, un début d'agitation voit également le jour à Migron. Les autorités du district de Saint-Jean-d'Angély finissent par envoyer deux commissaires le 10 octobre, auxquels la population ne fait pas le meilleur accueil. La contestation gagne les villages environnants, décidant les autorités à frapper un grand coup. Le 22 octobre, l'un des meneurs de la contestation, un dénommé La Planche, est arrêté à Varaize. Il n'en faut pas plus pour mettre le feu aux poudres et déclencher un véritable soulèvement contre la maréchaussée qui, dans la panique, fait usage de ses armes. À l'issue de ses événements, le maire de la commune Latierce, tenu responsable des événements, est égorgé.
La loi sur la constitution civile du clergé est bientôt un autre facteur de division. Nombre d'ecclésiastiques, encouragés par les évêques de Saintes et de La Rochelle refusent de prêter serment à une constitution dont la rédaction n'est, par ailleurs, toujours pas achevée. Le 28 mars 1791, Isaac-Étienne Robinet est élu évêque constitutionnel de Saintes.
De 1791 à 1793, les 7 districts (La Rochelle, Rochefort, Saint-Jean-d'Angély, Saintes, Pons, Montlieu et Marennes) du département de la Charente-Inférieure fournirent 8 bataillons de volontaires nationaux et 1 compagnie.
Le déclenchement de la guerre contre l'Autriche et la Prusse, la proclamation solennelle de « la patrie en danger » entraînent un accroissement des pressions sur les prêtres réfractaires, déjà visés par un décret, et que l'on accuse de manquer de patriotisme. Le roi est déposé le 10 août. Trois jours plus tard, l'évêque « réfractaire » de Saintes, Pierre-Louis de La Rochefoucauld, est arrêté et incarcéré à la prison des Carmes. Il est victime des septembriseurs le 2 septembre 1792. Une partie du clergé de Charente-Inférieure, menacé de déportation, choisit l'émigration en Espagne, au Portugal, parfois même en Angleterre. Le 22 septembre, la toute nouvelle Convention nationale proclame officiellement la République.

### La Terreur

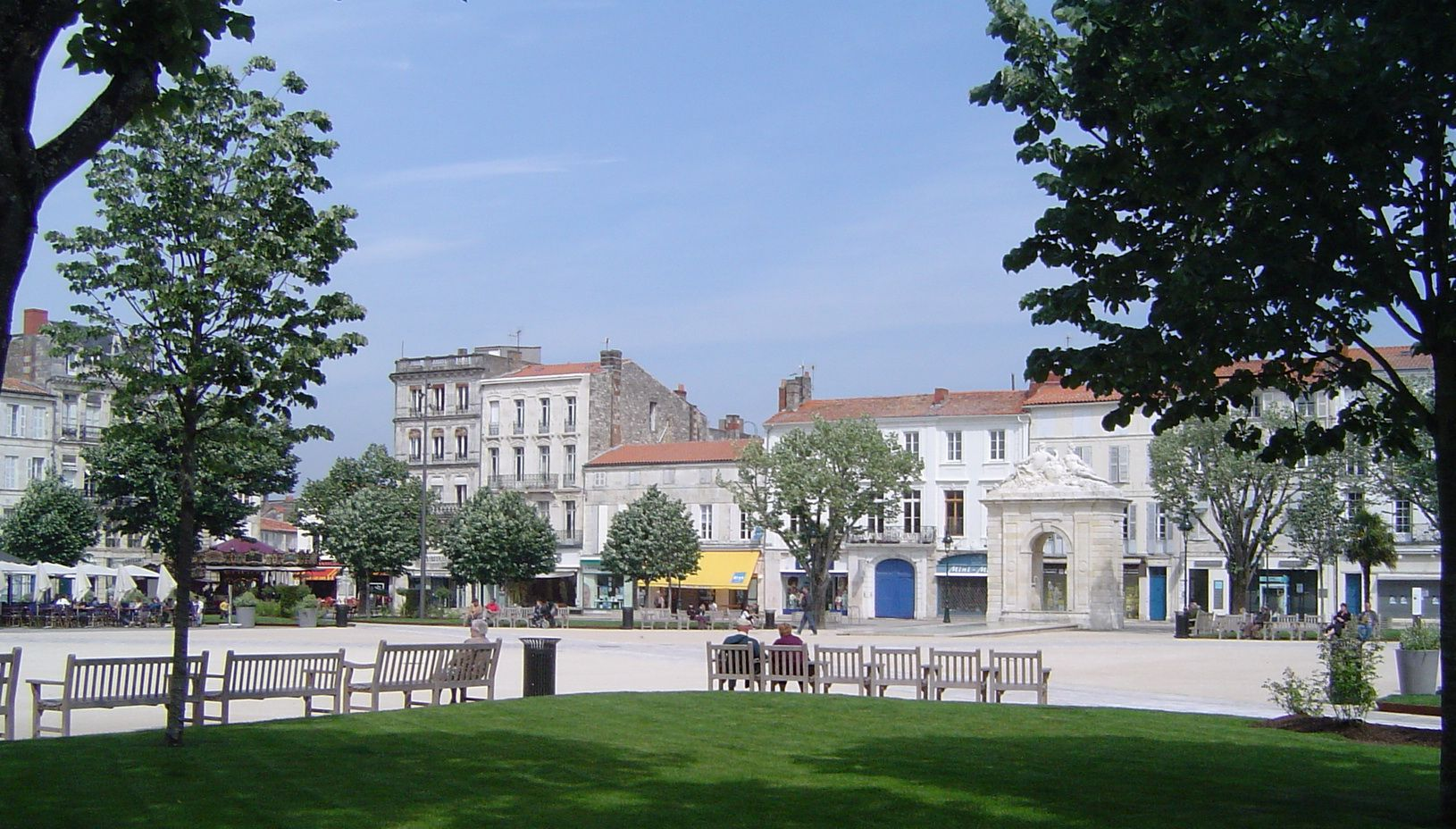
La place Colbert, à Rochefort, accueille la guillotine.

L'exécution du roi le 21 janvier 1793, marque le début de la radicalisation de la révolution, sous l'impulsion du parti de la Montagne, l'une des principales factions de la Convention avec la Gironde. L'épuration des Girondins ouvre la voie à la dictature de la Montagne, qui met en place le Comité de salut public et le Tribunal révolutionnaire. La Charente-Inférieure revêt dès lors une importance stratégique du fait de sa situation à proximité de la Vendée insurgée, mais aussi du fait de la chute de Toulon et de son arsenal : Rochefort devient dès lors le seul grand arsenal de la République.
Le tribunal révolutionnaire de Rochefort est créé le 3 novembre 1793 sur l'initiative de Joseph Lequinio et de Joseph François Laignelot, représentants du peuple envoyés par la Convention. Formé de trois juges, d'un accusateur public, d'un substitut et de douze jurés, sa juridiction s'étend à l'ensemble du département. Cette institution opaque, entièrement soumise à la volonté de ses créateurs, ne tarde pas à se rendre odieuse, certains membres de la cour n'hésitant pas à recourir au tribunal pour assouvir des vengeances personnelles. La guillotine est installée sur l'actuelle place Colbert.
À cela se joint une brève mais violente campagne de déchristianisation, qui touche tout autant les prêtres réfractaires que les prêtres constitutionnels. Lequinio et Laignelot, tous deux athées convaincus, organisent des tournées dans les différentes communes du département au cours desquelles les prêtres sont « encouragés » à brûler publiquement leurs lettres de prêtrise. Les curés de Romegoux, de Trizay, d'Aumagne, comptent parmi ceux qui, comme le rapportent les actes de la municipalité de Rochefort, « reconnaissent l'erreur du culte mensonger qu'ils ont prêché jusqu'à présent, et voulant entrer dans le sentier de la philosophie et de la saine doctrine, déclarent formellement renoncer au métier de prêtre (...) ». Quelques églises sont pillées, les autres transformées en « temples de la Raison », tandis que les communes portant un nom à consonance religieuse sont solennellement rebaptisées. Lequinio et Laignelot n'hésitent pas à donner de leur personne et à se livrer à de véritables prêches athées, se mettant en scène, en « apôtres de la Raison » ou en « pourfendeurs de la superstition ».

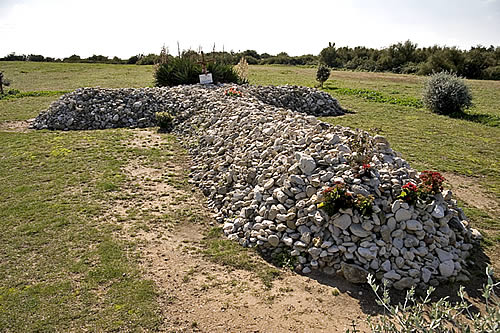
La croix de galets de l'île Madame est un mémorial rendant hommage aux prêtres morts sur les « pontons ».

Le 25 janvier 1794, un arrêté du comité de salut public ordonne le rassemblement des prêtres réfractaires de l'ensemble du pays. Ceux-ci sont principalement dirigés vers le port de Rochefort, d'où l'on prévoit de les déporter en Guyane, territoire où « l'agriculture manque de bras ». Mais le blocus des côtes par la marine britannique oblige à différer l'opération. D'abord incarcérés au couvent des Capucins ou à la prison Saint-Maurice, le flot continu de prisonniers en attente de déportation oblige les autorités à trouver de nouvelles solutions. Au printemps de cette même année, on entasse finalement des centaines d'ecclésiastiques sur un ancien navire négrier préalablement démâté, les « Deux-Associés » qui est rejoint quelques semaines plus tard par le « Washington » et l'« Indien ». Les trois navires sont conduits au large de Rochefort, au large de « l'île Citoyenne » (île Madame), de l'île d'Aix et de Port-des-Barques, dans l'attente de nouvelles consignes.
Les conditions de détention sur ces « pontons », particulièrement dures, entraînent épidémies et surmortalité. Le déclenchement d'une épidémie de typhus particulièrement virulente pousse l'équipage à jeter les corps par-dessus bord, mais la marée les entraîne jusqu'à Rochefort, faisant craindre pour la salubrité publique. Les plus malades sont alors débarqués sur l'île Citoyenne, où nombre d'entre eux décèdent. Il faut attendre le printemps 1795 pour qu'une partie des prisonniers soit libérée, les autres étant transférés à Brouage, Saint-Martin de Ré, au Château-d'Oléron puis à Saintes. Le Concordat de 1802 voit la libération des derniers prisonniers.
Dans les campagnes, la désorganisation de l'administration est propice au développement du brigandage. La région est ainsi marquée par la prolifération de bandes criminelles, dont les tristement célèbres « chauffeurs ».

## Époque contemporaine

### La Charente-Inférieure pendant le Premier Empire

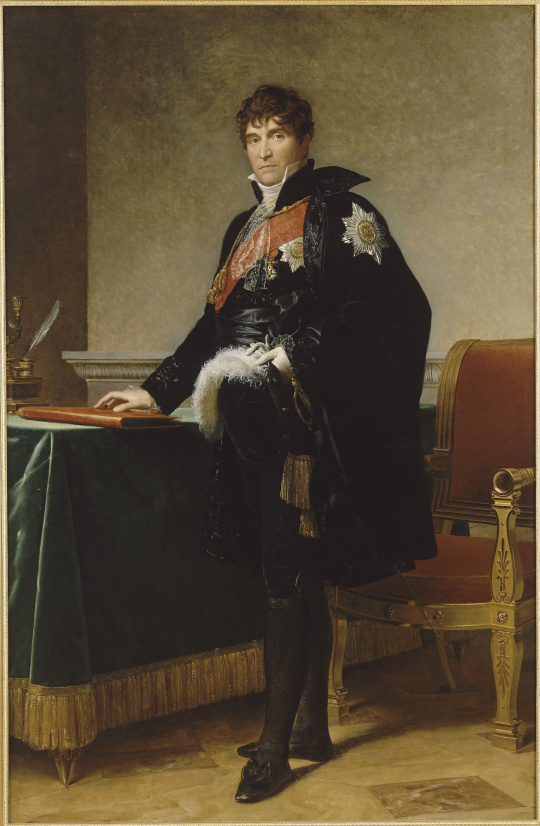
Michel Regnaud de Saint-Jean d'Angély, conseiller impérial, ministre d'état, comte d'Empire, membre de l'Académie française.

Quelques années après le coup d'État de Napoléon Bonaparte, le département plébiscite l'établissement de l'Empire par 23 244 voix pour, et 25 contre. Le 2 décembre 1804, la majorité des cadres du département assiste à la cérémonie du sacre impérial. La délégation de Charente-Inférieure comprend ainsi le préfet du département Ferdinand Guillemardet, l'ensemble des sous-préfets (à l'exception de celui de Marennes), le commandant de la garde nationale Pierre-André Barbot de La Trésorière, le maire de La Rochelle Paul Garreau, les présidents des collèges électoraux d'arrondissement de Saintes, Rochefort et Saint-Jean d'Angély et plusieurs présidents de canton. Certains anciens révolutionnaires reconvertis entament une carrière dans l'entourage de l'empereur, tel Michel Regnaud de Saint-Jean d'Angély qui devient conseiller et ministre d'état, puis comte d'Empire en 1808.
Cette même année, l'empereur entame une visite dans le département, passe quelques heures à Saintes (4 août) ; il part ensuite inspecter les fortifications du littoral, dont il pressent la vulnérabilité. C'est ainsi que depuis 1804 ont débuté les travaux de consolidation du banc de sable de la « longe de Boyard » en vue d'édifier un fort ; projet qui ne peut aboutir du fait de la menace que font peser les navires britanniques croisant au large.
Cette menace se concrétise au soir du 11 avril 1809, lorsqu'une escadre de navires britanniques placée sous la direction des amiraux James Gambier et Thomas Cochrane lance une offensive contre deux divisions navales françaises rassemblées en rade de l'île d'Aix. L'utilisation de brûlots par les Britanniques désorganise totalement la défense française : la bataille de l'île d'Aix s'achève par la perte de la quasi-totalité de la flotte, qu'elle ait été capturée par l'ennemi (L'Aquilon, la Ville-de-Varsovie), détruite (Le Calcutta) ou encore incendiée par son propre commandant (Le Tonnerre). Parmi les principaux protagonistes de cette bataille navale de plus de cinq heures, le commandant Lucas, à la tête du Régulus, s'illustre par une farouche résistance.
À cette mise en déroute de la flotte française, répond la volonté accrue de l'empereur d'organiser une « ceinture de feu », pour protéger les côtes d'une nouvelle incursion ennemie. Le fort de Fouras et le fort de la Rade sont modernisés, tandis que l'île d'Aix voit s'élever le fort Liédot et le Corps de Garde de Coudepont. Enfin, pour compléter ce dispositif défensif visant à protéger l'arsenal de Rochefort, on élève le fort Énet sur un îlot rocheux au large de Fouras.

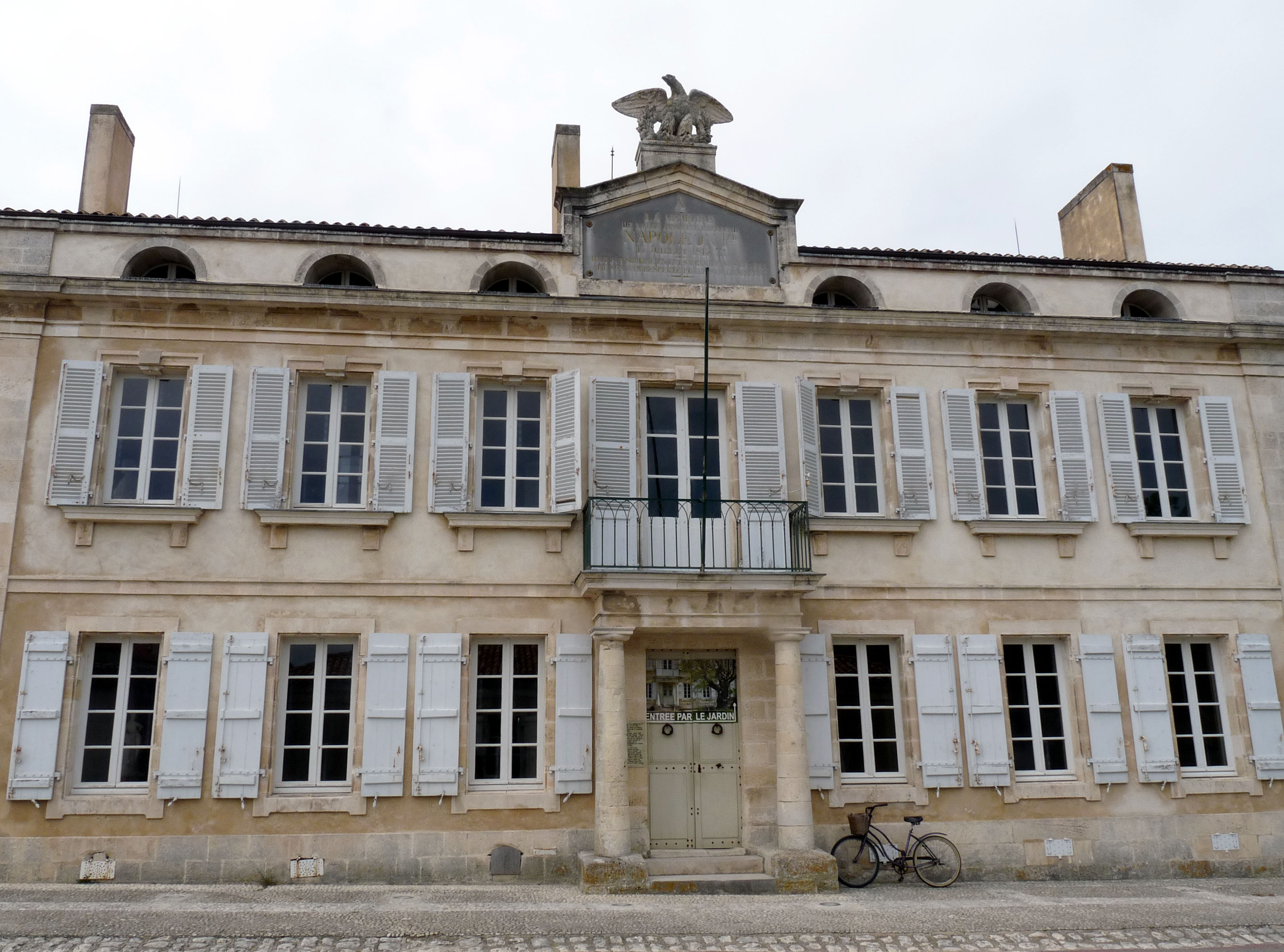
La maison de l'empereur, sur l'île d'Aix, actuel musée napoléonien.

Le 19 mai 1810, l'empereur choisit la ville de La Rochelle pour remplacer Saintes en tant que préfecture, le transfert du siège s'effectuant le 1er juillet de cette même année.
En 1814, l'armée britannique, remontant d'Espagne, se rend maîtresse de Bordeaux, puis déferle sur la Saintonge. La situation n'est pas moins critique sur mer. Harcelé par la marine ennemie, le capitaine du navire Le Régulus — navire rescapé de l'attaque de 1809 — doit se résoudre à incendier le bâtiment au large de Meschers afin d'éviter de le voir tomber aux mains ennemies. La première abdication de l'empereur arrête la marche des Anglais à Cozes.
Contraint à l'exil après l'effondrement total de l'Empire un an plus tard, Napoléon rejoint Fouras, d'où il embarque pour l'île d'Aix. Ayant choisi de se mettre sous la protection de ses anciens ennemis, il pense pouvoir rejoindre les États-Unis, mais il est finalement déporté sur l'île Sainte-Hélène.

### La Charente-Inférieure pendant la Restauration

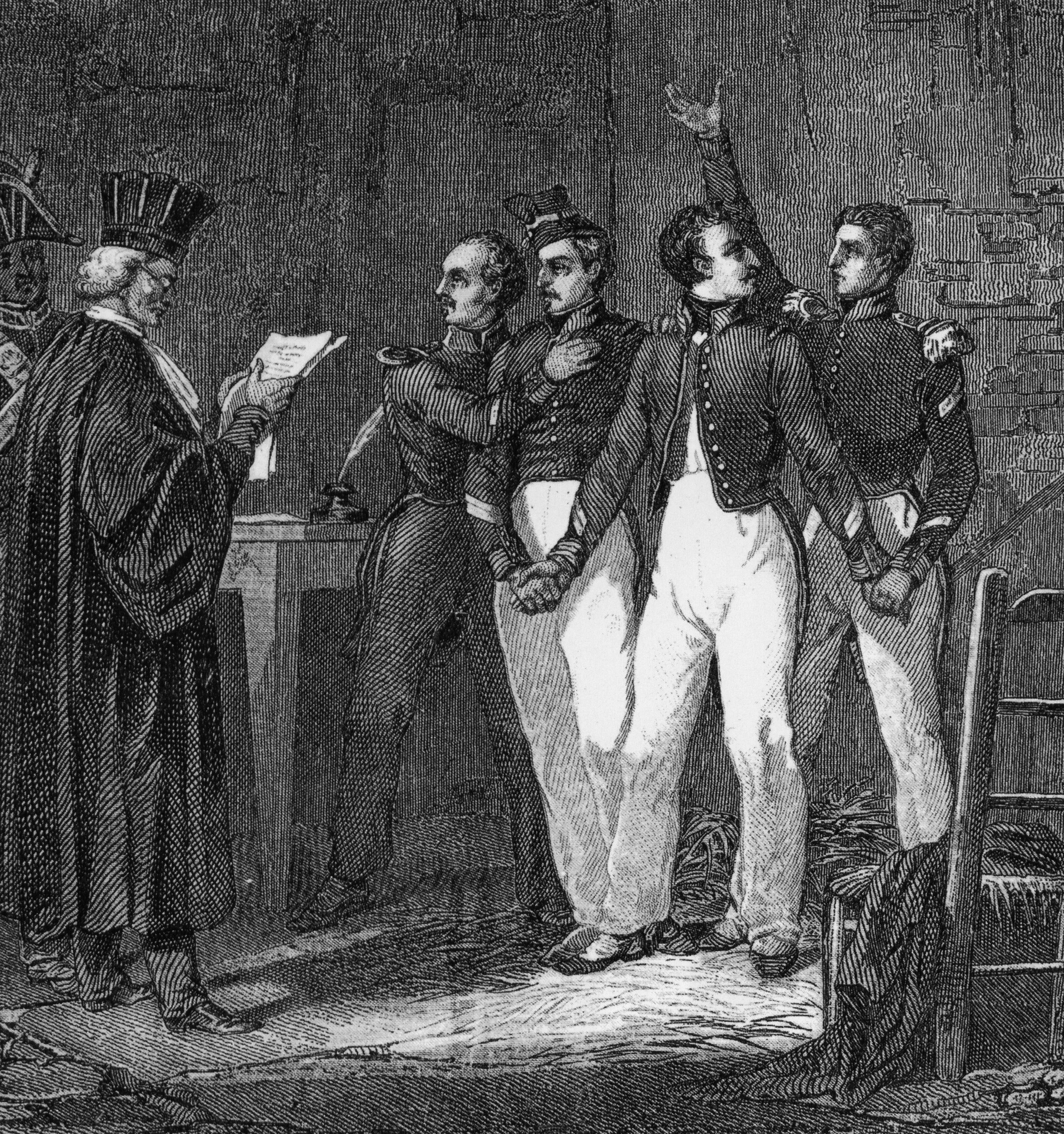
Les quatre sergents de La Rochelle peu avant leur exécution place de Grève à Paris.

La Restauration est vécue dans une relative indifférence par les habitants du département en dépit du retour à la paix qui favorise un accroissement de la population, en particulier dans les communes rurales. L'administration ordonne la mise en œuvre d'une politique de grands travaux, parmi lesquels l'assainissement des marais de Brouage. Si les marais ont longtemps été la principale source de revenus de la région, le manque d'entretien les a peu à peu transformés en zones insalubres où le paludisme fait des ravages. Ce chantier d'importance est confié au nouveau sous-préfet de Marennes Charles-Esprit Le Terme, lequel fait creuser plusieurs canaux, bâtir des écluses et des digues. En 1826, ce dernier peut rendre public son « Règlement général et notice sur les marais de l'arrondissement de Marennes ».
Les principales villes connaissent un renouveau de la vie culturelle marqué notamment par la création de la Société philharmonique de La Rochelle (1815) suivie quelques années plus tard par la fondation de la Société des sciences naturelles (1835) et la Société de médecine (1850), de même que la Société de géographie de Rochefort et la Société des archives historiques de Saintes. En 1833, la promulgation de la loi Guizot entraîne la création de nombreuses écoles communales, contribuant à faire passer le taux d'illettrés de 53,7 % en 1832 à 2,4 % en 1901.
D'une manière générale, l'agitation politique demeure relativement confidentielle, se limitant à quelques manifestations épisodiques. Le complot des quatre sergents de La Rochelle (1822) prend une importance nationale, témoignant du développement croissant de sociétés secrètes — les carbonari — opposées à la politique du roi Louis XVIII.

### La Charente-Inférieure pendant la Monarchie de Juillet
L'avènement du roi Louis-Philippe Ier, à la suite des « Trois Glorieuses », a peu de répercussions au niveau local. Le règne du nouveau souverain est néanmoins marqué par une crise économique qui frappe durement la région, culminant avec les émeutes frumentaires de 1839 à La Rochelle et à Marans. Cette même année, Jules Dufaure — député de Saintes depuis 1834 — est nommé ministre des Travaux publics et le comte Tanneguy Duchâtel — député de Charente-Inférieure depuis 1833 — est nommé au ministère de l'Intérieur, poste qu'il occupera jusqu'à la révolution de 1848.

### La Charente-Inférieure pendant la Deuxième République
Les évènements parisiens sont globalement assez bien acceptés dans le département. Le 4 juin 1848, Louis-Napoléon Bonaparte est élu triomphalement député de la Charente-Inférieure. Quelques mois plus tard, il devient président de la République, avant de se proclamer empereur des Français à la suite du coup d'État du 2 décembre 1851.

### La Charente-Inférieure pendant le Second Empire

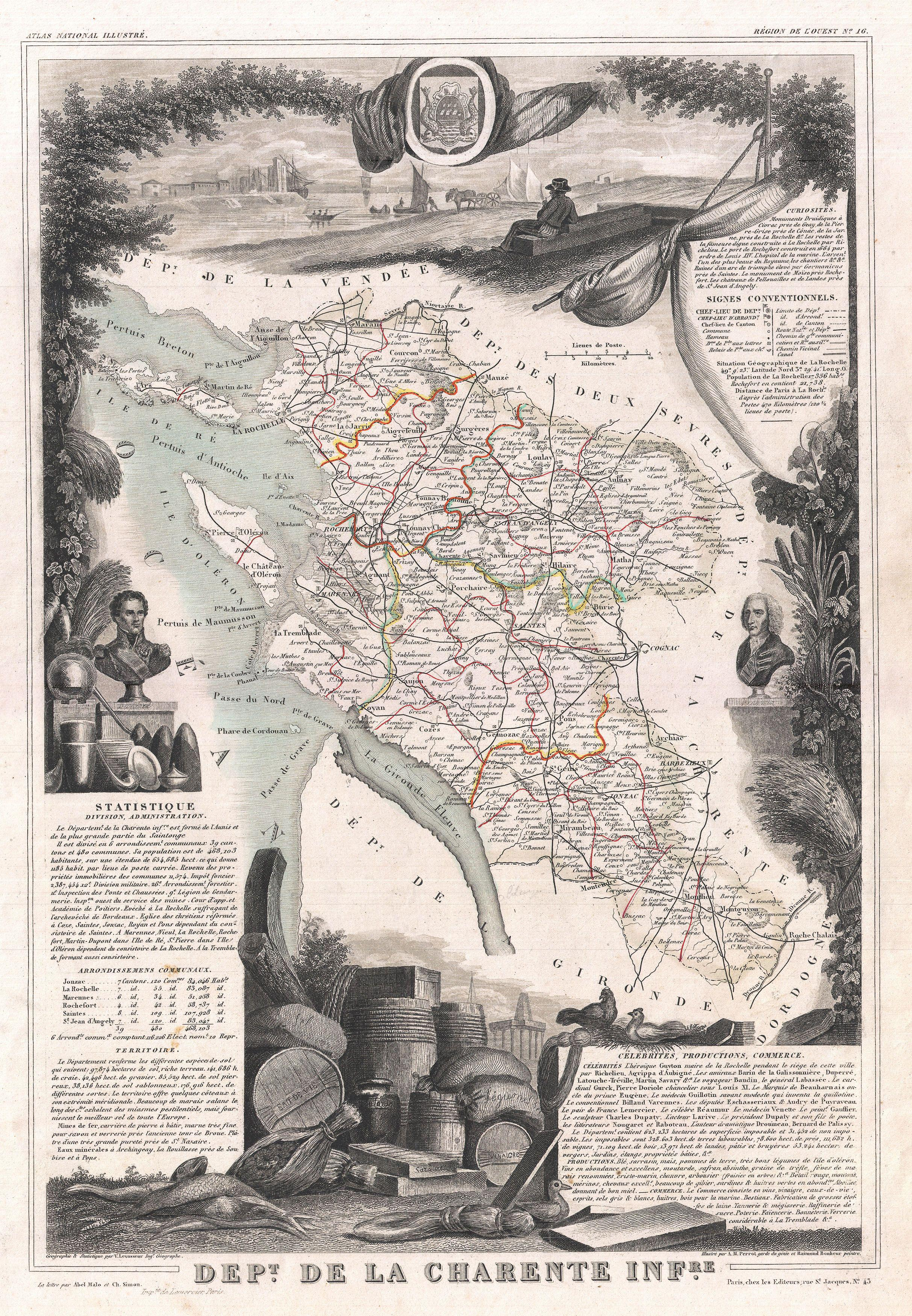
Le département de la Charente-Inférieure, en 1852

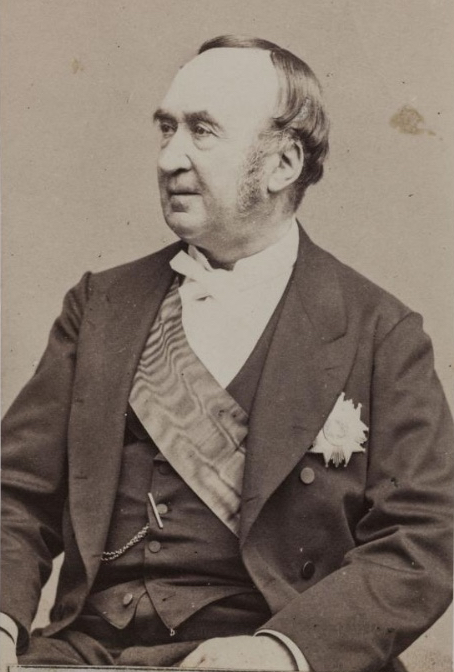
Prosper de Chasseloup-Laubat, député de l'arrondissement de Marennes, ministre de la marine et des colonies.

Les valeurs conservatrices prônées par le nouveau chef de l'État, l'attention particulière apportée par ce dernier au développement de l'agriculture assurent la popularité du régime. D'un point de vue économique, le département reste en périphérie d'un développement industriel touchant avant tout les régions septentrionales ; céréaliculture et surtout viticulture connaissent un véritable essor. Le Second Empire peut être vu comme l'âge d'or de la production d'eau-de-vie de Cognac. Apparaît alors la formation d'une opulente « bourgeoisie du bouchon ». L'exportation du Cognac vers les îles Britanniques est facilitée par la signature d'un traité commercial en 1860, entraînant l'accroissement du vignoble départemental, lequel passe de 111 000 hectares en 1839 à 164 651 hectares en 1876.
Le département entre également, dans la « Révolution des transports », par le développement du chemin de fer, dont la première ligne (Rochefort-La Rochelle-Poitiers) est inaugurée en septembre 1857. Une décennie plus tard, la voie ferrée reliant Rochefort à Angoulême via Saintes est mise en service. La Compagnie des Charentes est créée en 1867, et installe son siège et de vastes ateliers ferroviaires à Saintes qui devient rapidement le centre d'une étoile ferroviaire en Charente-Inférieure.
Le 24 novembre 1860, Prosper de Chasseloup-Laubat, député du cinquième collège de Charente-Inférieure (Marennes) devient ministre de la Marine et des Colonies, puis président du Conseil d'État.

### La Charente-Inférieure pendant la Troisième République (1870-1940)

#### La lente installation de l'idée républicaine
Bien que l'on relève l'élection d'un premier (et unique) député républicain en 1865, le département reste longtemps acquis à la cause bonapartiste, même une fois la déchéance de l'empereur prononcée. En 1876, les élections sénatoriales sont remportées par le parti bonapartiste. La Charente-Inférieure est alors l'un des trois principaux départements bonapartistes de France, ce qui lui vaut le surnom de « Corse intérieure ». La grande figure à l'origine de cette réputation est celle du baron Eugène Eschassériaux qui, jusqu'à sa retraite de la scène politique en 1893, domine le camp bonapartiste et, plus largement, conservateur de la Charente-Inférieure.
Les élections du 20 février 1876 donnent deux députés républicains à la Charente-Inférieure. Le Charentais Jules Dufaure, vice-président du Conseil et ministre de la Justice de 1871 à 1873, et de nouveau à la Justice depuis mars 1875, est élu à Marennes ; l'avocat Paul Louis Gabriel Bethmont est réélu à Rochefort. Jules Dufaure, proche du Centre Gauche, devient le chef du gouvernement en mars 1876 et le premier à porter le titre de président du conseil sous la IIIe République. Bethmont est ensuite élu vice-président de la Chambre et préside le groupe du Centre Gauche. En août 1876, Jules Dufaure est élu sénateur inamovible ; dans l'élection partielle de Marennes qui suit en novembre 1876, il est remplacé par Frédéric Mestreau, un des chefs du parti républicain local, et membre de la Gauche républicaine. Bethmont et Mestreau font partie des 363 députés républicains qui se présentent, après les événements du 16 mai, aux élections d'octobre 1877. Quant à Jules Dufaure, il préside le gouvernement d'apaisement, soutenu par les partis républicains, qui dirige le pays de décembre 1877 à janvier 1879.

Jules Dufaure, député de Saintes puis de Marennes, ministre de la Justice, président du Conseil.

L'année 1872 voit l'apparition d'un parasite, appelé à causer de grands ravages dans la région : le phylloxéra. Celui-ci ne tarde pas à décimer l'ensemble du vignoble charentais, d'abord celui de la Saintonge en 1875, puis celui de l'Aunis l'année suivante, entraînant la ruine de nombreux viticulteurs. De 7 millions d'hectolitres en 1872, on n'en relève plus que 70 000 en 1880<. À la fin du siècle, le vignoble est peu à peu reconstitué en Saintonge tandis que l'Aunis s'en détourne définitivement orientant son économie agricole vers l'élevage laitier et la fabrication de produits laitiers, en particulier le beurre. C'est en effet sous l'impulsion d'Eugène Biraud, un «éleveur moderniste», qui crée la première laiterie coopérative de France le 13 janvier 1888, dans les environs immédiats de Surgères, que naît le mouvement coopératif laitier dans les Charentes. Les premières laiteries coopératives voient le jour en Aunis à la fin de la décennie 1880-1890, puis se multiplient rapidement dans tous les départements du Centre-Ouest de la France, dès la décennie suivante.
Sur le littoral, la mode des bains de mer et de l'hydrothérapie transforme de petits centres en véritables stations balnéaires (Fouras, Châtelaillon suivent l'exemple donné par Royan). L'arrivée du chemin de fer à Royan en 1875 ne tarde pas à conforter la ville et ses stations satellites (Pontaillac, Saint-Georges-de-Didonne, Le Bureau-les-Bains) dans sa position de « station du Tout-Bordeaux ». Lorsque l'éditeur parisien Georges Charpentier décide d'acquérir une villa à Royan en 1885, de nombreuses personnalités du monde des arts choisissent de lui emboîter le pas. La ville accueille ainsi des grands noms de la littérature (Émile Zola, Alphonse Daudet, ou de la musique (Camille Saint-Saëns, Jules Massenet)). Pour la haute société qui s'étourdit en fêtes et en mondanités, ces années sont celles d'une « Belle Époque » appelée à s'achever avec le déclenchement de la Première Guerre mondiale.
La rivalité entre les différentes stations conduit à toujours plus d'aménagements : casinos, salles de bals, villas balnéaires, immeubles et hôtels modernes fleurissent un peu partout. Le vaste casino de Châtelaillon est construit en 1893 : malgré ses dimensions, il est supplanté trois ans plus tard par le nouveau casino de Royan, qui est alors et jusqu'à sa destruction en 1945 le plus important de France. Sur l'île d'Oléron, le village de Saint-Trojan (devenu officiellement Saint-Trojan-les-Bains en 1898) mise sur les vertus curatives que l'on prête à l'air marin (en particulier dans le traitement de maladies respiratoires comme la tuberculose). En 1896, le président de la République Félix Faure inaugure en personne le « preventorium », un établissement médical de pointe spécialisé dans le traitement de ces pathologies.
Le 18 janvier 1895, à La Rochelle, une foule hostile accueille sous les huées un homme qui déchaîne les passions et divise le pays. Alfred Dreyfus est transféré au pénitencier de Saint-Martin-de-Ré où il reste incarcéré jusqu'au 21 février 1895, date de sa déportation vers les îles du Salut.

#### La Belle Époque: la domination radicale

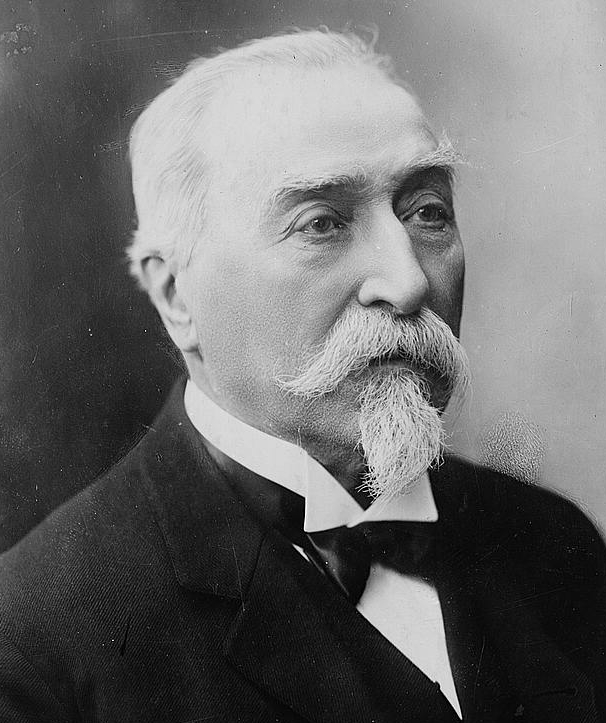
Émile Combes, sénateur-maire de Pons, président du Conseil de 1902 à 1905.

Le début du XXe siècle est sur le littoral une période d'opulence. La situation apparaît comme plus contrastée dans nombre de villages de l'intérieur du département, parfois encore dépourvus de tout confort moderne, et qui conservent le plus souvent une vocation agricole.
Les élections de 1898 et de 1902 consacrent la victoire des radicaux. Le 3 juin 1902, le sénateur-maire de Pons Émile Combes succède à un Pierre Waldeck-Rousseau affaibli par la maladie au poste de président du Conseil.
Farouchement républicain, anticlérical militant mais déiste, Émile Combes dépose à la chambre des députés un projet de loi visant à l'abrogation du Concordat ; il mène une guerre d'usure contre les congrégations religieuses, auxquelles il conteste le droit d'enseigner et prépare la loi de séparation des Églises et de l'État, qui est finalement promulguée par son successeur Maurice Rouvier le 5 décembre 1905.
La faiblesse de la pratique religieuse explique en grande partie la faiblesse des réactions des populations tant aux mesures anticongréganistes qu'à l'inventaire des biens de l'église, sinon dans de très rares cas: les maires de Saint-Seurin-d'Uzet, d'Ozillac et de Montendre sont suspendus à cause de leur attitude en 1904; en 1906, lors des inventaires, si les violences sont rares, l'opération échoue à la première tentative dans une cinquantaine de localités.
Cette période voit également l'inauguration en grande pompe d'un réseau de chemin de fer sur l'île d'Oléron (lequel n'est plus en activité de nos jours). La cérémonie a lieu le dimanche 24 avril 1904, en présence du président du Conseil Émile Combes.
Quelques années plus tard, le 14 août 1910, l'une des plus importantes catastrophes ferroviaires de l'histoire du département se produit en gare de Saujon. Un train de voyageurs assurant la liaison Bordeaux-Royan percute de plein fouet un train de marchandise malencontreusement stationné à l'intersection de deux voies. Le bilan est particulièrement lourd : 38 morts et 80 blessés sont à déplorer.

#### Une Grande Guerre vue de loin
Le 1er août 1914, aux alentours de 16 heures, les cloches des églises sonnent le tocsin dans l'ensemble des communes du département. Aux habitants rassemblés, les maires lisent le décret de mobilisation générale, à compter du lendemain : « Par décret du président de la République, la mobilisation des armées de terre et de mer est ordonnée, ainsi que la réquisition des animaux, véhicules et harnais nécessaires au complément de ces armées (...) ».
Des manifestations patriotiques, des défilés et des fanfares précèdent le départ de ceux que l'on appelle sous les drapeaux. Ces soldats improvisés sont envoyés dans le Nord-Est du pays où, dès le mois de septembre, les Allemands ont pris l'avantage avant d'être stoppés par la première bataille de la Marne, prélude à une terrible guerre d'usure dans les tranchées où nombre d'appelés connaissent un destin tragique.

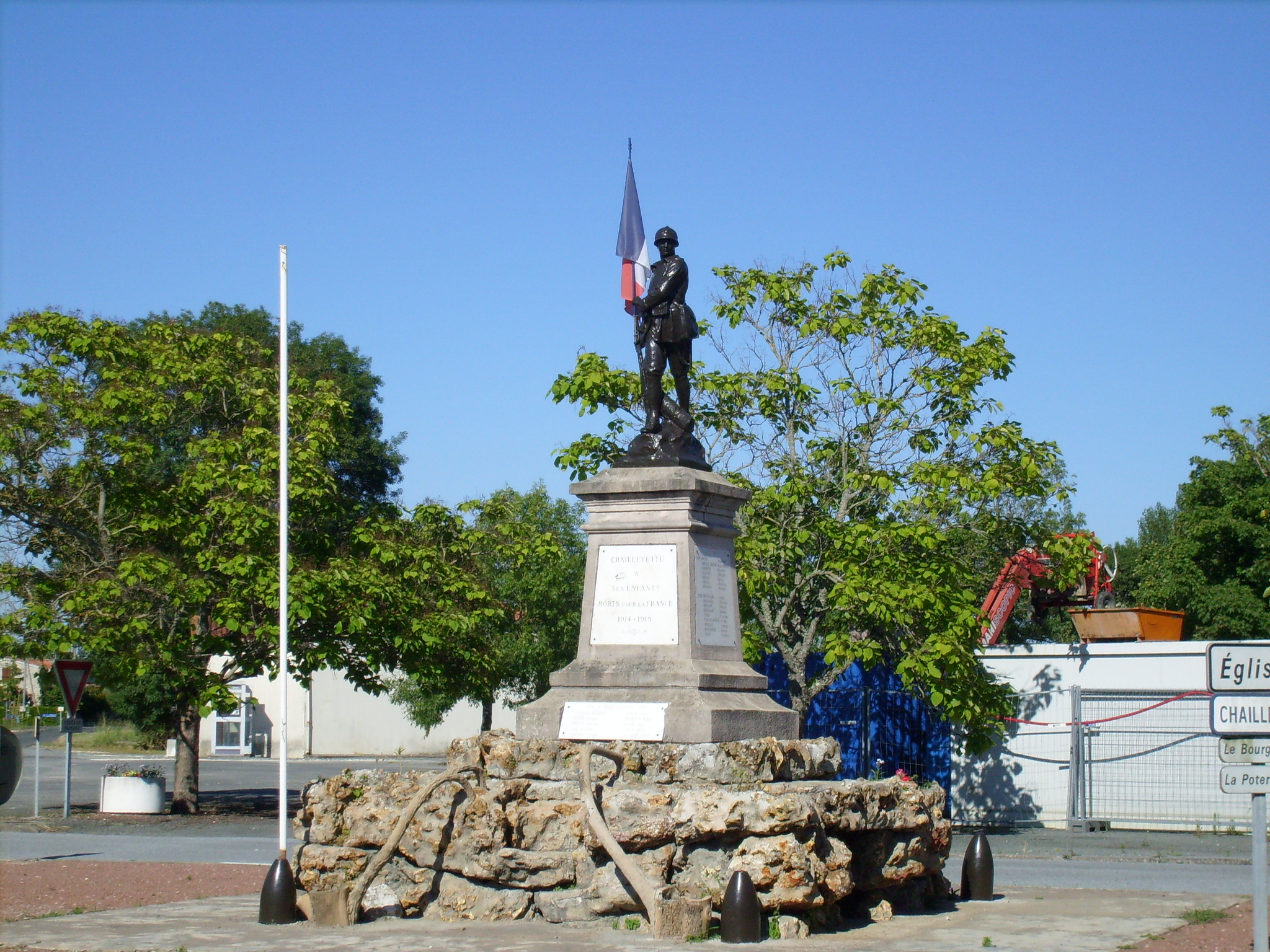
Monument aux morts de Chaillevette.

En Charente-Inférieure comme dans l'ensemble des départements français, les usines sont reconverties pour l'effort de guerre. Les hommes jeunes sont partis combattre, on fait donc appel, dans un premier temps, aux retraités, aux réformés, aux blessés de guerre rentrés du front et surtout aux femmes pour assurer la production. Dans un second temps, les prisonniers de guerre sont également mis à contribution, tandis que l'on fait de plus en plus appel à la main d'œuvre coloniale et étrangère.
Lors de l'entrée en guerre des États-Unis en 1917, des infrastructures nouvelles sont mises en place ou projetées : à Saint-Trojan-les-Bains est édifiée une base d'aviation navale comprenant des cales de mise à l'eau, des hangars à hydravions (pouvant contenir jusqu'à 24 appareils) et des baraquements. Les premiers contingents américains prennent leurs quartiers le 9 novembre 1917, les travaux ne s'achèvent que durant l'été 1918. À La Rochelle, le port de La Pallice est utilisé par les forces américaines pour acheminer armes et matériel militaire, lequel arrive en pièces détachées et, est remonté dans des ateliers installés dans la nouvelle gare de la ville. En juillet 1917, le site de Talmont est choisi pour abriter un grand port en eau profonde destiné au transbordement de troupes et de matériel militaire. Les travaux démarrèrent sous la direction de 6 000 hommes du génie militaire américain appuyés de 1 500 prisonniers de guerre : des pans entiers de falaises sont dynamités, une voie ferrée est construite. L'armistice du 11 novembre 1918 met néanmoins un terme aux travaux avant que ceux-ci ne soient achevés.
Le 25 octobre 1919, une loi accorde des subventions aux municipalités, afin qu'elles puissent ériger des monuments aux morts honorant les combattants tués lors du conflit.

#### Entre-deux-guerres
Au lendemain du conflit, le département est fragilisé, d'un point de vue économique et démographique. Alors que l'on relevait encore 451 044 habitants en 1911, on n'en compte plus que 418 310 en 1921. Aux traumatismes physiques de ceux qui rentrent du front (mutilés de guerre, victimes des gaz notamment), il convient d'ajouter les nombreux traumatismes psychologiques. Une commune comme Coux (canton de Montendre) illustre tragiquement les pertes dues au premier conflit mondial. Sur une population avoisinant les 570 habitants en 1914, on ne recense pas moins de 27 victimes.
Ces coupes claires dans les tranches d'âges parmi les plus jeunes et les plus dynamiques, accentuent encore le phénomène de vieillissement de la population, amorcé bien avant le conflit. D'autres malheurs viennent s'ajouter à une situation déjà critique, parmi lesquels l'épizootie qui touche les bassins ostréicoles en 1920, décimant la plupart des naissains d'huîtres plates.
Après l'échec des politiques économiques du Bloc national (1919-1924) puis du Cartel des gauches (1924-1926), le président Gaston Doumergue demande à Raymond Poincaré de former un gouvernement d'union nationale (22 juillet 1926). Désireux de redresser une économie moribonde, le gouvernement réforme une organisation territoriale jugée trop coûteuse. Dans le département, les arrondissements de Saint-Jean-d'Angély et de Marennes sont supprimés, portant un rude coup au développement de ces agglomérations. L'armée n'échappe pas aux restrictions budgétaires : en 1927, la Marine doit se résoudre à se séparer de l'un de ses fleurons, l'arsenal de Rochefort dont la fermeture fut longtemps retardée, notamment grâce à l'action persévérante de Pierre Loti.

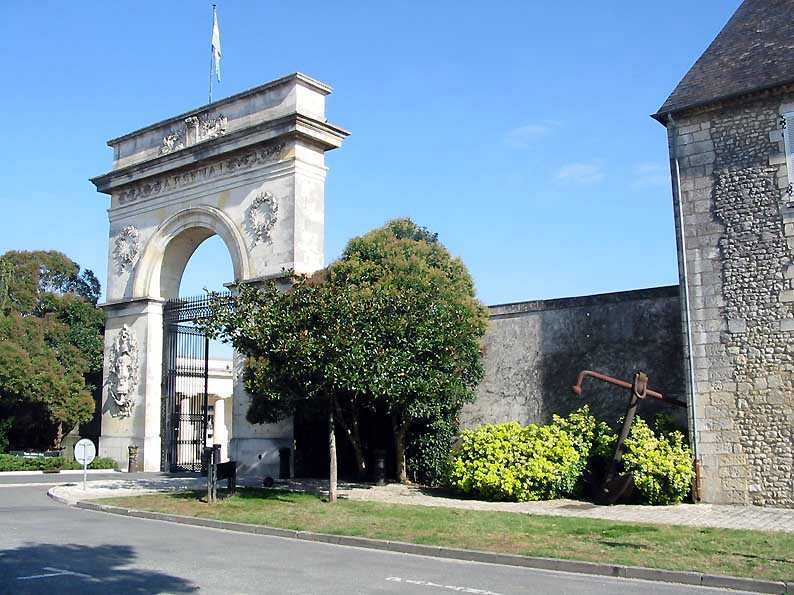
La porte du soleil, principal accès à l'ancien arsenal maritime de Rochefort.

L'économie locale reprend une certaine vigueur, notamment le commerce maritime (construction du môle d'escale du port de La Pallice, destiné à l'accueil des navires de fort tonnage à partir de 1930). Ateliers et dépôts de chemins de fer de Saintes vivent leurs plus belles heures. Sur le littoral, les stations balnéaires ont retrouvé de leur éclat, et sont de nouveau fréquentées par les célébrités du temps : Royan est ainsi le lieu de villégiature du couple Sacha Guitry - Yvonne Printemps ou du photographe Jacques-Henri Lartigue. En 1930, cette ville est choisie par le cinéaste Émile Couzinet pour abriter des studios de cinéma, les « Studios Royan-Côte de Beauté ». Arrive la crise économique. Démarrée en 1929, elle atteint la France en 1931, et met un frein à cette période de frivolité baptisée « Années folles ».
D'un point de vue artistique, la période de l'entre-deux-guerres est marquée par la création de « l'école rochelaise » qui regroupe des peintres comme Gabriel Charlopeau, Pierre Langlade, Gaston Balande ou Louis Suire. Ce dernier est également à l'origine d'A la rose des Vents, une maison d'éditions spécialisée dans les travaux bibliophiliques. Les lettres charentaises sont alors illustrées par plusieurs auteurs : l'essayiste Hector Talvart, chargé notamment de rédiger « la Semaine bibliographique analytique et critique » dans l’hebdomadaire Les Nouvelles littéraires, artistiques et scientifiques, le poète Philippe Chabaneix ou encore le romancier-essayiste Pierre-Henri Simon. L'érudition régionale est aussi représentée par les premiers travaux de Jean Torlais.
Politiquement, le département reste acquis aux radicaux-socialistes (42 % aux élections de 1936) tandis que la SFIO passe de 9 % aux élections de 1928 à 24 % en 1936. À l'exemple de ce qui a lieu dans nombre de villes industrielles françaises, de grandes grèves succèdent à la victoire du Front populaire (création du cabinet dirigé par Léon Blum le 4 juin 1936). Des occupations d'usines ont lieu à Rochefort, Saintes, La Rochelle ou Tonnay-Charente.

### Seconde Guerre mondiale

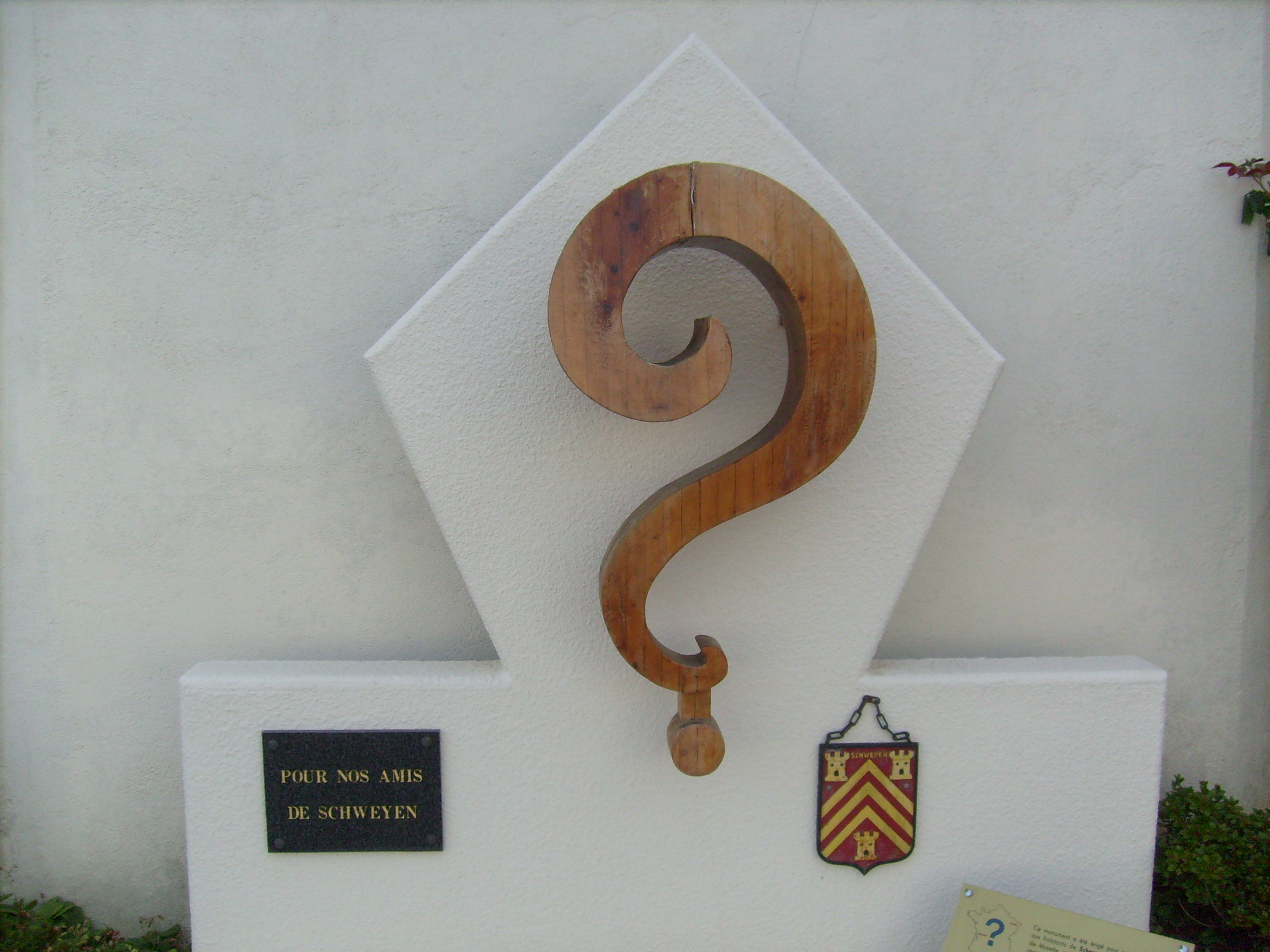
Monument aux déplacés de Schweyen à Saint-Sorlin-de-Conac. Cette stèle symbolise les interrogations des réfugiés quant à leur destination finale et leur éventuel retour dans leurs foyers.

L'imminence d'un conflit avec l'Allemagne nazie semble inéluctable. L'état-major français prévoit dès 1937 un plan d'évacuation des populations d'Alsace-Lorraine situées dans la « zone rouge » entre la ligne Maginot et la frontière allemande. Le 1er septembre 1939, alors que la radio annonce officiellement l'invasion de la Pologne, les habitants sont contraints de laisser leurs maisons et de se diriger vers une destination qui leur est inconnue. Certains d'entre eux sont accueillis en Charente-Inférieure, tels les habitants du village de Schweyen, dispersés entre les communes de Semoussac, de Saint-Georges-des-Agoûts et de Saint-Sorlin-de-Conac, dans le canton de Mirambeau. Les premiers déplacés arrivent le 18 septembre au matin ; ils ne seront appelés à retrouver leurs foyers que plusieurs mois plus tard, après la défaite des armées françaises.
Après une période d'un calme relatif marquée seulement par quelques incidents frontaliers (la « drôle de guerre »), les troupes allemandes envahissent le pays en quelques semaines. Le 13 juin 1940, le gouvernement se replie en toute hâte sur Bordeaux. Anticipant de quelques heures l'appel du général de Gaulle, cinq officiers de l'école de pilotage de Melun repliés à Médis s'envolent vers l'Angleterre le 17 juin 1940 afin de rejoindre les Forces françaises libres.
Une convention d'armistice est signée le 22 juin. Le lendemain, les premières troupes allemandes investissent le département. Empruntant la route de Niort, la 44e division de la Wehrmacht se scinde en deux détachements : l'un se dirige vers La Rochelle, l'autre fait route vers Rochefort, Saintes et Royan. Le 24 juin, l'occupant prend possession de Saint-Jean-d'Angély, tandis que les localités les plus isolées sont investies les jours suivants. Le 29 juin, la prise des îles d'Oléron et de Ré achève la mainmise allemande sur le département.
Afin de se prémunir contre un éventuel débarquement, les occupants confièrent à l'organisation Todt la mission de fortifier le littoral, ce qui explique les nombreux vestiges de blockhaus qui parsèment les côtes charentaises, notamment sur les plages de la presqu'île d'Arvert ou de l'île d'Oléron.
Les prisonniers de guerre français sont parqués dans des camps provisoires (Mazeray, La Jarne, Saintes), avant d'être regroupés au camp de Surgères, rapidement surpeuplé. Les hommes du IIIe régiment d'infanterie coloniale de Rochefort sont incarcérés à l'école des mécaniciens de l’armée de l’Air en attendant leur démobilisation.

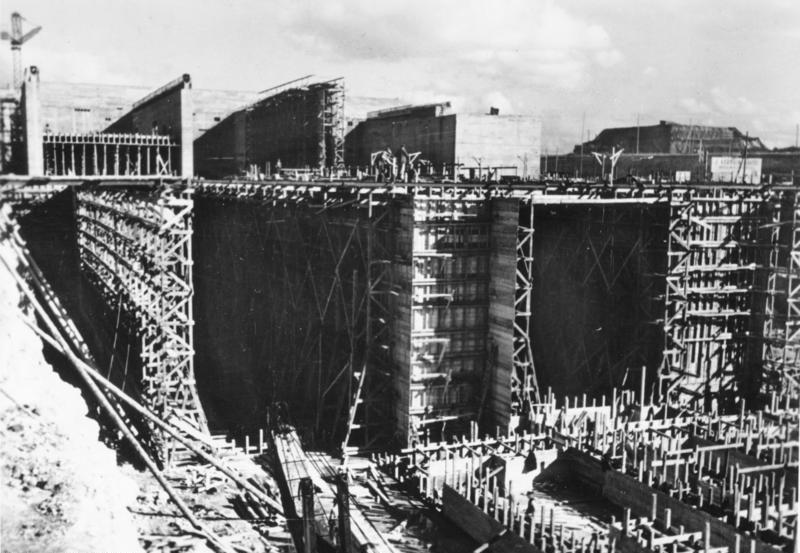
La construction de la Base sous-marine de La Rochelle (1941).

Intégrée à la zone occupée, la Charente-Inférieure est administrée par les autorités militaires allemandes. Celles-ci installent une Feldkommandantur (préfecture militaire) à La Rochelle, tandis que Saintes, Jonzac et Royan accueillent chacune une Kreiskommandantur (kommandantur d'arrondissement) desquelles dépendent un service de surveillance chargé de lutter contre les actes de malveillance à l'encontre des occupants (Geheime Feldpolizei) et un service de maintien de l'ordre (Feldgendarmerie). Le 2 août 1940, le général de brigade Pierre Maratuech est nommé à la tête de la Garde civile du département (police auxiliaire dépendant du gouvernement de Vichy).
Des terrains d'aviation dépendant de la Nationalsozialistisches Fliegerkorps (Laleu, Saint-Jean-d'Angély, Corme-Écluse, Bussac-Forêt) sont chargés de missions de défense aérienne. À la fin de l'année 1940, la côte atlantique est divisée en trois Seekommandantenbereiche (secteurs de défense maritime, en abrégé Seeko). Les côtes charentaises sont intégrées au Seeko-Loire. Quelques mois plus tard, la kriegsmarine décide de la construction d'une grande base de sous-marins dans le bassin à flot du port de La Pallice. Les plans en sont confiés à Albert Speer, la construction étant l'œuvre de l'organisation Todt. Enfin, un important dépôt de munitions — le deuxième de France en termes d'importance — est aménagé dans les carrières d'Heurtebise, près de Jonzac.
Comme dans toute la France, les habitants du département sont confrontés aux brimades, aux pénuries, au rationnement et aux privations de toute nature. Les premiers actes de résistance ne tardent pas à survenir : en juillet et août 1940, plusieurs câbles téléphoniques allemands sont sabotés. Désireux de faire un exemple, les occupants condamnent à mort un jeune homme de 19 ans, Pierre Roche, fusillé à La Rochelle le 7 septembre. Les premiers maquis sont rapidement démantelés : le groupe Fillol (fondé par l'ancien commandant Pierre-Georges Fillol, est démantelé en juillet 1941) ; le groupe Tatave (fondé par Émile Billon et Gustave Bourreau, démantelé en novembre de la même année) et, le groupe Germain (fondé par Roger Bolleau, lequel est arrêté et exécuté comme otage au fort de Romainville le 21 septembre 1942).

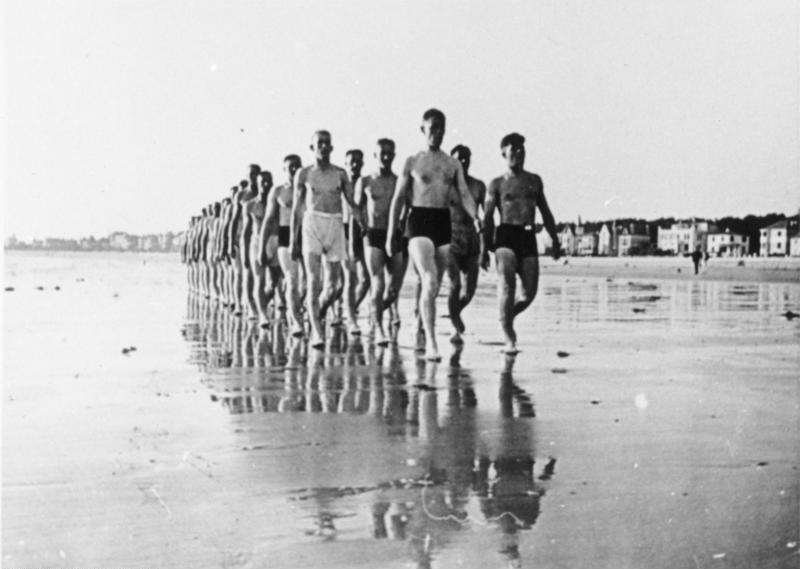
Soldats de la Wehrmacht sur la plage de la Grande-Conche à Royan.

Le 4 septembre 1941, une loi autorise le département de la Charente-Inférieure à changer de dénomination au profit de celle de Charente-Maritime. Cette nouvelle appellation fait suite à la fronde menée par plusieurs maires du département depuis 1939, ceux-ci estimant peu flatteur le qualificatif d'« inférieur ». Dans un article publié le 4 février 1939, le maire de Royan Paul Métadier argumente que : « Dans ces deux départements, les Charentes, s'il y en a un qui est inférieur, l'autre doit bien être supérieur, ce que nous n'admettons pas ».
Sur le terrain, la répression s'intensifie. Afin de combattre plus efficacement les maquis, les hommes de la Sipo-SD viennent rejoindre les effectifs déjà en place. Un Kommando der Sipo-SD (KDS) est implanté à Poitiers, dont dépend une Aussenstellen (antenne) basée à La Rochelle. Comme dans le reste du pays, Juifs et Tsiganes sont victimes de rafles. Incarcérés notamment à la prison militaire de Lafond, à celle de Royan ou à la maison d'arrêt de Saintes, ils sont ensuite envoyés au camp de Drancy, puis dans les camps d'extermination d'Allemagne ou d'Europe de l'Est. Les résistants et les communistes ne sont pas plus épargnés : nombre d'entre eux sont torturés par la Gestapo ou par la Milice, dans les geôles de la caserne Henriot, ou de la prison Lafond (La Rochelle) ; à la caserne Brémond d'Ars (Saintes) ou à la prison Saint-Maurice (Rochefort).
Dans le courant de l'année 1942, les Allemands débutent la construction du mur de l'Atlantique, un ensemble de fortifications censé contenir les assauts alliés en cas de débarquement. L'organisation Todt est chargée de la construction de cet ensemble défensif composé de blockhaus, de champs de mines et de fossés antichars. Les côtes du département sont placées dans l'Oberbauleitung (secteur de construction), « Paula ». Plus de 10 000 ouvriers sont affectés à la construction du mur dans le département, dont des jeunes réquisitionnés par le STO.
Plusieurs « verrous » complètent les fortifications établies : la forteresse de La Rochelle, celles de l'île d'Oléron et de l'île de Ré, plus encore Royan (Gironde Mündung Nord) et Le Verdon-sur-Mer (Gironde Mündung Süd). Elles protègent l'estuaire de la Gironde et le port de Bordeaux d'éventuelles incursions ennemies.
Ces mesures n'empêchent pas les alliés de se livrer à des actions parfois audacieuses, telle l'Opération Frankton (7 décembre 1942) durant laquelle des commandos britanniques remontent la Gironde afin de saboter des navires allemands amarrés dans le port de Bordeaux. Une stèle rappelant cet événement est située au pied du phare de Vallières, à Saint-Georges-de-Didonne. Elle est aménagée en 1992.

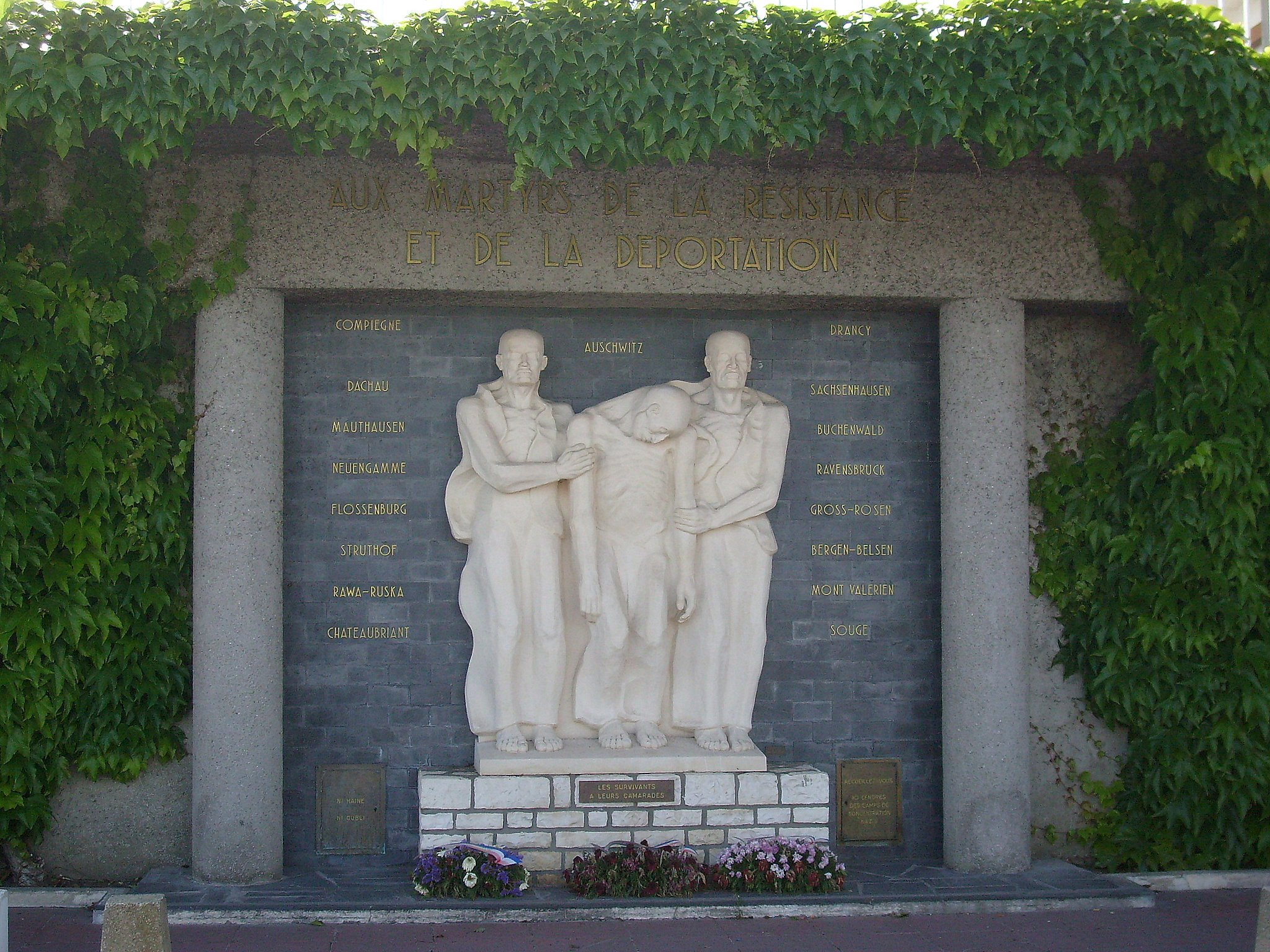
Monuments aux martyrs de la résistance et de la déportation à Royan.

Dans le même temps, les maquis se renforcent et se réorganisent. Les principaux mouvements de résistance nationaux ont depuis longtemps constitué des réseaux dans le département, notamment Libé-Nord ou l'OCM, dont l'un des représentants locaux est Jean Garnier, dit « Labrousse ». À cette dernière, est affilié le groupe Honneur et Patrie de Léopold Robinet et, le réseau Centurie du commandant Lisiack. Cependant, entre le 9 octobre et le 11 novembre 1943, une grande rafle menée conjointement par les services de répression allemands et leurs affidés français, conduit au démantèlement de ces réseaux. Parmi ces arrestations, Jean Hay, député de Marennes qui était un résistant au sein du groupe Honneur et Patrie, est dénoncé et mourra en déportation au camp d'Ebensee. Sur les 80 membres de l'OCM qui comparaissent à Bordeaux, 21 sont condamnés à mort et 38 sont déportés à Dachau, au Struthof ou à Mauthausen.
La résistance départementale se réorganise immédiatement et le commandant Gaston Thibaudeau dit « Marché » devient chef départemental de la Résistance française en remplacement du général Bruncher. Bien décidés à en finir avec les « terroristes », les Allemands lancent une nouvelle vague de répression dans le courant du mois de janvier 1944. Plusieurs cadres de la résistance sont arrêtés et torturés. Relâché, le chef de la zone nord, Georges Texier, est abattu par la Gestapo le 20 janvier.
Le 6 juin 1944, les évènements s'accélèrent, et le débarquement des alliés en Normandie laisse espérer une défaite rapide du Reich. Les actes de sabotages contre les occupants se multiplient et culminent avec l'attentat contre l'important dépôt de munition (le second de France en termes d'importance), des carrières d'Heurtebise le 30 juin. Cette action menée par un jeune homme de 19 ans, Pierre Ruibet — il périt dans l'explosion — porte un coup important à l'organisation militaire allemande au moment où s'intensifie la campagne de reconquête de la France par les alliés.
D'importants bombardements touchent le site stratégique de la gare et des ateliers de réparation ferroviaires de Saintes dès le 24 juin, causant plusieurs centaines de morts et la destruction d'une partie du quartier adjacent. Secondés par les principaux groupes armés de la Résistance (brigade RAC, bataillon Violette, Francs-Tireurs et Partisans, Maquis Bir-Hakeim), les alliés poursuivent leur avance inexorable à travers la France. Le 13 août, alors que les blindés alliés sont aux portes de Paris, la ville de Jonzac est la première ville d'importance à être libérée. Puis vient le tour de Saintes (4 septembre), de Marennes (9 septembre), de Rochefort (12 septembre) et de Saint-Jean-d'Angély le lendemain. Le 18 septembre, le général de Gaulle arrive à Saintes, qui abrite de nouveau la préfecture. Alors que des pourparlers officieux ont lieu entre le capitaine de corvette Hubert Meyer et l'amiral Ernst Schirlitz quant à l'avenir de la place de La Rochelle ; le général de Gaulle indique clairement les limites à ne pas dépasser : « Les pourparlers ne devront jamais revêtir le caractère d'une négociation ».
Une large partie de la Charente-Maritime a recouvré la liberté à l'automne, mais les Allemands refusent d'entendre parler de reddition et restent enfermés dans leurs forteresses, les « poches » de Royan (qui intègre la totalité de la presqu'île d'Arvert jusqu'à Talmont) et de La Rochelle. Le 14 octobre 1944, le général de Gaulle nomme le général de corps d'armée Edgard de Larminat commandant du détachement d'armée de l'Atlantique (DAA), dont la mission est de réduire les poches de résistance ennemies.

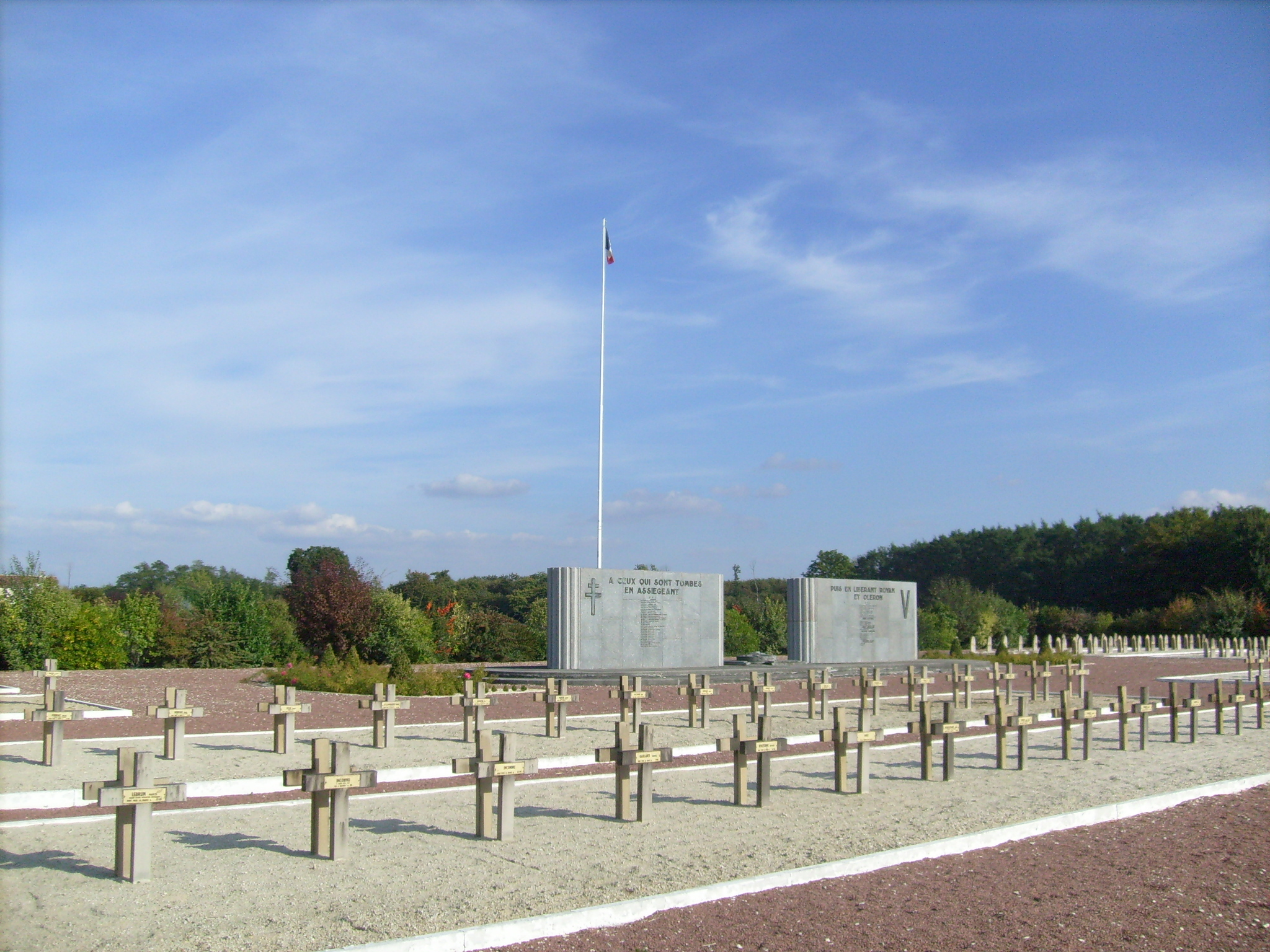
Le cimetière national français de Rétaud accueille les sépultures de nombreux FFI tombés durant les combats de la Libération.

Une offensive visant à libérer l'île d'Oléron est envisagée dès l'automne, mais apparaît comme prématurée au regard de la puissance des fortifications en place (ensemble de 29 blockhaus et de 42 positions fortifiées, 30 000 mines, garnison de 2 000 hommes sous les ordres du capitaine de corvette Schaeffer). Une offensive sur la poche de Royan (opération indépendance), prévue pour le 25 novembre, est également repoussée au 10 janvier en raison de la contre-offensive allemande dans les Ardennes, laquelle implique le départ d'une partie des effectifs de la 2e DB. Pourtant, à Royan, les évènements vont prendre une tout autre tournure au matin du 5 janvier 1945. Pour une raison qui demeure toujours inexpliquée — l'hypothèse d'une erreur d'interprétation des cartes par les états-majors britanniques et américains semble être la plus probable — la ville de Royan subit deux vagues de bombardements massifs par les appareils de la RAF entre 4 heures et 6 heures du matin. Au lever du jour, la ville n'est plus qu'un champ de ruines : la quasi-totalité des édifices civils sont détruits, les infrastructures militaires apparaissent comme presque toutes intactes. 442 Royannais et 35 Allemands ont trouvé la mort dans un raid parfaitement inutile d'un point de vue stratégique. Quelques semaines plus tard, les derniers civils sont expulsés par les Allemands.
Vers la fin du conflit, seules deux poches de résistance allemande subsistent dans le département : les poches de La Rochelle, au nord, et de Royan, au sud.
 La ville de Royan est presque entièrement détruite dans un bombardement de la Royal Air Force le 5 janvier 1945, mais ne fut libérée par les FFI qu'en avril de cette même année. 
La poche de La Rochelle fut réduite le 9 mai 1945, à la suite d'un accord signé entre l'amiral allemand Schirlitz et le capitaine de frégate français Meyer.
Alors que la chute du Reich apparaît comme imminente, les Allemands tiennent bon et refusent toujours toute reddition. À La Rochelle, l'amiral Schirlitz, prudent, a fait poser des mines dans le port, bien décidé à ne pas céder la ville en cas d'attaque.
Dans le courant du mois de mars, une armée se concentre à l'extérieur de la poche de Royan (une partie de la 2e DB ainsi que les bataillons coloniaux Oubangui-Chari et Antilles). Après une série de bombardements d'une grande violence (durant laquelle sont largués plusieurs centaines de milliers de litres de napalm) et une préparation d'artillerie au matin du 14 avril, l'opération Vénérable est lancée. L'armée alliée est divisée en deux groupes (groupement nord commandé par le colonel Granger, groupement sud sous l'autorité du colonel Adeline). Le 17 avril, l'amiral Michaelles, commandant militaire allemand de Royan, se rend sans conditions.

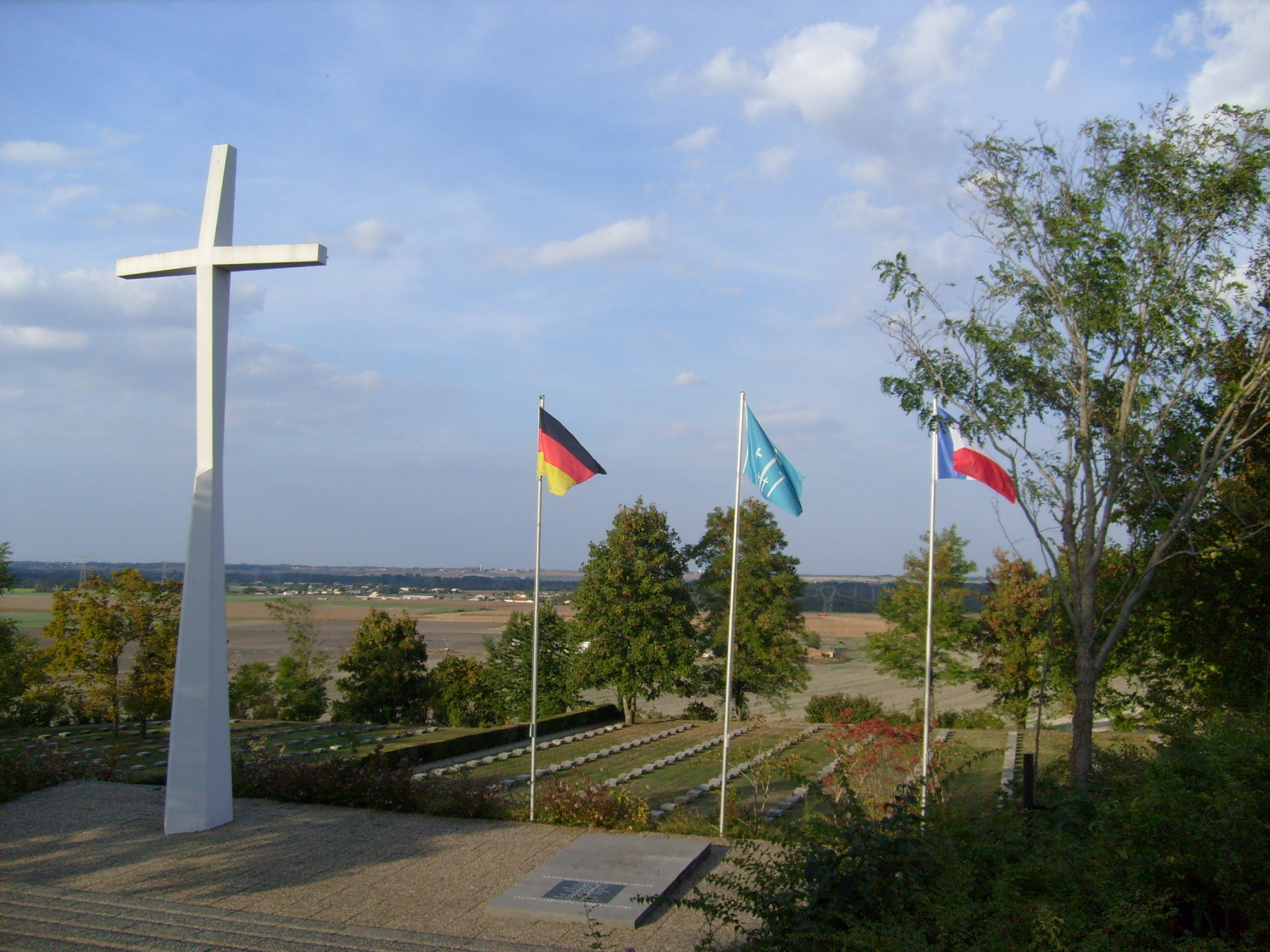
Le cimetière militaire allemand de Berneuil, géré par le Service d'entretien des sépultures militaires allemandes, abrite les tombes de 8295 soldats allemands tombés lors de la seconde guerre mondiale, dont 353 restent non-identifiés.

Le 30 avril marque le début de l'opération Jupiter, visant à libérer l'île d'Oléron. Après une préparation d'artillerie, un détachement comprenant les 50e et 158e régiments d'infanterie, des troupes de fusiliers marins et des forces françaises libres débarque à la pointe de Gatseau, à Saint-Trojan-les-Bains. Le colonel Durand reçoit la reddition allemande le jour même, à 18 heures. Dans le Nord de l'île, les dernières poches de résistance se rendent vers 22 heures. Ce même jour, la radio allemande annonce la mort du Führer.
De nouvelles négociations sont menées entre le capitaine Meyer et l'amiral Schirlitz, mais celles-ci n'aboutissent pas. Le 7 mai 1945, le commandant allemand donne l'ordre de dynamiter le port de La Rochelle. Cet ordre n'est pas suivi d'effet : son subordonné, le capitaine de corvette Erwin De Terra, prend l'initiative de couper les cordons de mise à feu. Le 8 mai, à minuit, tandis que la Seconde Guerre mondiale a officiellement pris fin, l'amiral Schirlitz accepte de capituler. Le 9 mai à 8 heures, l'acte de capitulation est officiellement signé. La Rochelle est ainsi une des dernières villes de France à être libérée.
À la fin de la guerre, les FFI comptent 2716 membres. Au terme de ces cinq années d'occupation, l'on dénombre pas moins de 1 120 déportés, 700 internés et 271 fusillés.
En 1967, dans un esprit de réconciliation, la commune de Berneuil inaugure un grand cimetière militaire allemand dont l'entretien est confié à la république fédérale d'Allemagne. 8 295 soldats allemands tombés dans plusieurs départements du centre et du sud-ouest de la France sont inhumés dans cette nécropole.

### Après-guerre

#### 1945-1960: les années fébriles de la reconstruction

Le front de mer de Royan, œuvre caractéristique de l'architecture moderniste royannaise.

Les années de l'immédiat après-guerre sont marquées par la persistance de pénuries dans de nombreux domaines. L'économie nationale est considérablement affectée par l'occupation allemande et par les combats de la Libération. Dans les zones sinistrées (quartier Saint-Pallais à Saintes, quartiers de La Pallice et de Mireuil à La Rochelle, ville de Laleu et surtout Royan et sa proche agglomération, pour ne citer que les principales) les victimes des bombardements sont relogées dans des abris de fortune. Une des premières mesures du nouveau gouvernement français est d'élaborer un « code de l'urbanisme et de l'habitation », devant fixer les bases de la reconstruction. Détruite à près de 85 % par endroits, la ville de Royan est choisie pour être l'une des six villes de France « laboratoire de recherche sur l'urbanisme ». Sous la supervision de l'urbaniste Claude Ferret qui redessine complètement son schéma directeur, Royan se relève de ses ruines dans le courant des années 1950. De monumentales infrastructures avant-gardistes (influencées par divers courants architecturaux allant du rigorisme académique d'avant-guerre au courant tropical brésilien) caractérisent la ville nouvelle et son architecture moderniste.
À La Rochelle, Le Corbusier est choisi comme architecte en chef de la reconstruction, mais ne parvient pas à faire adopter ses conceptions en matière d'urbanisme. Ce sont des architectes au style plus académique (Louis Simon, Pierre Grizet, André Gomis) qui vont se charger de dessiner les premiers ensembles de Mireuil, de Laleu ou de Villeneuve-les-Salines.

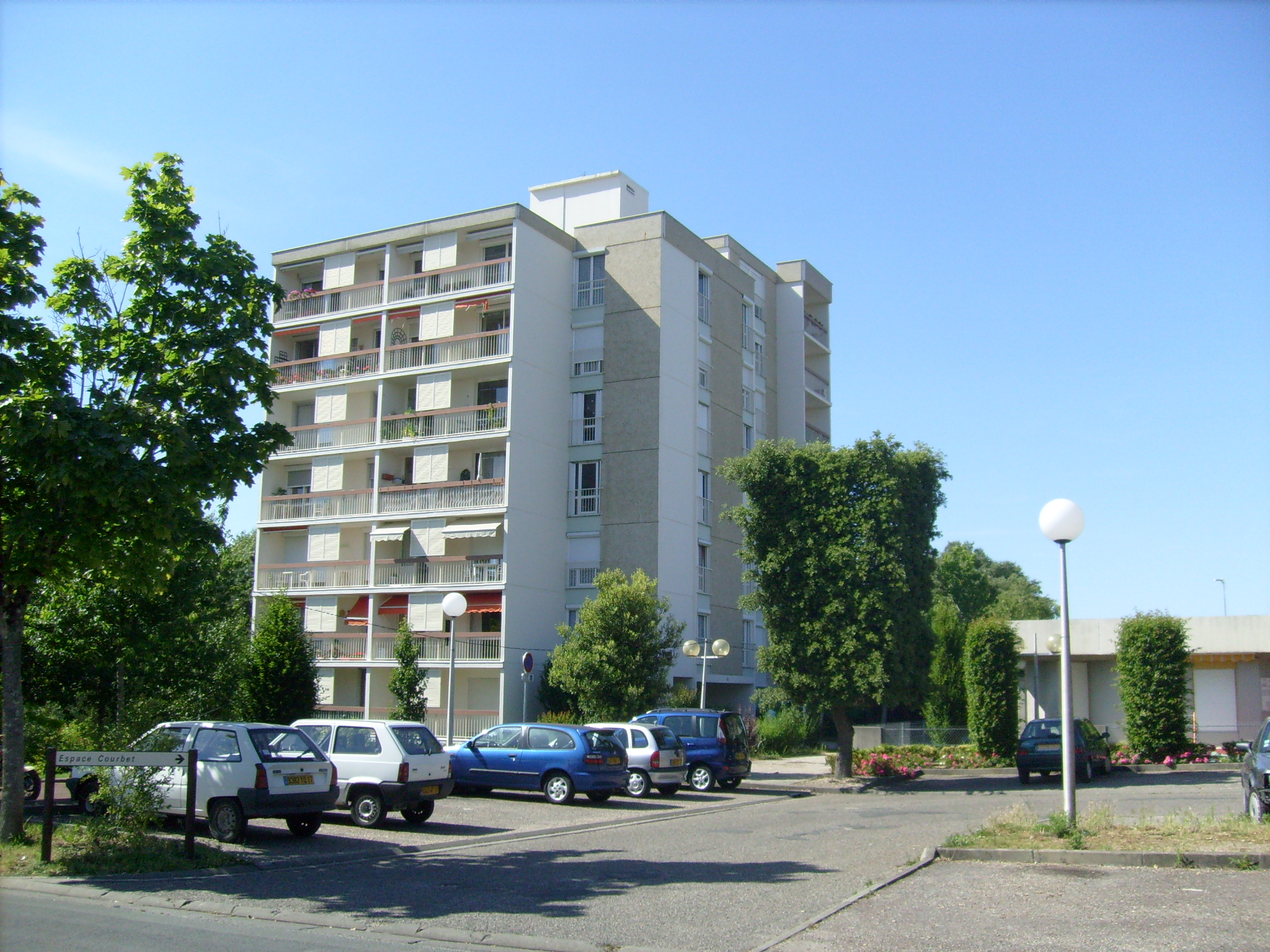
Le quartier des Boiffiers, à Saintes, fut construit dans les années 1970 pour répondre à la croissance de la population.

Saintes, très éprouvée par le bombardement de ses ateliers ferroviaires et de l'ensemble du quartier adjacent, voit quant à elle la création le 3 mars 1950 de la société coopérative des « Castors saintais » qui est l'une des premières expériences de construction de logements fondée sur l'entraide. Chacun participant à la construction de l'ensemble du lotissement, et se voyant attribuer un logement en retour.
À partir de 1950, le département s'engage dans un programme de modernisation des infrastructures de communication. Le retard dans ce domaine est considérable. Le réseau routier qui se met progressivement en place, se fait aux dépens des voies ferrées qui ferment les unes après les autres. Les lignes ferroviaires secondaires sont systématiquement fermées, puis déposées et remplacées par des routes, malgré les protestations des populations locales et des édiles. Ainsi, la voie ferrée Rochefort-Aigrefeuille-d'Aunis, déjà fermée au trafic en 1939, est définitivement transformée en route départementale en 1950, tandis que de véritables nœuds ferroviaires secondaires disparaissent. C'est le cas de Saint-Jean-d'Angély et de Pons, et même d'Aigrefeuille-d'Aunis. Les lignes ferroviaires Saint-Jean-d'Angély-Matha-Angoulême et Saint-Jean-d'Angély-Aulnay sont supprimées en 1951, celles de Pons-Gémozac, Pons-Barbezieux et Pons-Mirambeau disparaissent dans la même période.
Le tourisme connaît dès le début des années 1950 un renouveau spectaculaire. Sur l'île d'Oléron, deux hameaux (La Brée-les-Bains et Le Grand-Village-Plage) s'émancipent et sont érigés en commune entre 1951 et 1953.

#### 1960-1975: modernisation en marche
À partir de 1962, le rapatriement des français d'Afrique du Nord conjugué à la croissance naturelle de la population entraîne une politique accrue en matière de logements. Des tours et des barres d'habitation s'élèvent à la périphérie des principales villes, et permettent à de nombreuses familles de vivre dans des conditions décentes. Une nouvelle vague de construction voit le jour dans le courant des années 1970 avant que la crise économique des années 1980 ne mette un frein à cette politique.

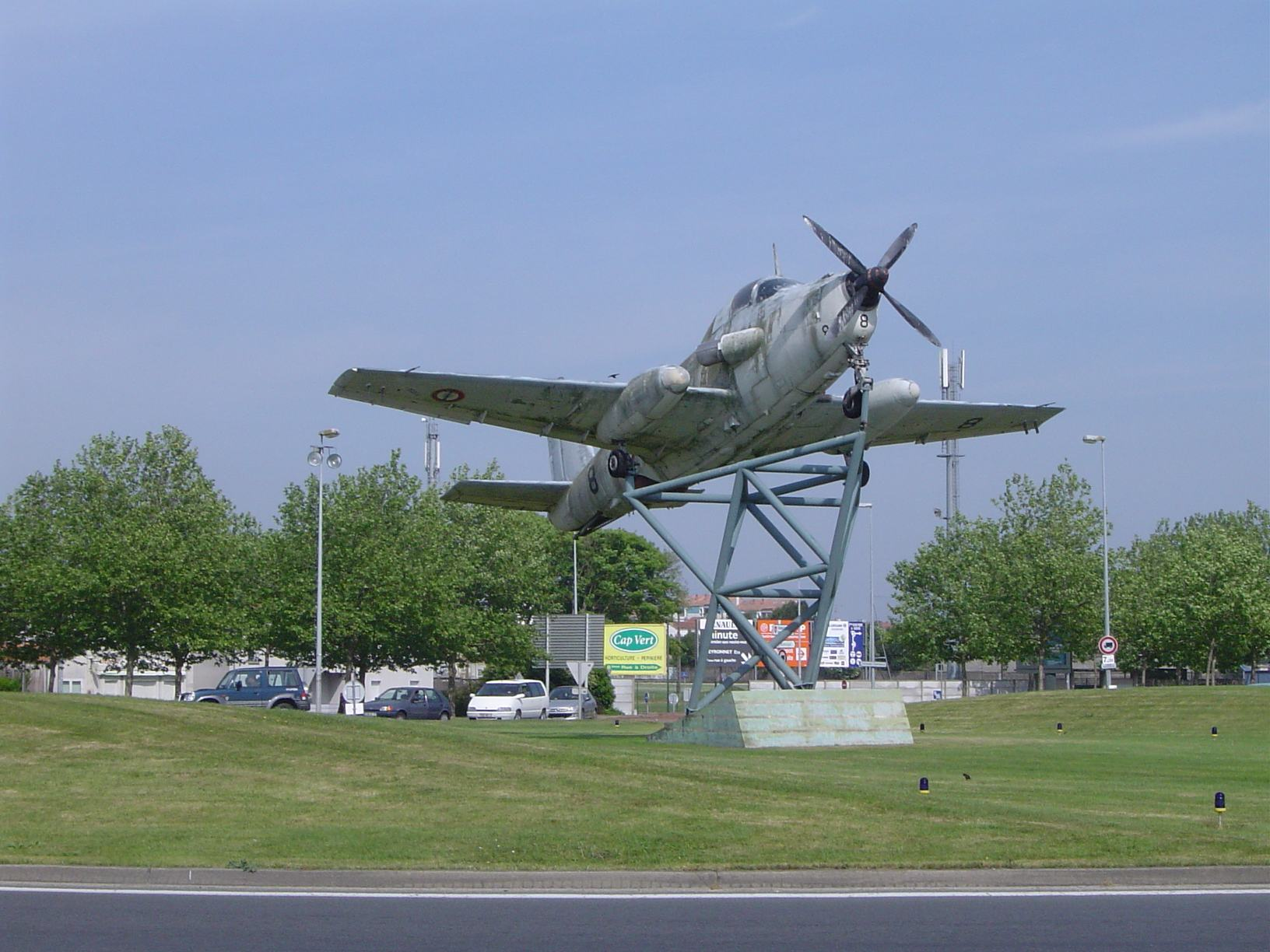
L'aéronautique, important secteur économique à Rochefort.

L'essor économique des Trente Glorieuses et le mouvement d'industrialisation de la nation profitent à la Charente-Maritime, qui va en outre bénéficier des retombées positives de la décentralisation industrielle (à partir des années 1960). L'usine SIMCA s'installe en 1965 dans une vaste zone industrielle aménagée à son effet à Périgny, aux portes de La Rochelle, avec à la clé plus de 3 000 emplois créés. D'autres opérations de décentralisation industrielle sont effectuées avec l'implantation de la CIT-Alcatel à La Rochelle et à Saintes en 1970 et 1974. Dans le même temps, des usines locales se développent et créent des milliers d'emplois dans la construction navale (chantiers navals de La Pallice), dans l'aéronautique (Rochefort), dans la mécanique (moteurs Poyaud à Surgères, matériel thermique Wesper à Pons), dans les industries du bois surtout dans la région de Saint-Jean-d'Angély.
L'agriculture, fortement caractérisée par la prédominance d'une polyculture à caractère familial, est à la veille de grands bouleversements. Ceux-ci sont représentés par un regroupement accéléré des propriétés agricoles, par une modernisation de la gestion des exploitations et par la mécanisation de plus en plus poussée de l'agriculture facilitée par le remembrement systématique, qui affecte surtout le Nord du département, dès la fin des années 1960.
Cette modernisation forcée de l'agriculture entraîne une accélération sans précédent des phénomènes de déprise agricole et un exode rural. Toutes les communes rurales du département sont touchées, en particulier celles qui sont situées dans les arrondissements de Jonzac, Saintes et Saint-Jean-d'Angély, ainsi que dans les cantons ruraux de l'Aunis (cantons d'Aigrefeuille-d'Aunis, de Courçon et de Marans). La quasi-totalité des communes rurales voient leur population diminuer et un certain nombre d'entre elles sont contraintes de fusionner avec une ou plusieurs communes voisines : cas de Montendre (absorbe les communes de Chardes et de Vallet en 1972), de Saint-Savinien (absorbe les communes d'Agonnay et de Coulonge-sur-Charente en 1972 et 1973), d'Aulnay (absorbe Salles-lès-Aulnay en 1972) ou de Chenac-sur-Gironde et de Saint-Seurin-d'Uzet qui se regroupent en une seule entité (Chenac-Saint-Seurin-d'Uzet) en 1965.

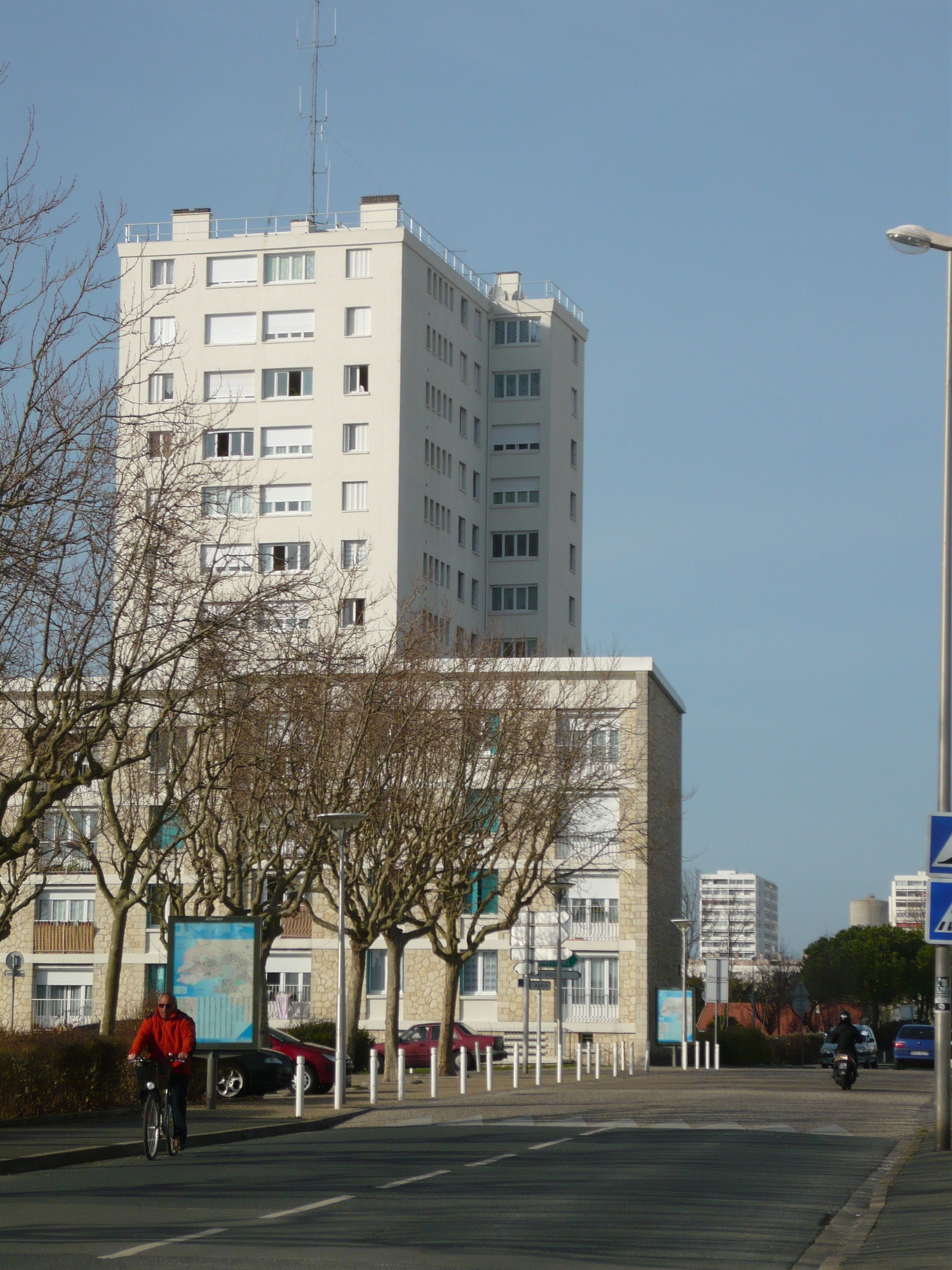
Les tours de Port-Neuf et au fond celles de Mireuil à La Rochelle, héritages de l'urbanisme des années 1960.

Si le monde rural traverse une véritable crise sociale et démographique, ce n'est pas le cas des principales villes du département que sont La Rochelle, Rochefort, Saintes et Royan. Le phénomène d'urbanisation n'épargne pas la Charente-Maritime qui, pour la première fois de son histoire démographique, recense plus de citadins que de ruraux à partir de 1968. Les villes, principales et secondaires, sont de véritables pôles attractifs, et des banlieues commencent à se former pour les plus importantes d'entre elles. Trois agglomérations ont entre 27 000 habitants et 37 000 habitants en 1975 tandis que La Rochelle s'affirme nettement comme un des principaux foyers de peuplement urbain entre Loire et Gironde. Elle franchit avec son agglomération urbaine le seuil des 100 000 habitants en 1975.

Si l'arrière-pays charentais connaît de réelles difficultés - hormis la région de Saintes dont l'influence urbaine ne cesse de s'affirmer -, la frange littorale du département devient plus que jamais attractive et dynamique. Le tourisme se développe réellement dans les années 1960. 

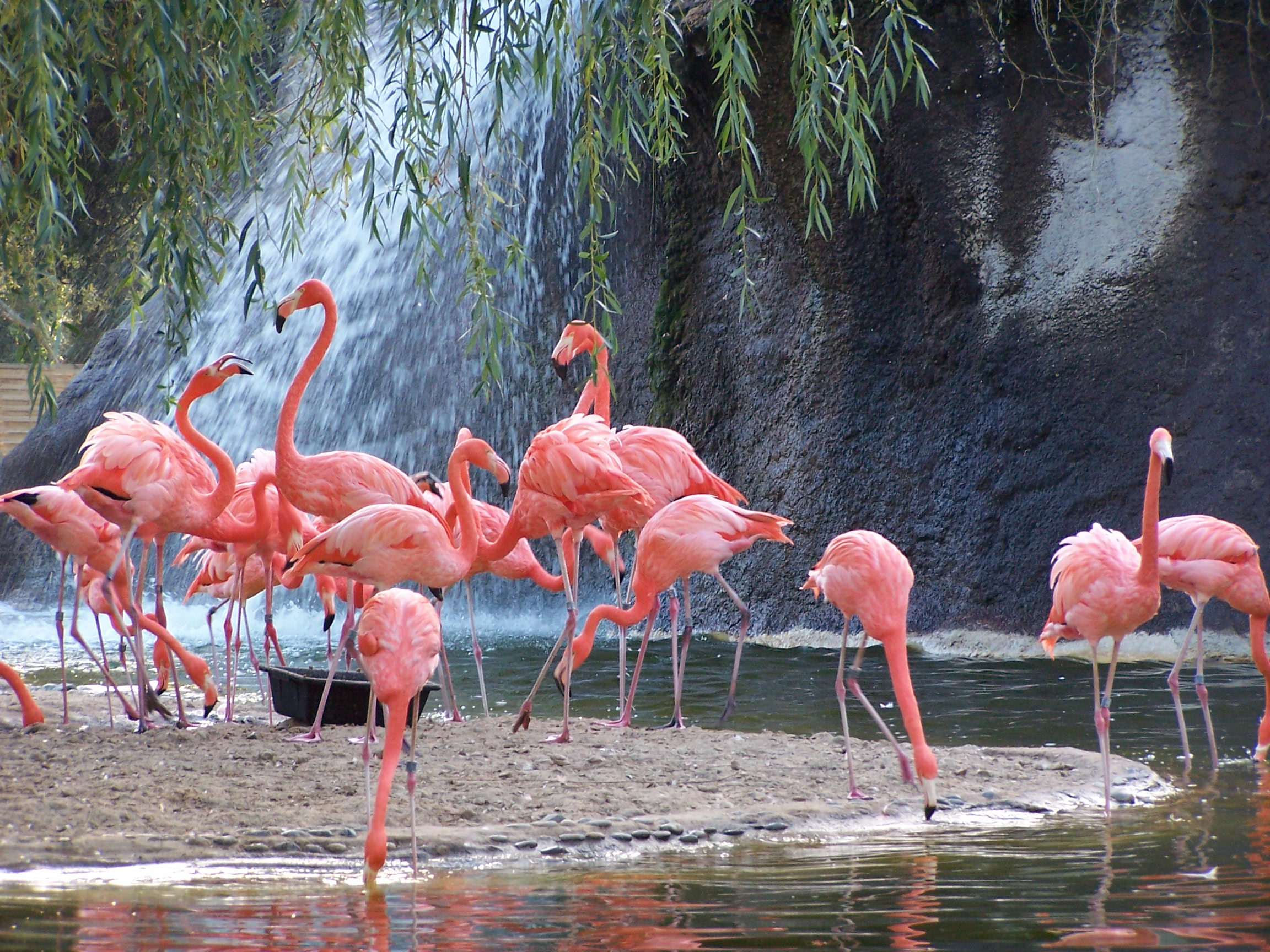
Le zoo de La Palmyre est un des plus importants parcs privés d'Europe.

Deux ou trois exemples peuvent illustrer symboliquement l'émergence de cette nouvelle activité économique qui va devenir, à terme, l'un des piliers de l'économie départementale :
- en 1966, la réalisation du pont-viaduc d'Oléron ouvre la voie au tourisme de masse sur la côte charentaise ;
- en 1967, la création du zoo de La Palmyre entraîne une urbanisation rapide des lieux et le développement d'une véritable station balnéaire (La Palmyre) ;
- en 1973, l'ouverture du port des Minimes (un des plus grands ports de plaisance d'Europe), à La Rochelle, favorise le développement de la navigation de plaisance sur la Mer des pertuis charentais.

#### 1975-1990: poursuite de la modernisation dans un contexte de crise économique
Après 1975, la Charente-Maritime entre dans une crise économique profonde, qui affecte aussi bien les campagnes que les villes, et qui touche l'ensemble de la nation.
Deux évènements climatiques exceptionnels ont marqué le département dans cette courte période. Tout d'abord, la sécheresse du printemps et de l'été 1976 a été durement ressentie et un épisode particulièrement dramatique s'est noué avec l'incendie de la forêt de la Coubre où 1 000 hectares ont été ravagés par les flammes (le zoo de la Palmyre a échappé de justesse à la catastrophe). Ensuite, en décembre 1982, les deux départements charentais ont subi une inondation particulièrement dévastatrice de la Charente et de ses affluents (Boutonne et Seugne), dépassant de loin, celle enregistrée en janvier 1904. Cette inondation a été surnommée la « crue du siècle ».
Dans le domaine économique et social, la crise rurale amorcée dans la décennie précédente s'amplifie, et l'économie agricole s'oriente progressivement d'une polyculture vers une spécialisation agricole : la céréaliculture intensive. L'élevage laitier est de plus en plus délaissé, le nombre de vaches laitières tombe de 152 000 têtes en 1963 à 70 000 en 1984 tandis que l'élevage bovin des bêtes à viande se maintient encore dans les secteurs des vallées et des marais. Les surfaces dévolues aux cultures céréalières, surtout le maïs avec les surfaces irriguées, enregistrent un essor spectaculaire. Dans les années 1980, la Charente-Maritime développe les cultures oléoprotéagineuses que sont le tournesol et le colza où il occupe l'un des premiers rangs nationaux autant pour la production que pour les surfaces ensemencées.

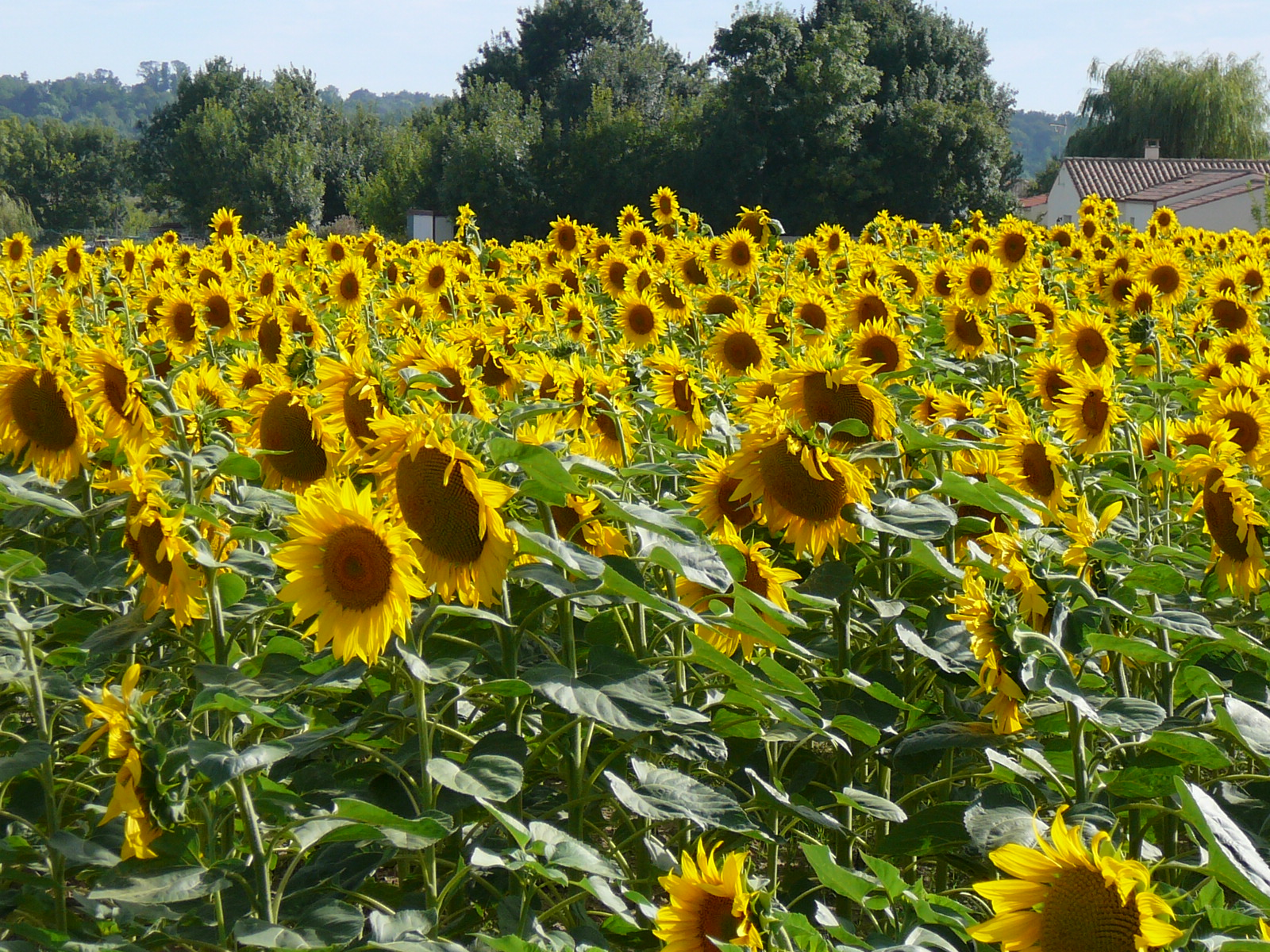
La culture du tournesol conquiert de nouveaux espaces dans les années 1980.

Dès 1980, la transformation des paysages agricoles devient spectaculaire en Charente-Maritime. L'Aunis, en particulier, est devenue une plaine aux allures de petite Beauce que ponctuent à l'horizon les énormes masses des silos à grains et des minoteries. La Saintonge du Nord lui emboîte le pas depuis que les opérations de remembrement agricole ont été engagées systématiquement à partir des années 1970. Le reste de la Saintonge autour de Pons, de Gémozac, de Cozes et de Saujon, commence à ressembler à une vaste plaine céréalière.
Les transformations du monde agricole affectent les campagnes qui se vident de plus en plus de leurs habitants, à l'exception des communes situées aux abords des villes.
Dans les villes mais aussi dans les campagnes, les années 1970 et 1980 sont fortement marquées par la désindustrialisation. Des pans entiers de l'industrie disparaissent, en particulier les industries traditionnelles qui perdent plus de 1 000 emplois, n'ayant pas su s'adapter à la nouvelle donne de l'économie qui commence à se mondialiser. Ainsi, les laiteries, les abattoirs, les meuneries, les scieries, les ateliers de confection, les manufactures de chaussures disparaissent progressivement. Nombre de communes rurales assistent impuissantes à leur fermeture. Dans le même temps, l'industrie du bois connaît de très sérieux revers et de grosses unités industrielles disparaissent comme celle de Rochefort, qui a employé jusqu'à un millier de personnes. Les secteurs de la construction mécanique sont touchés de plein fouet, en particulier à La Rochelle et dans sa banlieue.
Au tournant des années 1970/80, l'agglomération rochelaise perd son chantier naval qui avait employé plus de 1 200 personnes encore dans les années 1970, puis l'usine SIMCA qui, après avoir été rachetée par Talbot, puis par Peugeot, est obligée de fermer ses portes. Cette usine avait employé jusqu'à 2 750 personnes en 1972. L'usine de téléphonie CIT-Alcatel de La Rochelle ferme également et 1 000 emplois sont supprimés en 1984. Peu d'usines sont à l'abri des plans drastiques de licenciement et de rationalisation de leur production tandis qu'un grand nombre d'entre elles ferment pour des raisons de trésorerie ou de mauvaise gestion. La fin des années 1970 et la décennie des années 1980 restent marquées par les conflits sociaux, les longs cortèges de grévistes et de manifestants dans les principales villes du département, et par les journées « ville morte », notamment à La Rochelle, Rochefort et Tonnay-Charente. En fait, ce sont 10 000 emplois dans l'industrie qui sont détruits entre 1975 et 1985 en Charente-Maritime, le secteur secondaire passant de 34,8 % en 1975 à 27,1 % en 1982 de la population active départementale.
Si l'agriculture et l'industrie sont en crise, le secteur tertiaire (commerces, services, administrations) est lui en plein essor, mais il ne peut résorber à lui seul un chômage devenu endémique dans le département. Au plus fort de la crise économique, il dépassera allègrement le taux des 15 % et la Charente-Maritime demeurera le département ayant le plus fort taux de chômage dans la région Poitou-Charentes.
Les villes connaissent un ralentissement de leur croissance démographique et même La Rochelle intra-muros perd jusqu'à 1/10e de ses habitants entre 1982 et 1990. En fait, ce sont surtout les villes de tradition ouvrière qui ont perdu de la population comme Rochefort, Saint-Jean-d'Angély, Surgères, Marans ou Pons alors que les villes tertiaires, ou en voie de tertiairisation, en ont gagné comme Saintes, Saujon et Marennes.

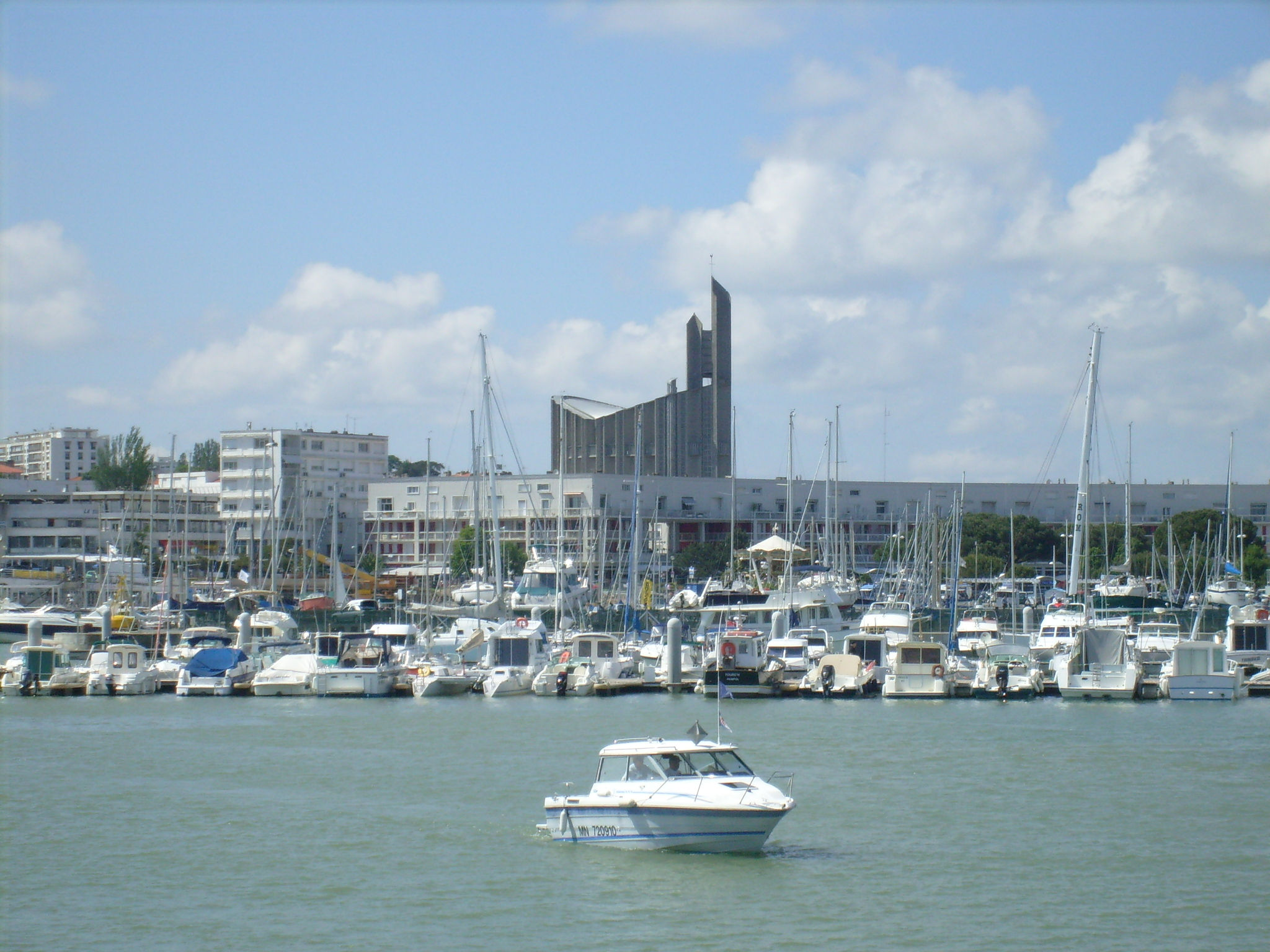
Royan, métropole touristique sur l'estuaire de la Gironde.

Bien qu'un grand nombre de villes du département perdent des habitants, celles-ci voient leur influence croître ; surtout en raison du développement spectaculaire des grandes surfaces commerciales, qui se sont fixées à partir des années 1980 sur leur périphérie ou aux entrées de ville.
Malgré la crise économique et sociale ambiante, un phénomène social nouveau marque le département à partir de 1975, et s'amplifie dans les décennies suivantes, celui de la péri-urbanisation, sorte de déplacement de « la ville à la campagne ». Ce mouvement ne se limite pas uniquement autour des villes principales, mais il s'étend également autour des petites villes, et il prend une ampleur considérable dans les années 1980.
Pour contrecarrer ce ralentissement économique qui frappe la Charente-Maritime, des travaux de modernisation des infrastructures de communication sont poursuivis avec, notamment, la mise à 2X2 voies de la R.N. 137 entre La Rochelle et Rochefort en 1976, la réalisation de l'autoroute A10 en 1981 et l'inauguration du pont de l'île de Ré en 1988. Le port de La Pallice continue de s'étendre avec la construction de nouveaux quais céréaliers en 1983.
Enfin, le tourisme poursuit son développement. Plus que jamais, le littoral est devenu fortement attractif. Le rythme de construction de résidences secondaires ne faiblit pas que ce soit dans le domaine insulaire charentais (îles de Ré et d'Oléron), la Presqu'île d'Arvert ou celle de Fouras ou encore dans les stations balnéaires littorales comme Châtelaillon-Plage. Sur la rive droite de l'estuaire de la Gironde, Royan est devenue la principale « métropole » touristique de la Charente-Maritime ayant une capacité d'accueil de 400 000 estivants en pleine saison touristique. Bien plus qu'une station balnéaire, elle est également un lieu de villégiature recherché, et se situe dorénavant au cœur d'une véritable conurbation urbaine et touristique qui égrène, presque sans interruption, ses villas et ses résidences de Meschers-sur-Gironde jusqu'à Saint-Palais-sur-Mer, sur environ une quinzaine de kilomètres.

## La Charente-Maritime aujourd'hui
Depuis le début des années 1990, le département de la Charente-Maritime est entré dans une nouvelle mutation de sa vie économique et sociale dont les changements sont quelquefois spectaculaires.

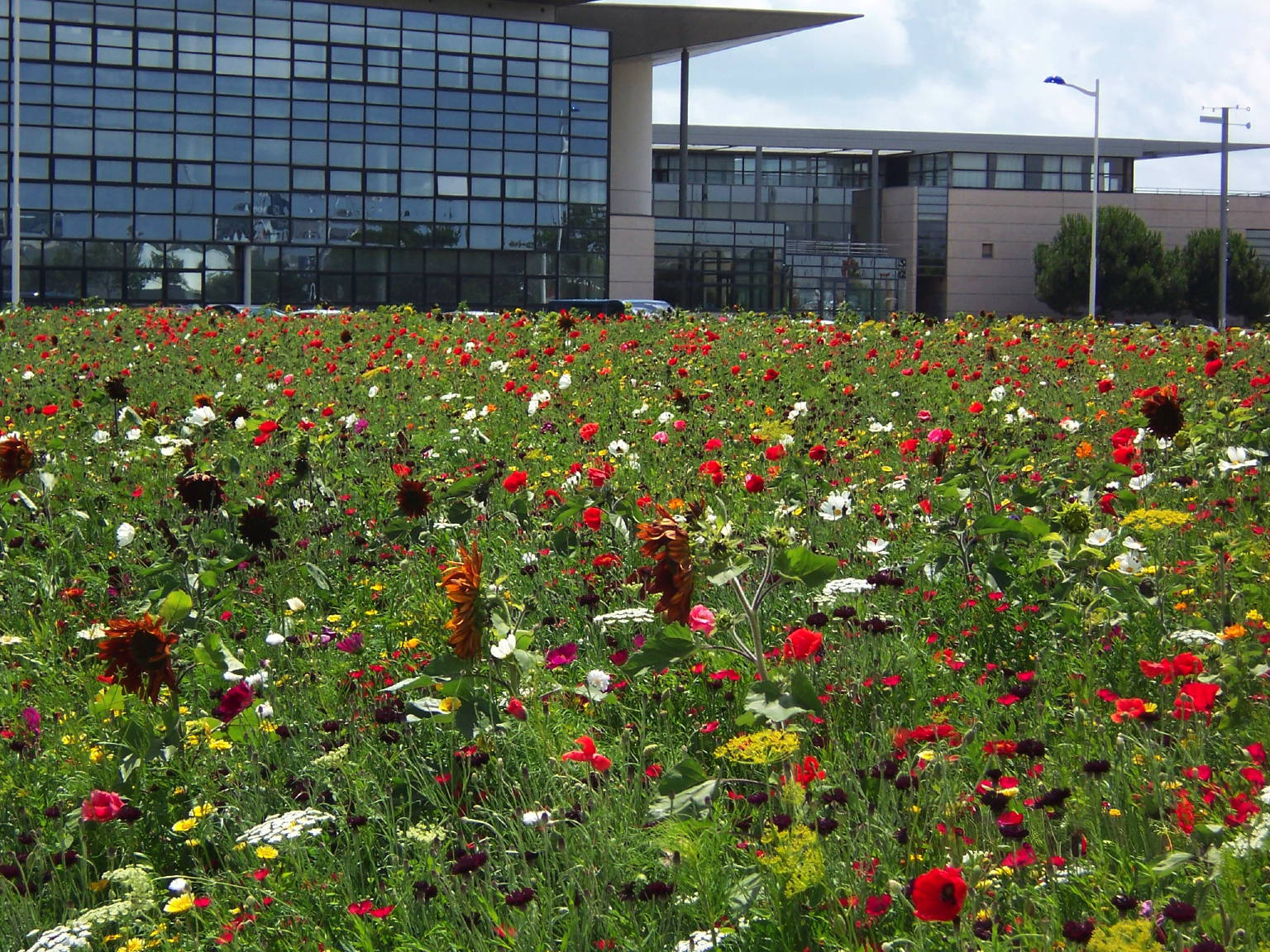
Le pôle Sciences et Technologie de l'Université de La Rochelle.

Ces mutations du cadre de vie économique se caractérisent en premier lieu par la modernisation accélérée des infrastructures de communication du département dont l'énumération qui suit montre l'ampleur des travaux réalisés : achèvement du viaduc de Martrou à Rochefort en 1991, construction de l'A837 (autoroute entre Saintes et Rochefort) en 1997, mise progressive aux normes autoroutières de la liaison La Rochelle-Niort à 2 × 2 voies en 1999, création d'une route à 2 × 2 voies Saintes-Saujon en 2008, électrification de la voie ferrée Paris-La Rochelle en 1993 permettant l'arrivée du TGV, modernisation de l'aéroport de La Rochelle, agrandissement du port autonome de La Pallice, etc.
Cette entrée dans la modernité est marquée par la création en 1993 de l'université de La Rochelle, qui intègre enseignement général (sciences, langues, sciences humaines, économie, droit) et pôles de recherche (laboratoire de génie protéique et cellulaire, institut du littoral, laboratoire de maîtrise des technologies agro-industrielles, institut du monde asiatique). Ce pôle universitaire complète les infrastructures déjà existantes ailleurs dans le département, dont le centre audiovisuel de Royan pour l'étude des langues, créé en 1966, ou l'École Nationale des Industries Laitières de Surgères (ENILIA-ENSMIC), les laboratoires de recherche nationale en milieu maritime (Ifremer à La Tremblade et à L'Houmeau, C.R.E.A.A. au Château-d'Oléron, C.N.R.S. à L'Houmeau, INRA à Saint-Laurent-de-la-Prée) et en milieu agricole (INRA et ARVALIS - Institut du végétal à Saint-Pierre-d'Amilly, près de Surgères), etc.

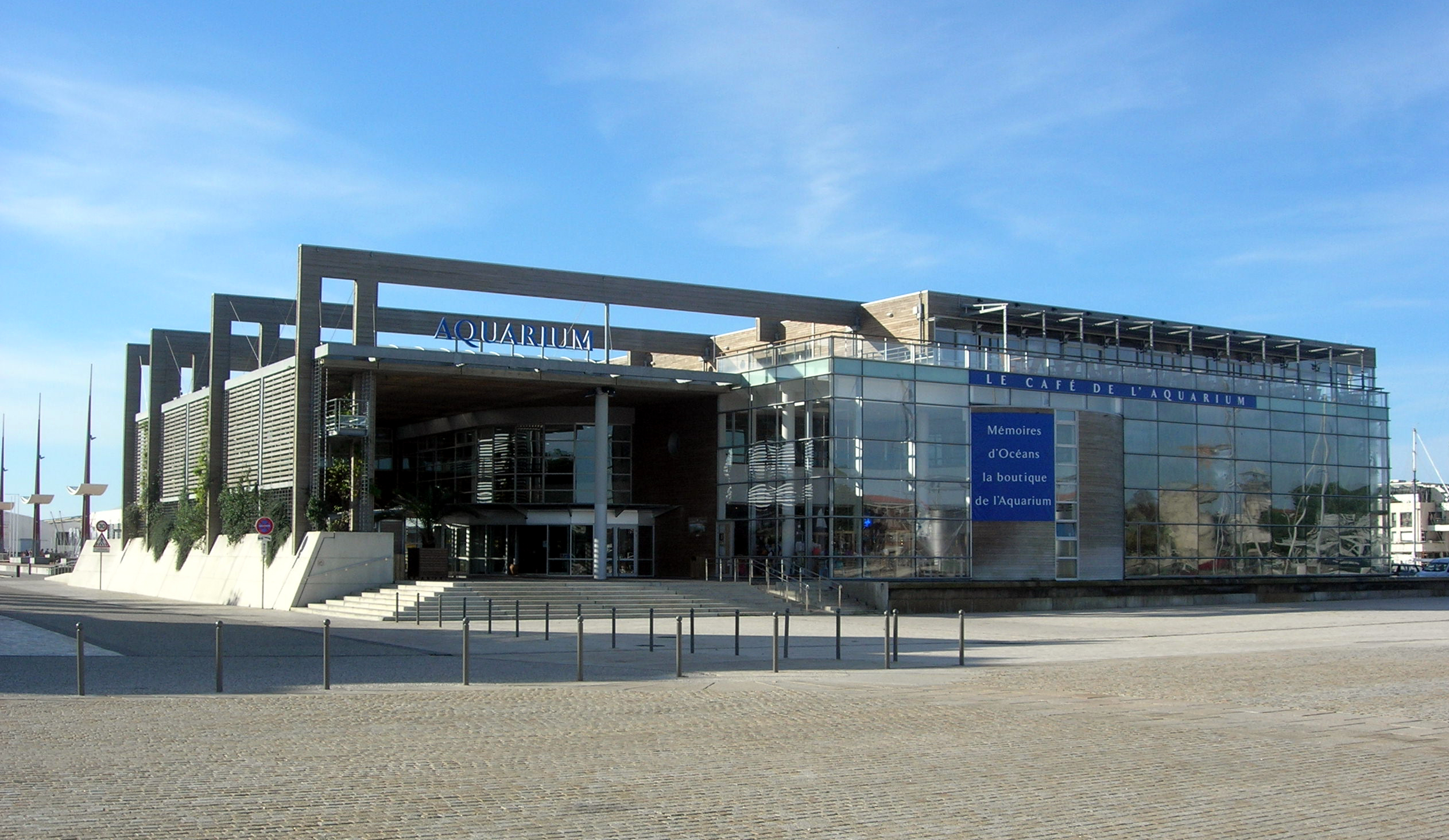
L’Aquarium de La Rochelle, construit en 2001, est un des moteurs du tourisme de la Charente-Maritime.

Aujourd'hui, l'économie départementale repose essentiellement sur le tourisme, qui est devenu une activité majeure en Charente-Maritime et qui en fait la deuxième destination touristique en France. Il dispose en effet d'une palette exceptionnellement élevée d'activités représentées par le tourisme balnéaire avec entre autres stations touristiques réputées celles de Royan, Châtelaillon et Fouras, sans oublier le domaine insulaire (Ré, Oléron et île d'Aix), le tourisme thermal et la thalassothérapie, le tourisme de loisirs (Zoo de La Palmyre, Aquarium de La Rochelle, parcs de loisirs, centres aquatiques, casinos, cinémas, bowlings, golfs, hippodromes, etc.), le tourisme nautique sur les Pertuis charentais et l'accueil des paquebots de croisière à La Pallice ainsi que le tourisme fluvial sur la Charente, le tourisme culturel et urbain (festivals, congrès, monuments historiques — nombreux châteaux et manoirs, églises romanes, ruines romaines — musées, écomusées, conservatoires, médiathèques, etc.)
Au côté d'une économie fortement tertiarisée, cohabitent un secteur industriel de pointe (constructions ferroviaires et aéronautiques à La Rochelle et Rochefort, industrie nautique de plaisance, industries électroniques à Saintes, chimie fine, IAA) et des activités portuaires dominées par le grand port maritime de La Rochelle.

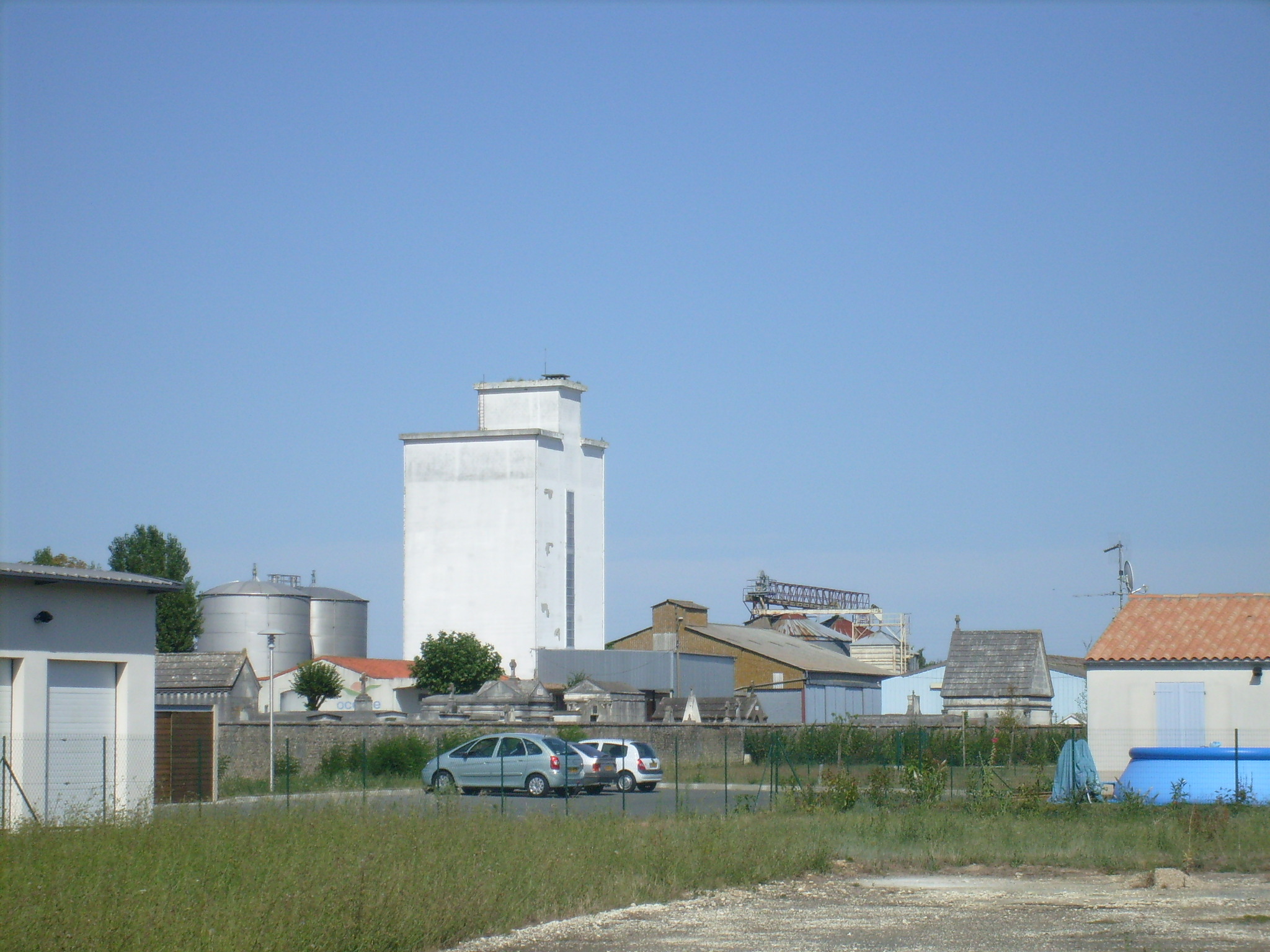
Les silos de Gémozac reflètent l'importance de la céréaliculture en Charente-Maritime.

Enfin, le département dispose en ce début du XXIe siècle d'un secteur primaire toujours important avec l'agriculture et la conchyliculture. La viticulture avec ses produits phares que sont le cognac et le pineau des Charentes, est profondément enracinée dans le terroir charentais, l'agriculture dans son ensemble connaît de profondes mutations. La céréaliculture intensive a énormément progressé aux dépens de l'élevage, et surtout de l'élevage laitier en totale perte de vitesse. La mécanisation accélérée de l'agriculture et l'agrandissement considérable des exploitations agricoles entamées dès les années 1970 ont profondément contribué à modifier les paysages agricoles du département. Les vastes plaines dénudées de l'Aunis et de la Saintonge du Nord qui ressemblent aujourd'hui à une véritable Beauce se prolongent sans discontinuer vers l'est dans le Ruffécois, dans le nord du département voisin de la Charente. De fait, la Charente-Maritime est devenue un gros producteur céréalier, et avec la Vienne, ces deux départements font de la région Poitou-Charentes le second producteur céréalier de la France.
Grâce à sa large façade maritime, la Charente-Maritime est devenue le premier producteur d'huîtres et de moules de la France, productions qui, cependant, connaissent quelques graves difficultés depuis le début du XXIe siècle (tempêtes, maladies...). Le secteur de la pêche se maintient grâce aux ports de pêche de Chef de Baie, de Royan, et surtout de La Cotinière, ce dernier se classant au sixième rang national.
Toutes ces conditions font de la Charente-Maritime le département le plus peuplé de Poitou-Charentes avec plus de 605 000 habitants. Il regroupe aujourd'hui 35 % de la population régionale, et est celui qui a la plus forte croissance démographique de la région.
Depuis une décennie cependant, une série de catastrophes naturelles d'une ampleur peu commune ont frappé le département et marqué les consciences collectives. Deux évènements d'une intensité inhabituelle ont durement atteint la Charente-Maritime.

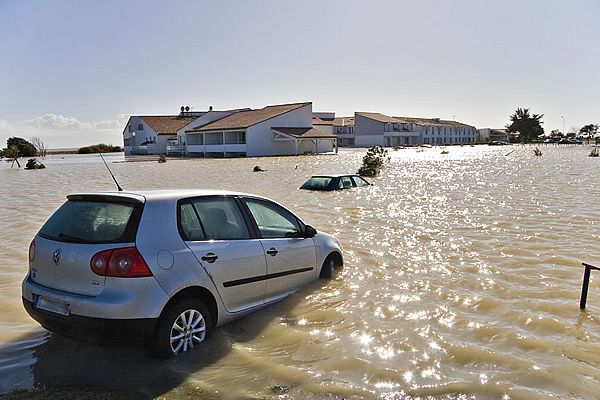
Le village de Sainte-Marie-de-Ré inondé lors de la tempête Xynthia.

Le 27 décembre 1999, le département est frappé par « la tempête du siècle », baptisée Martin par les services météorologiques. Des vents atteignant les 197 kilomètres à l'heure sont relevés à Saint-Denis-d'Oléron. Les valeurs ne sont pas moins extrêmes sur le continent : 194 kilomètres à l'heure sont relevés à Royan, 151 kilomètres à l'heure à La Rochelle. Le bilan de cet ouragan est particulièrement élevé, tant d'un point de vue humain (13 morts) qu'économique. Dix ans plus tard, en 2009, la tempête Klaus provoque quelques dégâts matériels dans le sud du département.
Le 28 février 2010, une nouvelle tempête de forte intensité, baptisée Xynthia, frappe de plein fouet les côtes du département. Des vents violents atteignant les 160 km/h conjugués à de fortes marées entraînent la submersion de plusieurs régions littorales. Les communes de Aytré, Châtelaillon, Charron, La Rochelle, Fouras, Bourcefranc-le-Chapus, Le Château-d'Oléron ou La Tremblade apparaissent comme les plus touchées, de même qu'une grande partie des îles de Ré, d'Oléron, Madame et d'Aix. On dénombre 12 morts dans le département, où l'état de catastrophe naturelle est déclaré. Le 1er mars 2010, le président de la république Nicolas Sarkozy se rend dans le département afin d'évaluer l'ampleur de la catastrophe.
Au soir du 7 janvier 2015, quelques heures après le sanglant attentat au siège de Charlie Hebdo, des rassemblements citoyens ont lieu dans plusieurs villes du département. Près de 5 000 personnes descendent dans les rues de La Rochelle et plusieurs centaines de personnes à Saintes ou à Royan. Deux jours plus tard, alors que les terroristes viennent d’être abattus après des prises d’otages de plusieurs heures, des manifestations sont organisées dans plusieurs villes, où des milliers de personnes souvent munies de bougies, de dessins ou de pancartes proclamant « Je suis Charlie » font part de leur indignation. Alors que les autorités appellent à des « marches républicaines » dans tout le pays, la mobilisation se poursuit tout au long du week-end, culminant au cours de la journée du 11 janvier. 30 000 personnes battent le pavé à La Rochelle pour dire non au terrorisme, tandis que des artistes de rue réalisent des fresques représentant notamment Cabu et son « Grand Duduche » au Gabut, le quartier des graffeurs. 9000 personnes font de même à Rochefort, 6 000 personnes se rassemblent place Bassompierre puis esplanade Foch à Saintes, tandis qu’à Royan, un dessin éphémère est réalisé sur la plage et que 2 000 personnes manifestent leur soutien aux victimes et à la liberté d’expression. Des villes plus modestes se distinguent par une forte affluence, notamment Saint-Pierre-d’Oléron, où 7500 personnes venues de toute l’île se retrouvent en centre-ville.